# Boletus edulis
Cèpe de Bordeaux
Espèce
Statut de conservation UICN

LC : Préoccupation mineure
Boletus edulis, le Cèpe de Bordeaux, est une espèce de champignons basidiomycètes de la famille des Boletaceae que l'on rencontre dans l'hémisphère nord. Il fait partie, avec Boletus aereus, Boletus reticulatus et Boletus pinophilus, des quatre espèces de bolets nobles : les Cèpes. Cet excellent champignon comestible très recherché, est commercialisé et cuisiné mondialement sous diverses formes. Il est caractérisé par son chapeau gras, brun, plus pâle vers les bords, ainsi que par sa chair sous cuticulaire rosée.

## Généralités
Le Cèpe de Bordeaux est une espèce de bolet du nom scientifique de Boletus edulis. C'est un champignon macromycète des forêts, un cèpe. Comestible très réputé, il est récolté par les amateurs avec peu de risque de confusion avec d'autres bolets non comestibles ou toxiques. Il pousse généralement dans les clairières ombragées, et se développe de l'été à l'automne. Espèce mycorhizienne vivant en symbiose avec les arbres (feuillus et conifères), sa biologie, une des plus complexes, ne permet pas à l'homme de maîtriser son développement et encore moins sa culture. Il occupe une place de choix dans la gastronomie française et d'autres pays européens, où les recettes se déclinent par centaines. Il fait partie d'une très vaste famille de plusieurs centaines de champignons à hyménophore tubulé : les bolets. Au XXIe siècle, la phylogénie démontre que de nombreuses espèces de son genre forment le vaste clade des edulis sensu lato, dont l'un est celui des edulis sensu stricto, maintenant divisé en une branche américaine et une branche européenne où se trouve le Cèpe de Bordeaux.
Les Boletus sensu stricto sont commercialisés en France sous le nom de Cèpe, dont le Cèpe de Bordeaux, maître élément de la gastronomie française.

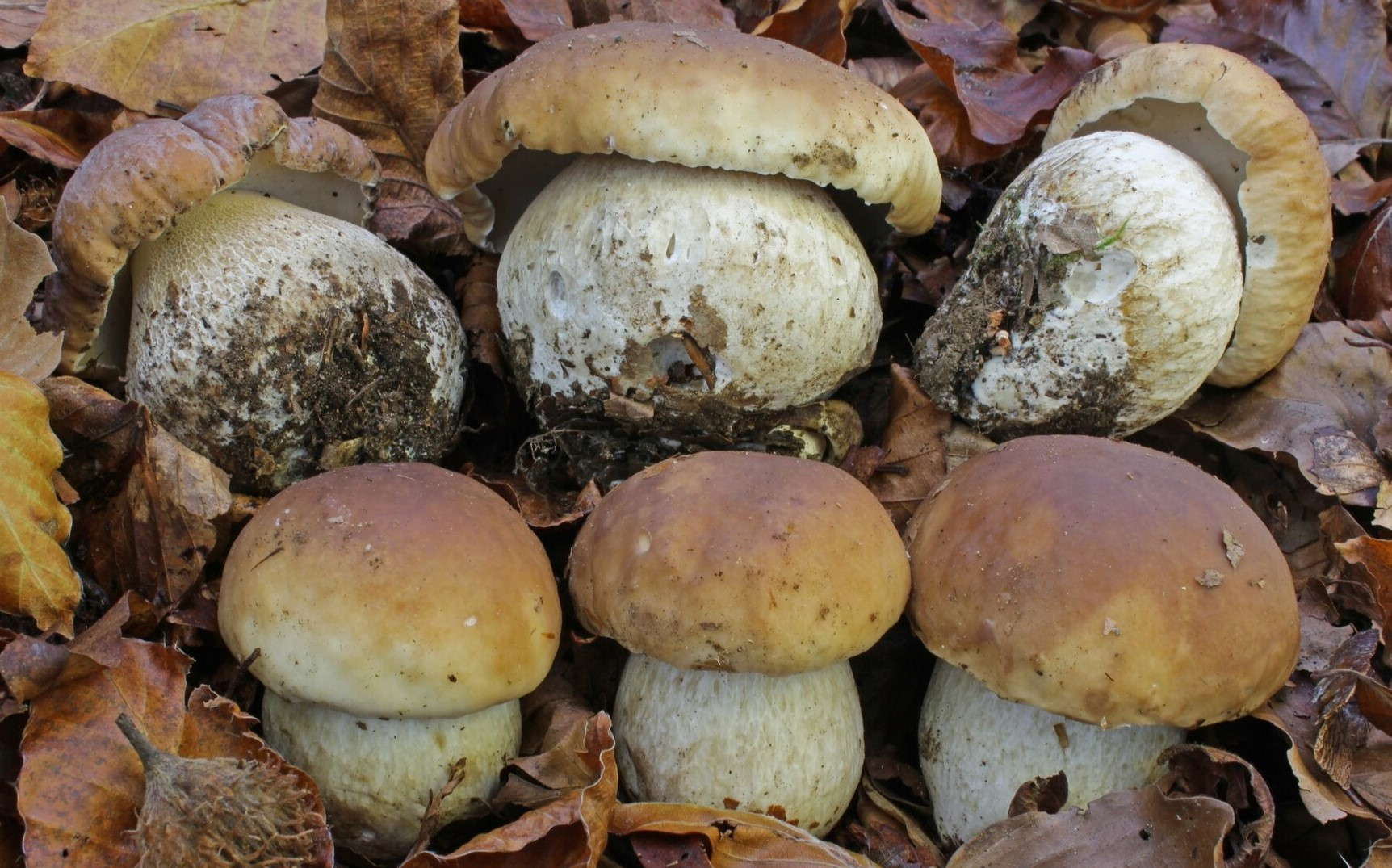
Collection de jeunes sporophores de B. edulis en "bouchon de champagne" en Croatie.

### Étymologies
D'après Marcel Locquin, le mot « bolet » a souvent changé de sens. Il vient de bal, mot sumérien signifiant « mèche ». Il désignait les champignons dressés, en cylindre étroit et sans chapeau, comme la clavaire grêle.
Balag, en sumérien, vers -3 500, désignait aussi un champignon dressé bien plus massif, que l'on nomme actuellement Phallus.
Boletos est un mot grec datant de 500 av. J.-C., qui désignait l'amanite, et qui a donné Boletus en latin, que l'on trouve chez Pline en -78, où il désigne très précisément l'amanite tue-mouches, Amanita muscaria, bien reconnaissable dans la description à son chapeau rouge à pustules blanches.
Bolitus est une variante latine du même nom, apparue chez Gallien en 197 et voulant également dire amanite. Les Romains consommaient déjà des bolets, mais le terme latin bōlētus englobait aussi l'Amanite des Césars. Ces confusions ont parfois eu des conséquences historiques néfastes.
Concernant son épithète spécifique, edulis signifie en latin « comestible ».

### Histoire
Oublié, le bolet ne revient sur les tables des nobles gourmets que vers 1760, par Stanislas Leszczynski, roi de Pologne installé en Lorraine. Depuis lors, il règne sans partage dans le Sud-Ouest où sa conserverie au naturel débute vers 1930, dans une gamme comprenant le foie gras, les escargots ou les haricots verts extra-fins au sein de sociétés comme Bordes, Bizac ou encore Rougié. Le Cèpe de Bordeaux frais ne sort de sa province que vers les années cinquante. Aujourd'hui sa consommation a pris une ampleur mondiale, mais le marché français n'utilise que la production régionale.

### Description générale

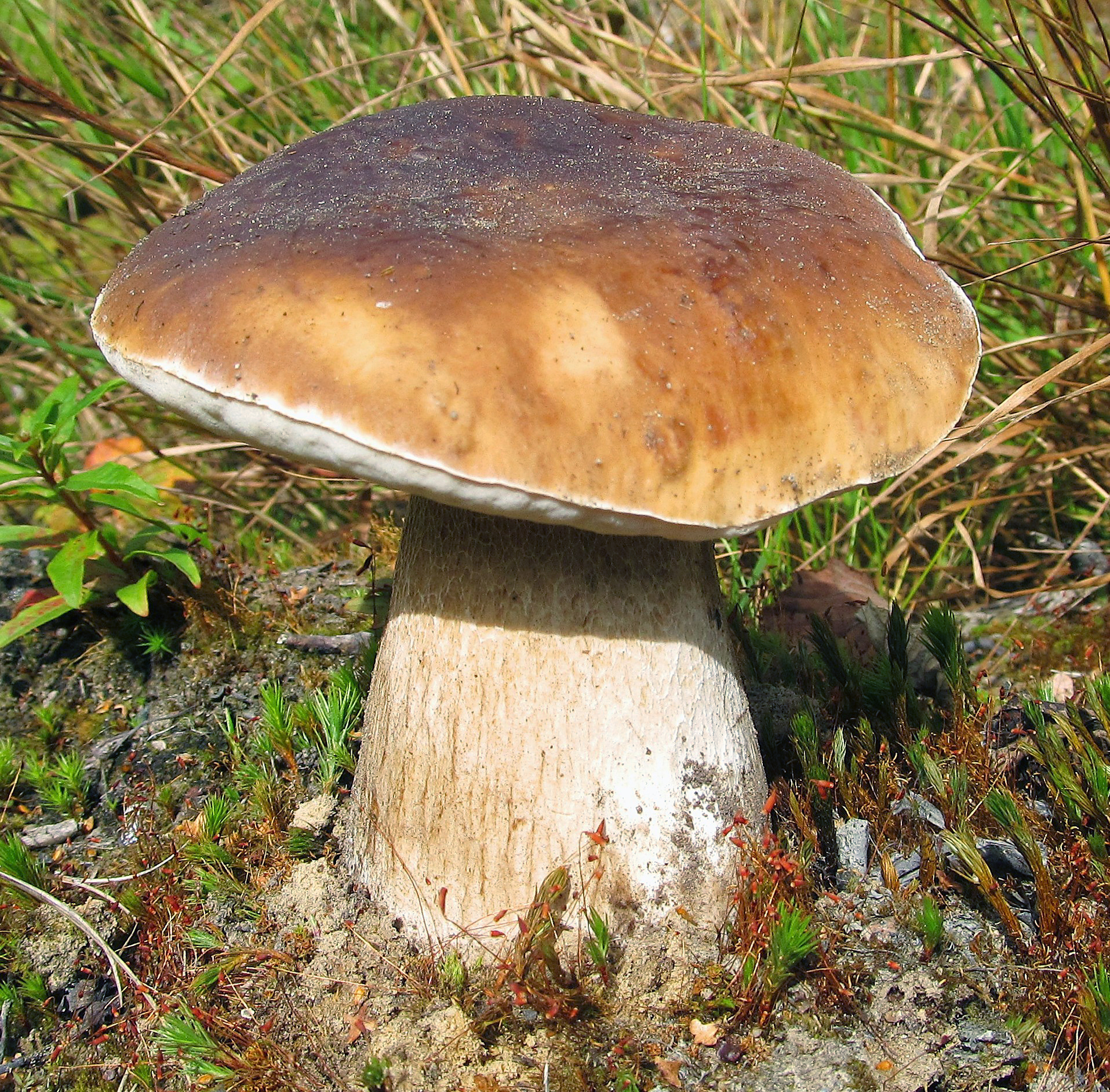
Boletus edulis, le Cèpe de Bordeaux, spécimen mature.

Son sporophore est formé d'un chapeau, d'un hyménophore (constitué de tubes et de pores) et d'un pied (stipe). Il provient d'un mycélium sous terre qui échange pendant des années avec certains arbres des substances nutritives via une relation symbiotique ; la mycorhize. La surface du chapeau (cuticule) est brun foncé, graduellement plus claire en allant vers la marge, qui possède souvent un liseré blanc à son bord. D'abord presque sphérique puis hémisphèrique, le chapeau va ensuite s'étaler au fur et à mesure de la maturié, jusqu'à prendre la forme d'un coussinet, ses bords vont se relever et son pied va s'enfler. Le pied est orné à sa surface d'un réseau. La chair est blanche, rosée juste sous la cuticule, et ne change pas de couleur quand on tranche le champignon. Le Cèpe de Bordeaux est, comme tous les Cèpes, une espèce de bolet.

### Habitat et développement
Le Cèpe de Bordeaux est une espèce commune et très largement répartie. Il pousse sous une large gamme de feuillus et de conifères.
Les facteurs climatiques sont déterminants pour sa pousse. B. edulis pousse après une période chaude interrompue par une forte averse ou une chute de grêle. Il apparait alors après une dizaine de jours.  Il pousse sur des versants bien exposés au soleil couchant et bien abrités du vent, surtout si la période a manqué de soleil. Il ne pousse pas souvent sous l'arbre mais dans le coupe-feu, probablement parce qu'il fait plus sec sous l'arbre et que le mycélium recherche ses radicelles en vue de l'association symbiotique : la mycorhize. Enfin, il pousse rarement seul. Un petit champignon blanc comestible, le Meunier (Clitopilus prunulus), pousse parfois au même endroit.

### Récolte
En France, l'article 547 du code civil précise que les champignons appartiennent toujours au propriétaire du terrain sur lequel ils poussent, (forêt, prés ou champs), ce qui s'applique aussi aux forêts domaniales, bien que, dans la pratique, il existe une certaine tolérance limitée selon les circonstances aux besoins de la consommation familiale.
Le Cèpe de Bordeaux se récolte jeune - on l'appelle alors bouchon de champagne - ou adulte, lorsqu'il est plus grand et que ses tubes deviennent jaunes ou olivâtres, mais il devient alors souvent vite la proie des vers. Une petite brosse permet de nettoyer les restes de terre. Il se coupe généralement à la base du pied, afin d'éviter de prendre trop de terre salissante. Arracher ou couper le champignon ne fait aucune différence pour la repousse. Il est ensuite déposé calé dans un panier pour le garder aéré. Dans un sachet de plastique, il macère et fermente, pouvant devenir impropre à la consommation.

### Préparation
Adulte, on peut retirer la "mousse" (l'hyménophore) du bolet qui, si elle est comestible, devient spongieuse à la cuisson. Les tubes verts s'enlèvent facilement. Jeunes, les tubes des Cèpes de Bordeaux sont blancs et restent fermes. S'ils roulent, il se blessent et moisissent. Lavés, ils gonflent et ne peuvent pas être conservés. Frais, jeunes et sans coups, ils garderont toute leur saveur au frigo pendant une semaine, sans se dégrader. Les cèpes peuvent être séchés mais deviennent fibreux. En conserve, ils gardent moins leur texture ferme et, surgelés, ils prennent du goût mais peuvent devenir spongieux. Les cèpes de Bordeaux sont poêlés quelques minutes dans un corps gras, agrémentés ou non par des herbes, et ensuite intégrés dans de très nombreuses recettes. Comme pour la plupart des champignons, la consommation d'exemplaire crus ou d'exemplaires trop vieux n'est pas recommandée.
Certaines recettes appellent à le consommer crus en carpaccio, mais la consommation de champignons sauvages crus est très déconseillée. La présence de germes, bactéries et mycoparasites spécifiques aux champignons peuvent provoquer des intoxications si ces dernières ne sont pas détruites par la cuisson.

### Identification

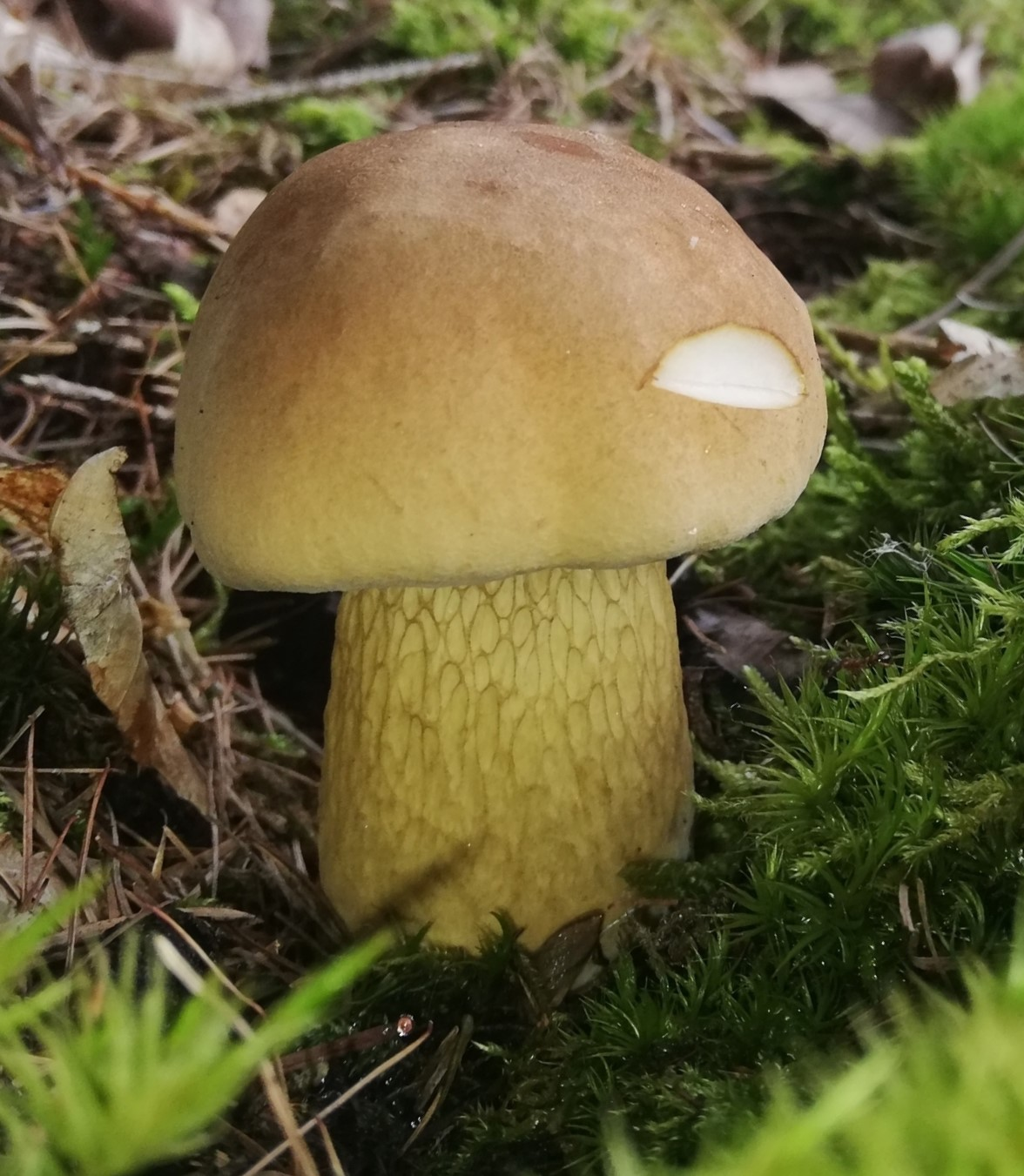
L'immangeable et trompeur Bolet amer (Tylopilus felleus)

Tout champignon comestible doit au mieux être identifié par un mycologue avant d'être consommé. Les Cèpes, et surtout le Cèpe de Bordeaux, sont l'espèce de champignon sauvage la plus traditionnellement consommée en France. Même s'il s'agit d'une espèce relativement facile à identifier, il faut toujours être entièrement certain de l'identification et être attentif à tout signe suspect pouvant signifier que l'on ne se trouve pas en réalité devant un Cèpe, tels que l'absence de réseau ou une chair bleuissante ou grisonnante.
Quelques champignons ressemblent au Cèpe de Bordeaux et peuvent se confondre avec ce dernier, surtout lorsqu'ils sont jeunes. Par exemple le Bolet amer (Tylopilus felleus) qui est une espèce immangeable de par son amertume, souvent confondue avec les Cèpes, mais non toxique. Il possède un réseau sombre et grossier ainsi que des pores rosées à maturité.
On peut aussi confondre le Cèpe de Bordeaux avec les autres espèces de Cèpes, comme le Cèpe des pins (Boletus pinophilus) qui vient à la même période. Confusions sans risques, tous les Cèpes possédant une comestibilité et une valeur culinaire égale.

## Taxonomie
Le nom correct complet (avec auteur) de ce taxon est Boletus edulis Bull., 1781.

### Synonymes
Boletus edulis a pour synonymes :
- Boletus betulicola (Vassilkov) Pilát & Dermek
- Boletus bulbosus Schaeff.
- Boletus citrinus A.Venturi
- Boletus clavipes (Peck) Pilát & Dermek
- Boletus edulis Fr.
- Boletus elephantinus With.
- Boletus esculentus var. albus Pers.
- Boletus esculentus Pers.
- Boletus filiae Gillet, 1884
- Boletus persoonii Bon
- Boletus quercicola (Vassilkov) Singer
- Boletus reticulatus var. citrinus Hlaváček
- Boletus slovenicus Smotl.
- Boletus solidus Sowerby
- Boletus venturii Bon
- Ceriomyces crassus Battarra, 1775
- Dictyopus edulis (Bull.) Forq., 1890
- Dictyopus edulis (Bull.) Quél.
- Gyrodon filiae (Gillet) Sacc., 1888
- Leccinum edule (Bull.) Gray
- Leccinum elephantinum (With.) Gray
- Suillus citrinus Kuntze
- Suillus edulis (Bull.) Lam.
- Suillus esculentus P.Micheli
- Tubiporus edulis subsp. euedulis Maire
- Tubiporus edulis (Bull.) P.Karst.

### Phylogénie

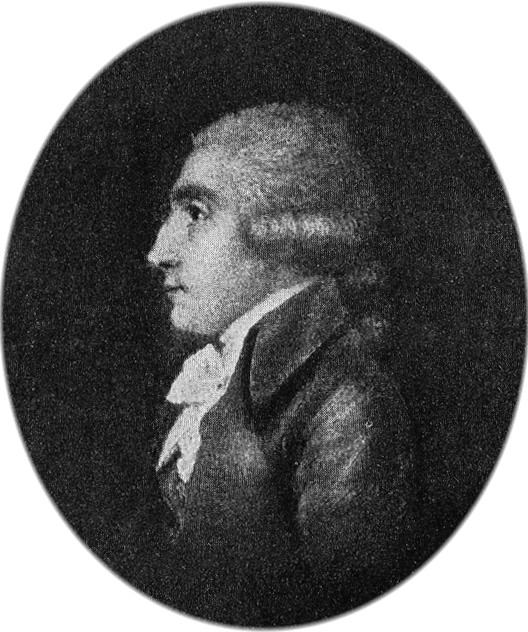
Pierre Bulliard décrit Boletus edulis en 1782.

Boletus edulis a été décrit en 1782 par le botaniste français Pierre Bulliard. L'espèce porte encore son nom d'origine. La date de début de la taxonomie fongique ayant été fixée au 1er janvier 1821, pour coïncider avec la date de parution des travaux du « père de la mycologie », le naturaliste suédois Elias Magnus Fries, le nom avait besoin de l'aval de Fries (indiqué dans le nom par « : ») pour être considéré comme valide, car le travail de Bulliard était antérieur à cette date. On écrivait donc Boletus edulis Bull: Fr. Cependant, une révision de 1987 du Code international de nomenclature botanique fixe la date de départ de la classification au 1er mai 1753, date de la publication par Linné de son travail de pionnier, le Species Plantarum. Le nom n'a plus besoin de la ratification de Fries pour être valide. Au début, d'autres noms ont été proposés comme Boletus solidus par le naturaliste anglais James Sowerby en 1809 et Leccinum edule par Samuel Gray. Le transfert par Gray de l'espèce dans le genre Leccinum s'est révélé incompatible avec les règles de la nomenclature botanique et il est évident que Gray n'était pas familier avec les œuvres antérieures de Fries quand il a publié son classement des espèces de Bolet.

### Étymologie
Première espèce du genre Boletus, nom générique dérivé du latin bōlētus, « champignon » qui dérive à son tour du grec ancien βωλίτης, « champignon terrestre ». Ce dernier mot dérive de βῶλος, bolos, signifiant « motte de terre » et, métaphoriquement, champignon. Toutefois, le βωλίτης de Galien, comme les cèpes des écrivains latins comme Martial, Sénèque et Pétrone sont souvent identifiés comme correspondant au plus prisé Amanita caesarea. Le mot latin pourrait dériver du nom de la ville espagnole Boletum dont le nom actuel est Boltaña dans le Sud des Pyrénées qui est toujours connue pour ses fameux champignons.
L'épithète spécifique latine edulis signifie comestible.

### Nom normalisé
Nom vernaculaire accepté et recommandé pour Boletus edulis, normalisé par le Comité pour les noms français des champignons de la Société mycologique de France : Cèpe de Bordeaux.

### Autres noms vernaculaires français
- Cèpe
- Cèpe comestible
- Cèpe de Bordeaux
- Gros pied[22]
- Potiron[23]
- Polonais, champignon polonais[24]

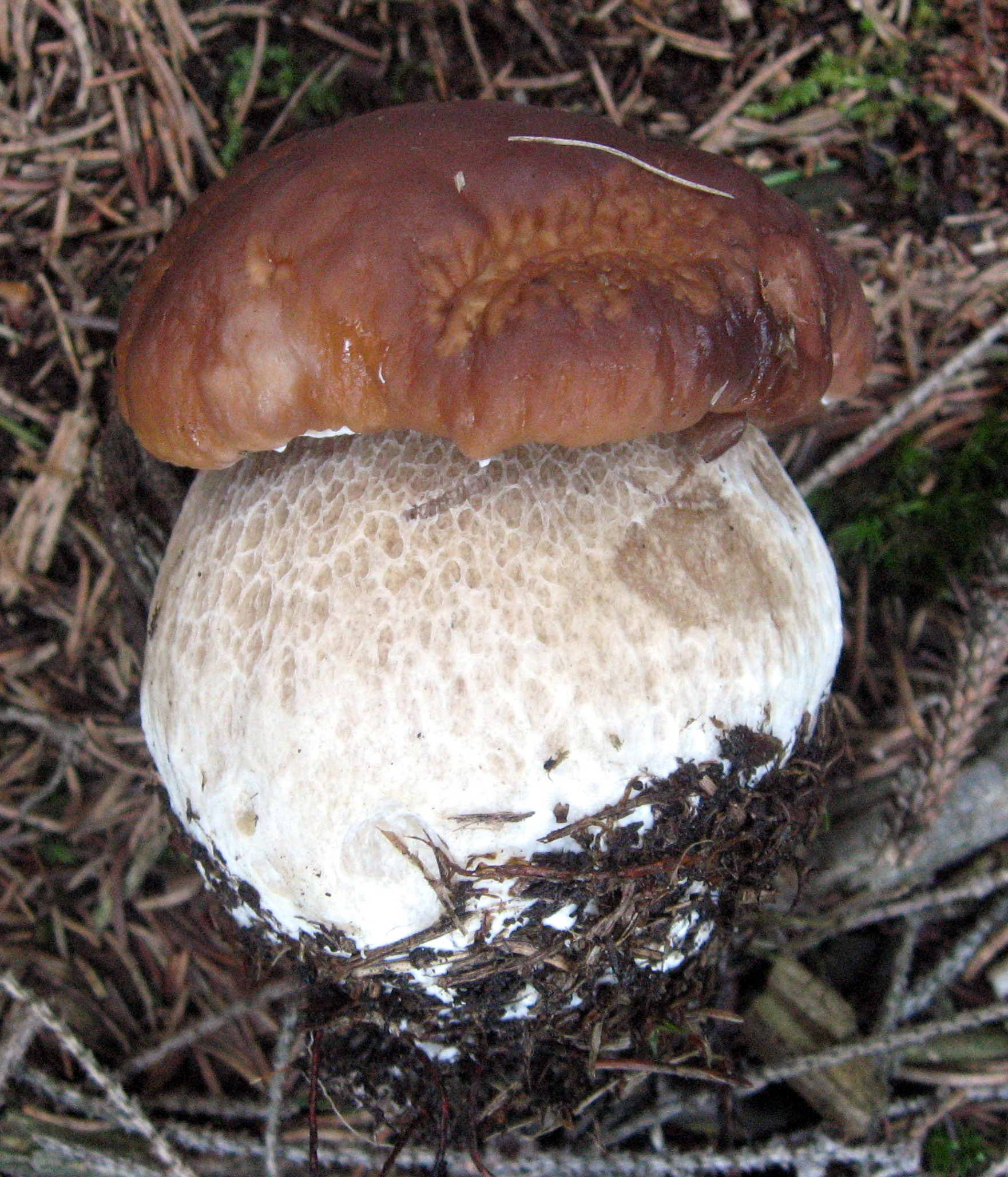
Jeune, il est parfois nommé bouchon de champagne, sa silhouette à ce stade rappelant ce dernier.

- Bouchon de Champagne (jeune, son chapeau rond ressemble à ce bouchon)[25]

### Noms vernaculaires dans d'autres langues
- Anglais : Penny bun, Cep ;
- Allemand : Gemeine Steinpilz, Fichtensteinpilz (pins), Herrenpilz, Edelpilz (précieux) ;
- Italien : Porcino ;
- en Ligurie, Funzo de castagna, Funzo neigro, Servajlo ;
- en Lombardie, Regùlat, Biancon, Brisott, Cappellet, Ferré levrin, Fonz ferré, Légorzéla, Legorsela, Nonna, Nÿna, Vairol, Nivariö ;
- dans le Piémont, Anvrioel, Bolé caréi, Bolé porcin, Funs capelet ;
- en Toscane, Ceppatello, Ghezza, Moccione, Moccolone ;
- en Vénétie, Boleo, Brisa, Brisot, Carpanote, Pressanella, Sbrisa ;
- dans le canton du Tessin, Copín, Cupít ;
- dans le Val d'Aoste, Fiorone ;
- Espagnol : Seta calabaza, Seta de calabaza, Calabaza.

## Systématique
S'il apparaît que les mycologues étaient proches quant à leur classification classique, ils ne sont jamais parvenus à préciser les nuances entre variétés et espèces. Les analyses phylogénétiques ont permis une plus grande précision. Certaines espèces qui étaient considérées comme telles sont maintenant vues comme des variétés de Boletus edulis, par exemple selon Beugelsdijk et al Boletus edulis var. pusteriensis, Boletus persoonii et Boletus venturii ne sont pas d'un point de vue moléculaire distinguables de Boletus edulis.

### Classification classique ou morphologique
Boletus edulis est l'espèce type du genre Boletus, classée dans la famille des Boletaceae et dans l'ordre des Boletales. Dans la classification de champignons développée par Rolf Singer en 1986, il devient également l'espèce type du genre Boletus, un ancien regroupement d'environ une trentaine de bolets unis par un certain nombre de caractéristiques :
- un goût doux ;
- une chair blanche qui ne change pas de couleur lorsqu'elle est exposée à l'air ;
- un dessin en mailles légèrement réticulées sur au moins la partie supérieure du pied ;
- une sporée jaune-brun ou brun olive ;
- des tubes blancs à l'état jeune, devenant jaunâtres à maturité, puis verdâtres au vieillissement ;
- des cystides peu colorées[28],[29].

Cette description de R.Singer pourrait convenir à ce que l'on nomme aujourd'hui Boletus au sens large, mais pas à Boletus au sens strict, qui ne comprend en Europe que B. edulis, B. aereus, B. reticulatus et B. pinophilus, c'est-à-dire les quatre espèces de Cèpes au sens strict. Aujourd'hui, le genre Boletus au sens large a été éclaté en maints genres différents.

### Classification phylogénétique
Une analyse moléculaire montre que les bolets dérivent tous d'un ancêtre commun et que les Boletales sont un clade distinct des Agaricales.
Cette classification phylogénétique, grâce à l'analyse moléculaire, confirme Boletus edulis dans le clade des Boletales, mais le révèle plus proche de Porphyrellus porphyrosporus ou de Strobylomyces flocoppus que de Rubroboletus satanas. Il est également fort proche de Paxilus involutus. Chez Boletus edulis en Europe, quelques clades se précisent.
La position de l'espèce Boletus edulis au sein des bolétales est détaillée dans l'article Boletales.
Boletus edulis appartient à la section Boletus du genre Boletus.
En Europe on rencontre quatre espèces dans cette section. Ce sont ces quatre espèces que l'on appelle des Cèpes.

### Origine tropicale et ancêtre commun

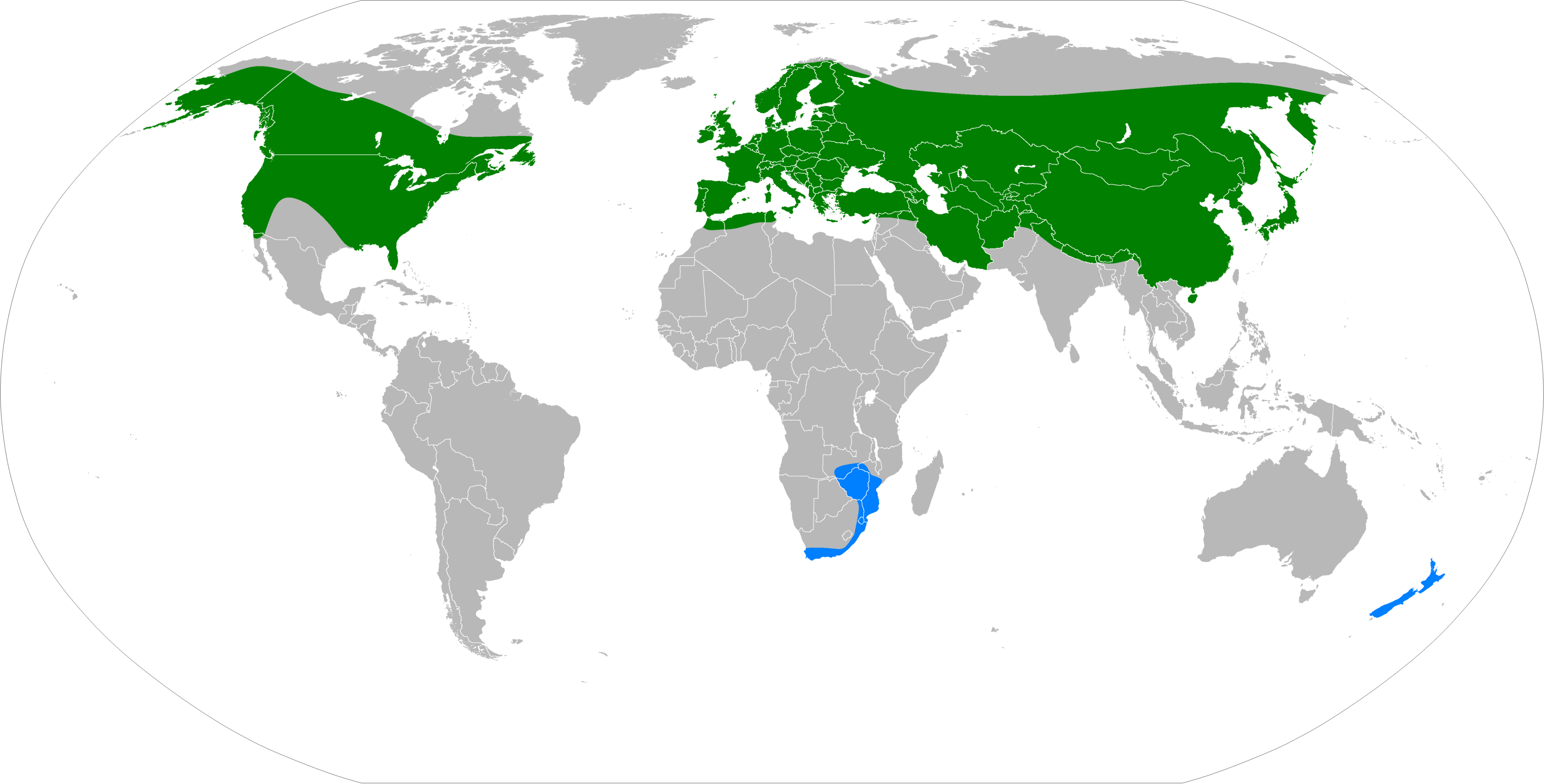
Distribution du groupe edulis dans l'hémisphère Nord et son introduction récente dans le Sud. Ceci est un cas d'aire de répartition circumterrestre.

Boletus edulis est un champignon récent, la diversification des Cèpes est située entre 34 Mo d'années et 44 Mo d'années pendant la période géologique de l'Éocène, la diversification entre agaricales et boletales étant datée entre 139 Mo et 178 Mo d'années.
En 2010, apparaissent les nouveaux clades des edulis sensu lato et le clade des edulis sensu stricto qui précisent la situation de toute une série de variétés qui deviennent des espèces spécifiques et de quatre nouvelles espèces dans le sud de la Chine, en Corée, aux Philippines et en Amérique centrale.
L'étude précise qu'un spécimen de Boletus variipes récolté aux Philippines est défini comme le plus récent ancêtre commun du groupe edulis et conclut à l'origine paléotropicale probable de la symbiose ectomycorhizienne.

## Description morphologique
Le Cèpe de Bordeaux est un bolet. Les bolets sont des champignons dont l’hyménophore à tubes, terminés par des pores, se sépare facilement de la chair du chapeau, avec un pied central assez épais et une chair compacte. Ils ont un chapeau rond, recouvert d'une cuticule, devenant convexe à mesure qu’ils vieillissent. Les caractéristiques morphologiques de Boletus edulis sont les suivantes : 

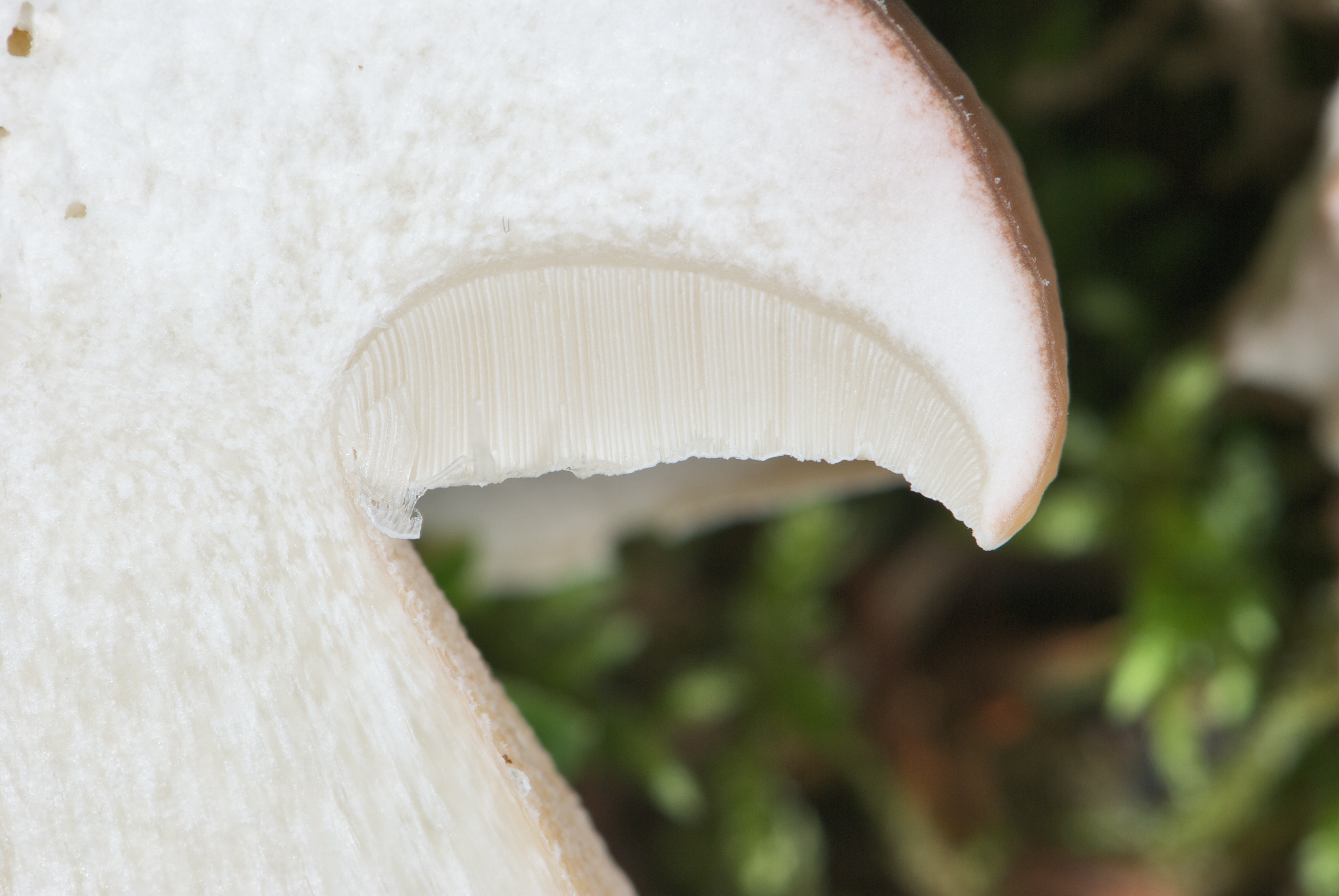
Jeune, l'hyménophore (constitué de tubes, qui sont terminés par des pores), aussi nommé foin ou mousse, est blanc, ferme et mangeable. La marge est enroulée.

### Sporophore

#### Chapeau
Son chapeau mesure de 4 à 20 cm. Jeune, sa forme ronde rappelle celle d'un bouchon de champagne. Il est ensuite hémisphérique, puis convexe-pulviné, et enfin étalé avec l'âge. Rarement, dans des circonstances hygrométriques favorables, il peut atteindre 40 cm de diamètre et peser jusqu'à 3 kg.

#### Cuticule
|                                                    |  |  |
| Le stipe peut avoir une forme allongée ou bulbeuse |  |  |

La cuticule, recouvrant le chapeau, est lisse et toujours un peu grasse au toucher, de couleur brun plus au moins sombre, typiquement de plus en plus pâle en allant vers le bord. Elle est souvent recouverte d'une pruine blanchâtre qui disparait avec l'âge. Elle peut devenir viscidule avec l'humidité. Sur les sujets âgés on peut la peler relativement facilement.

#### Marge
La pruine, recouvrant le chapeau quand le champignon est encore jeune avant de disparaître chez les stades de développement suivants, laisse un bord souvent ourlé de blanc qui devient appendiculé, devenant une marge blanche ornant le bord du chapeau.

#### Hyménophore

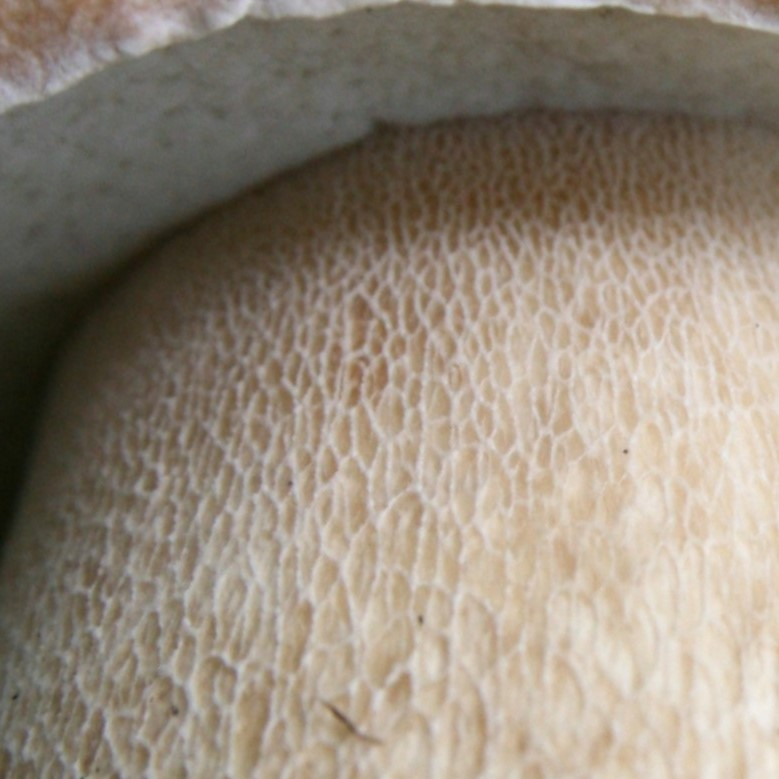
Réseau (aussi dit réticule) ornant la surface du stipe (pied), ressemblant à un maillage blanc. Le stipe est dit réticulé.

L'hyménophore se présente, comme chez tous les bolets, sous forme de tubes, appelés parfois vulgairement foin ou mousse en français. L'extrémité des tubes est terminée par des pores que l'on observe sous le chapeau. Les pores et les tubes des jeunes cèpes sont blancs et fermes, puis deviennent crème jaunâtre et ensuite vert olive avec l'âge. Ces tubes ont une insertion adnée sur le pied. Les tubes libèrent une sporée brun-olivâtre à maturité.

#### Stipe
Le stipe (pied) de couleur blanc puis ochracé, noisette à brun clair vers le haut et blanchâtre vers le bas, mesure de 6 à 20 cm de hauteur pour 3 à 8 cm d'épaisseur. Dans de rares cas, il peut atteindre jusqu'à 25 cm de hauteur et 10 cm d'épaisseur. Il est trapu, bulbeux à obèse à son jeune âge et devient ensuite cylindrique à ventru. Il peut devenir assez long et fin si la végétation ne fait pas obstacle à sa pousse. Il reste cependant souvent renflé à la base. Il est partiellement recouvert d'un réseau blanc à concolore (de la même couleur que le stipe), ressemblant à un fin maillage sur son pied, descendant rarement plus loin que la mi-hauteur du stipe.

#### Chair
La chair est de couleur blanche, rose brunâtre juste sous la cuticule. Elle est épaisse et ferme, souvent attaquée par des larves de diptère, comme Cordyla crassipalpis et des morsures de limaces. Sa saveur est douce et son odeur est très agréable, de bois humide. Le mycélium basal est de couleur blanche.

Principaux caractères distinctifs
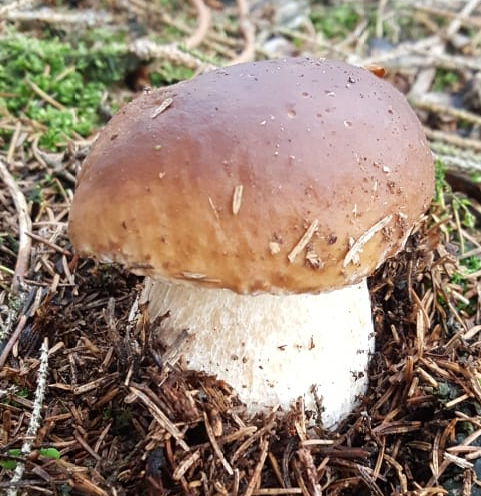
Chapeau brunâtre, souvent plus pâle en allant vers les bords.
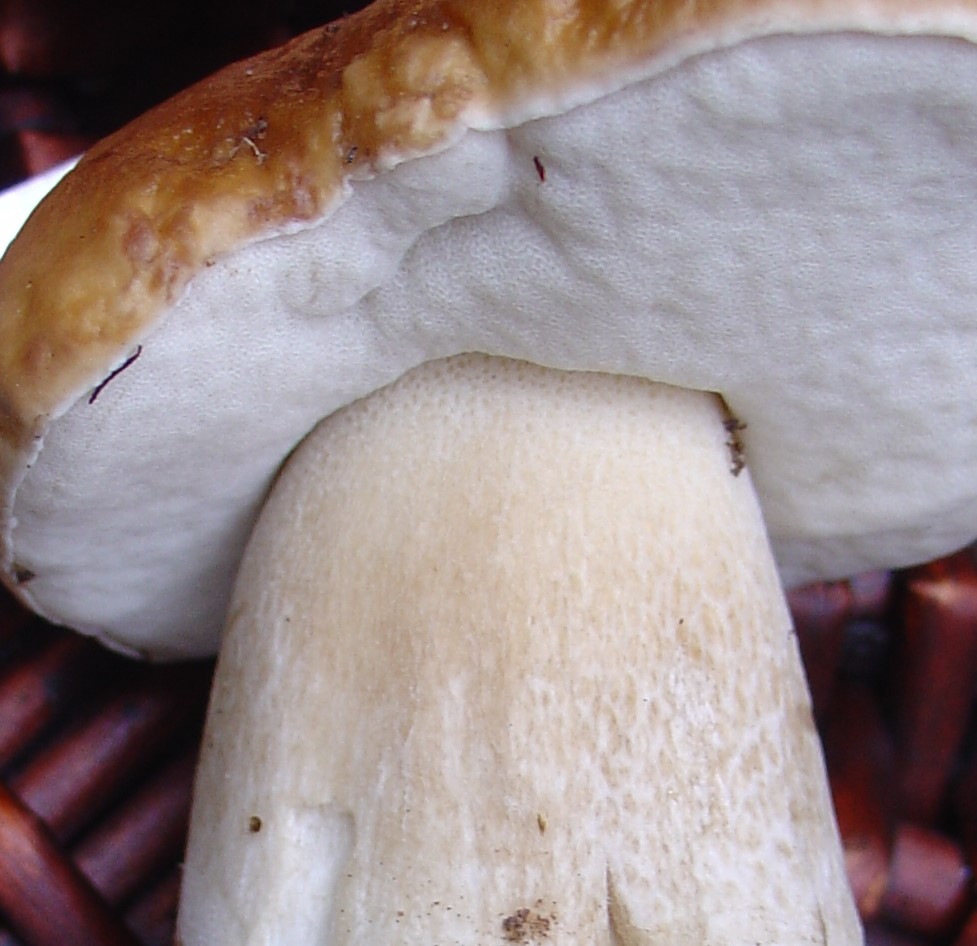
Hyménophore d'abord blanc...
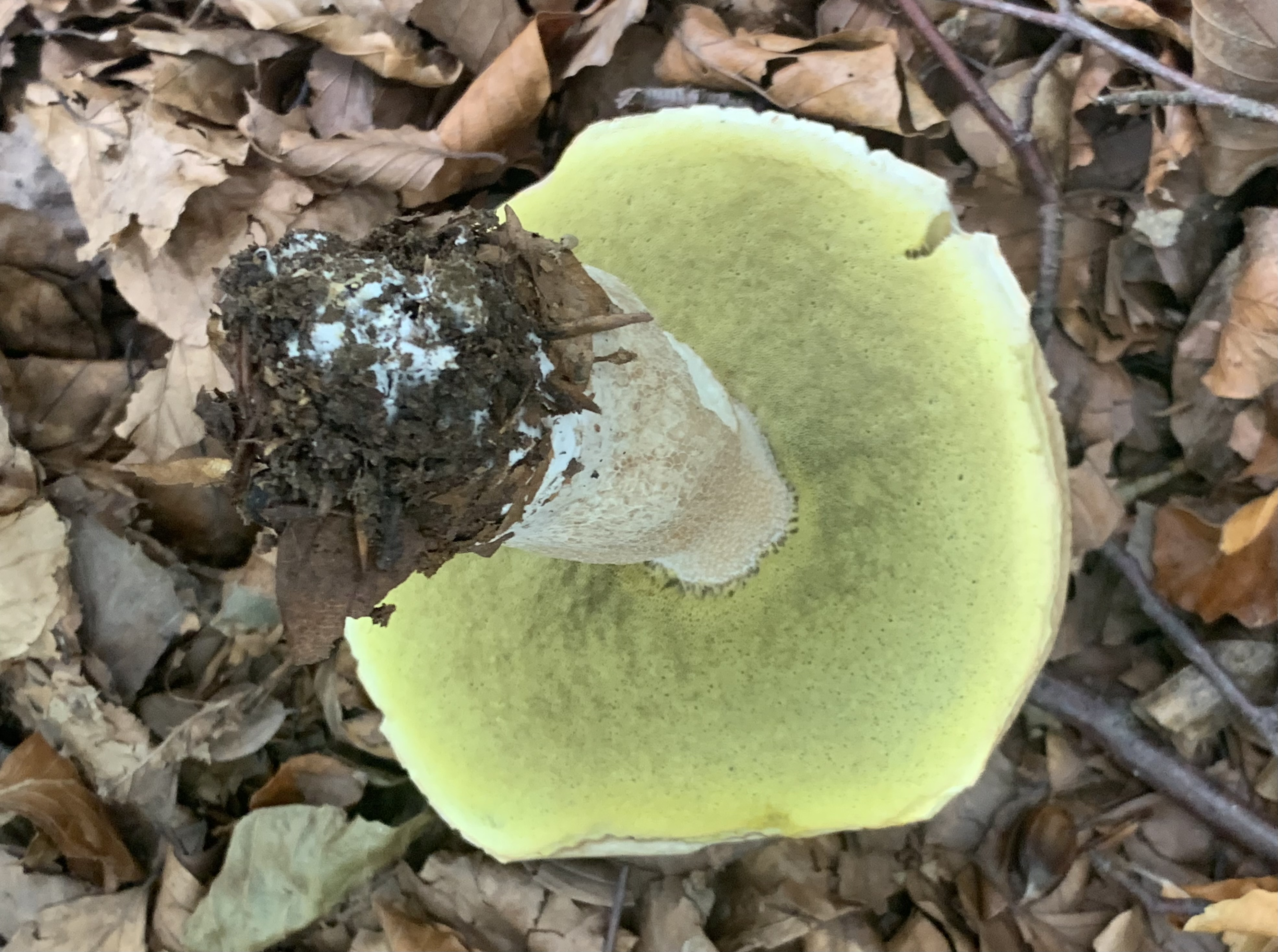
...puis jaune et enfin olivâtre à maturité.
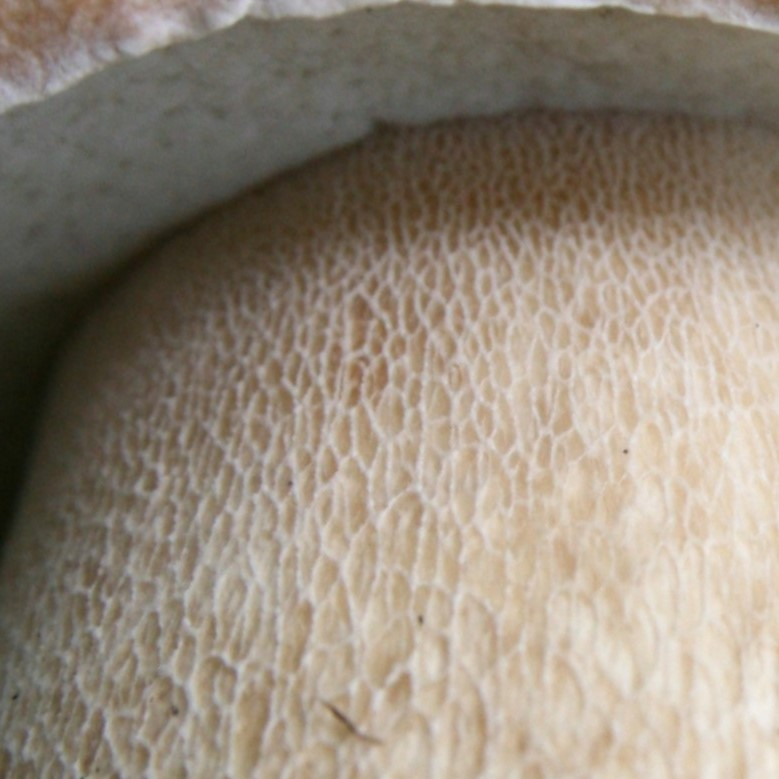
Pied orné d'un réseau.
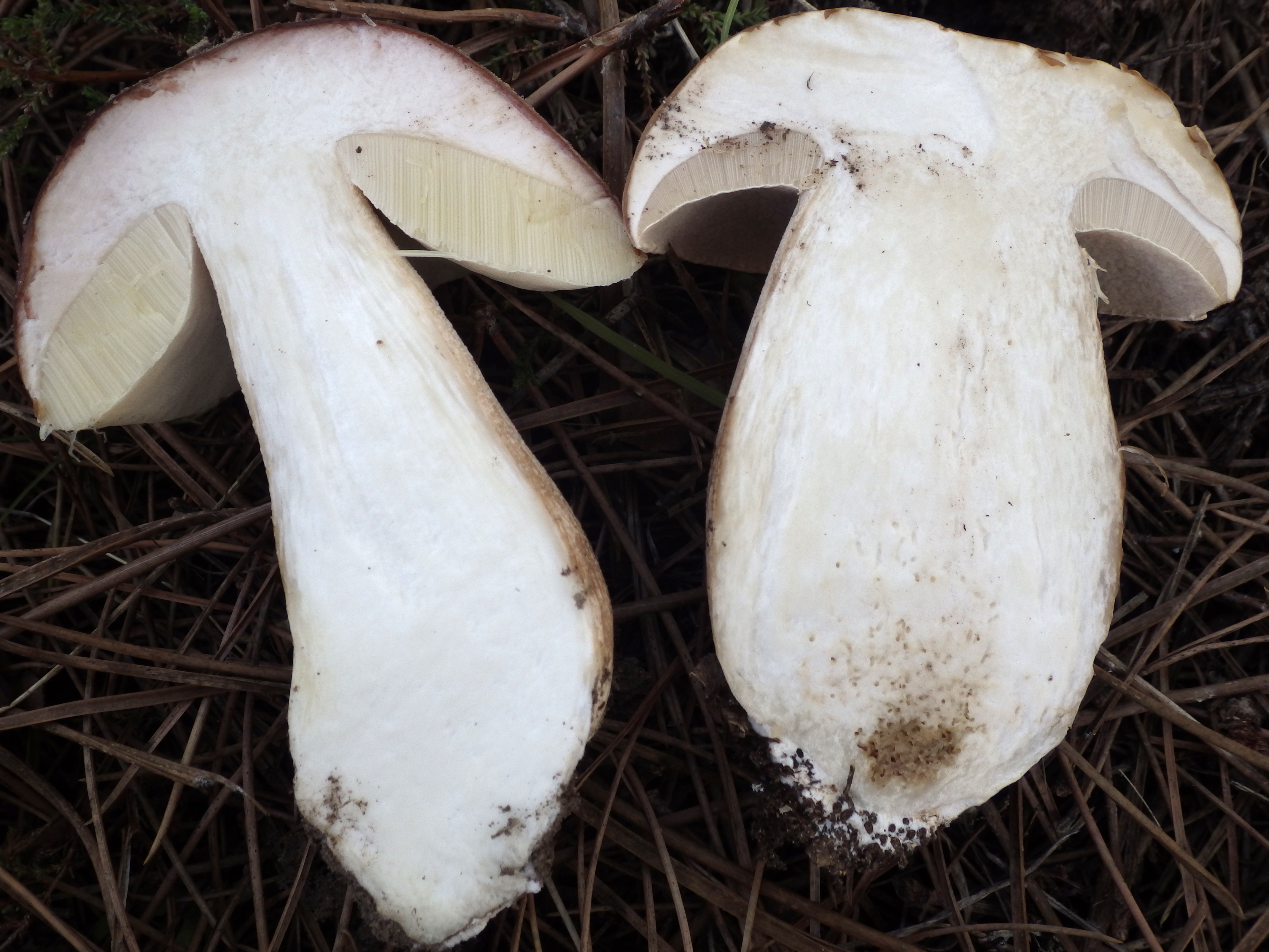
Chair blanche, immuable (ne changeant pas de couleur).
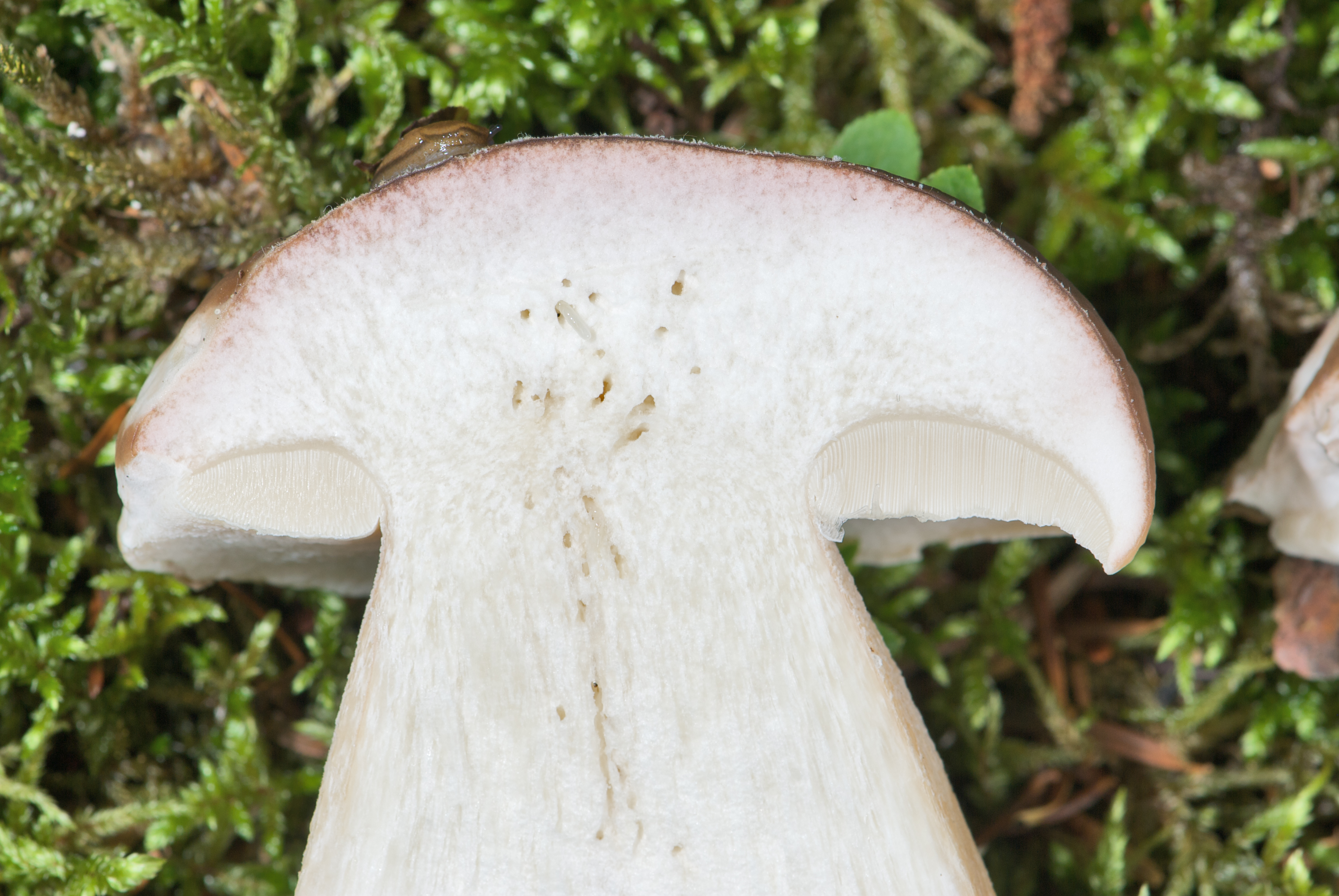
Chair légèrement rosée juste sous la cuticule à la coupe.

### Réactions chimiques
Le chapeau, la chair les et tubes, au contact de bases fortes comme KOH (hydroxyde de potassium) prennent une couleur brune. La chair devient rose lilas avec NH4OH (hydroxyde d’ammonium), elle ne réagit pas avec FeSO4 (sulfate de fer), le phénol ou la teinture de gaïacol.

### Caractéristiques microscopiques
Ses spores sont fusiformes elliptiques, mesurant 13 à 18 µm x 4 à 6 µm. Ses basides sont clavées, (2)-4 sporiques, mesurant 35 à 45 µm x 6 à 9 μm. Ses cheilocystides sont fusiformes. Ses caulocystides sont présentes sur le réseau du stipe, similaire aux cheilocystides. Son revêtement piléique est constitué d'hyphes enchevêtrées faiblement gélifiées.

## Galerie

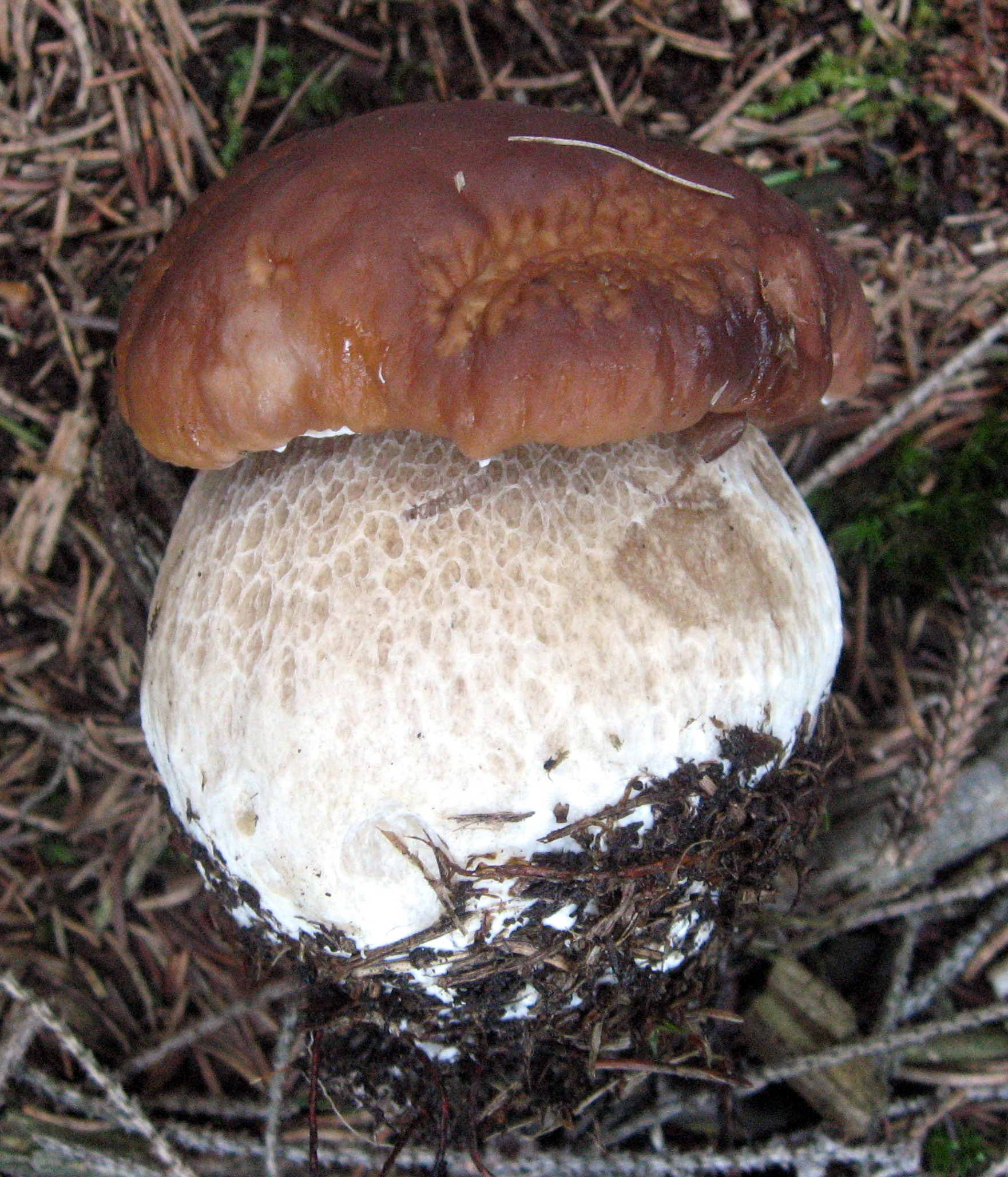
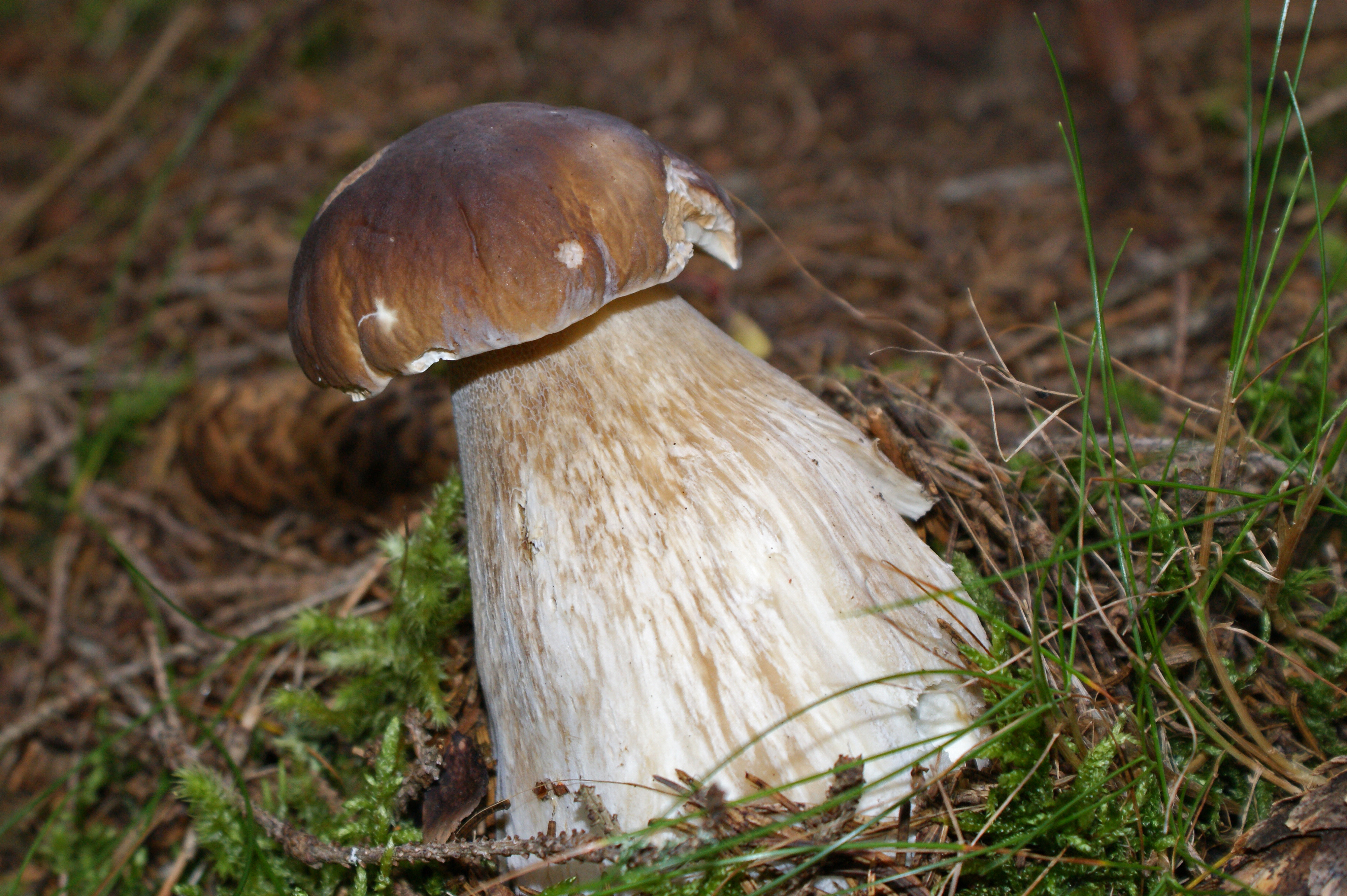
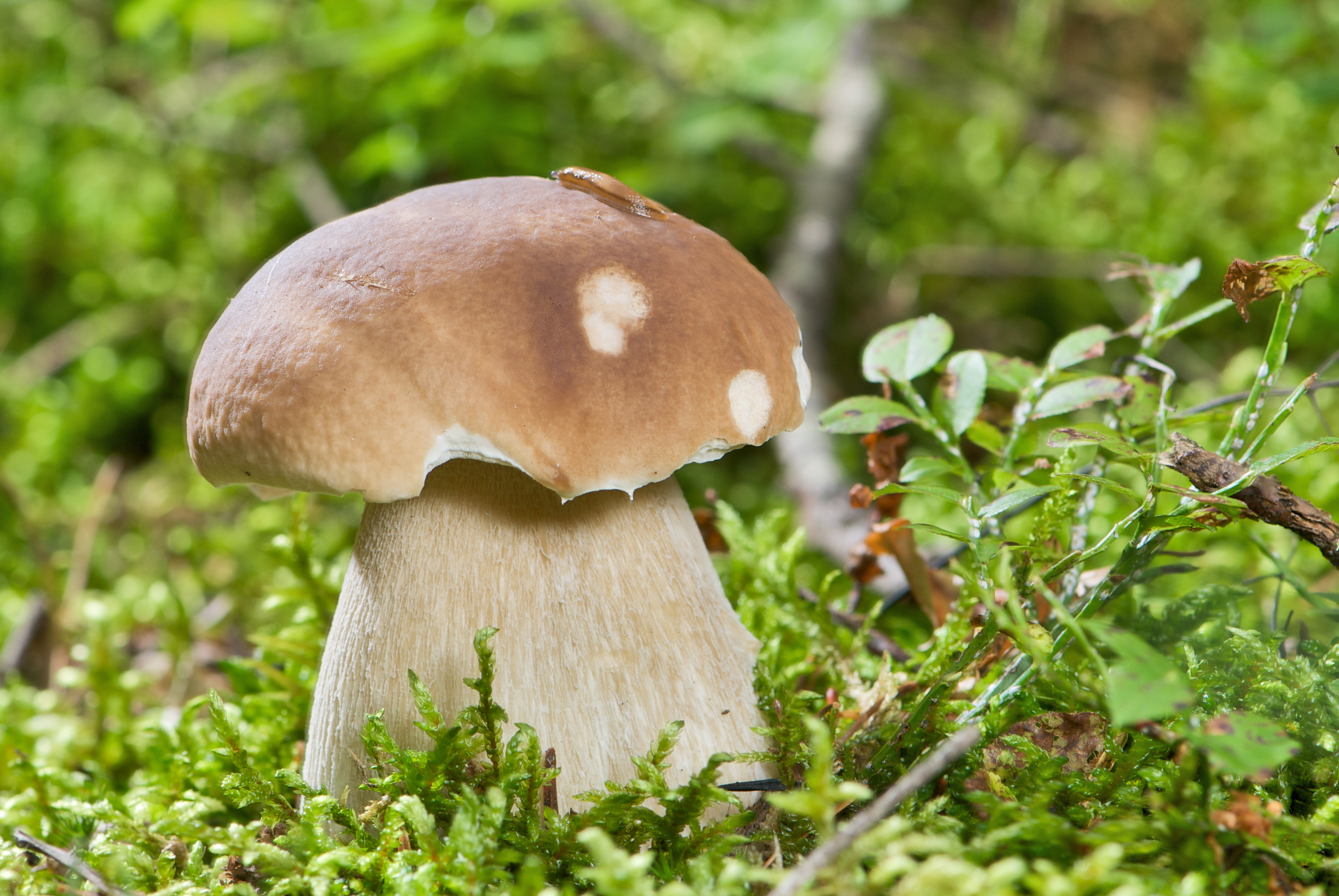
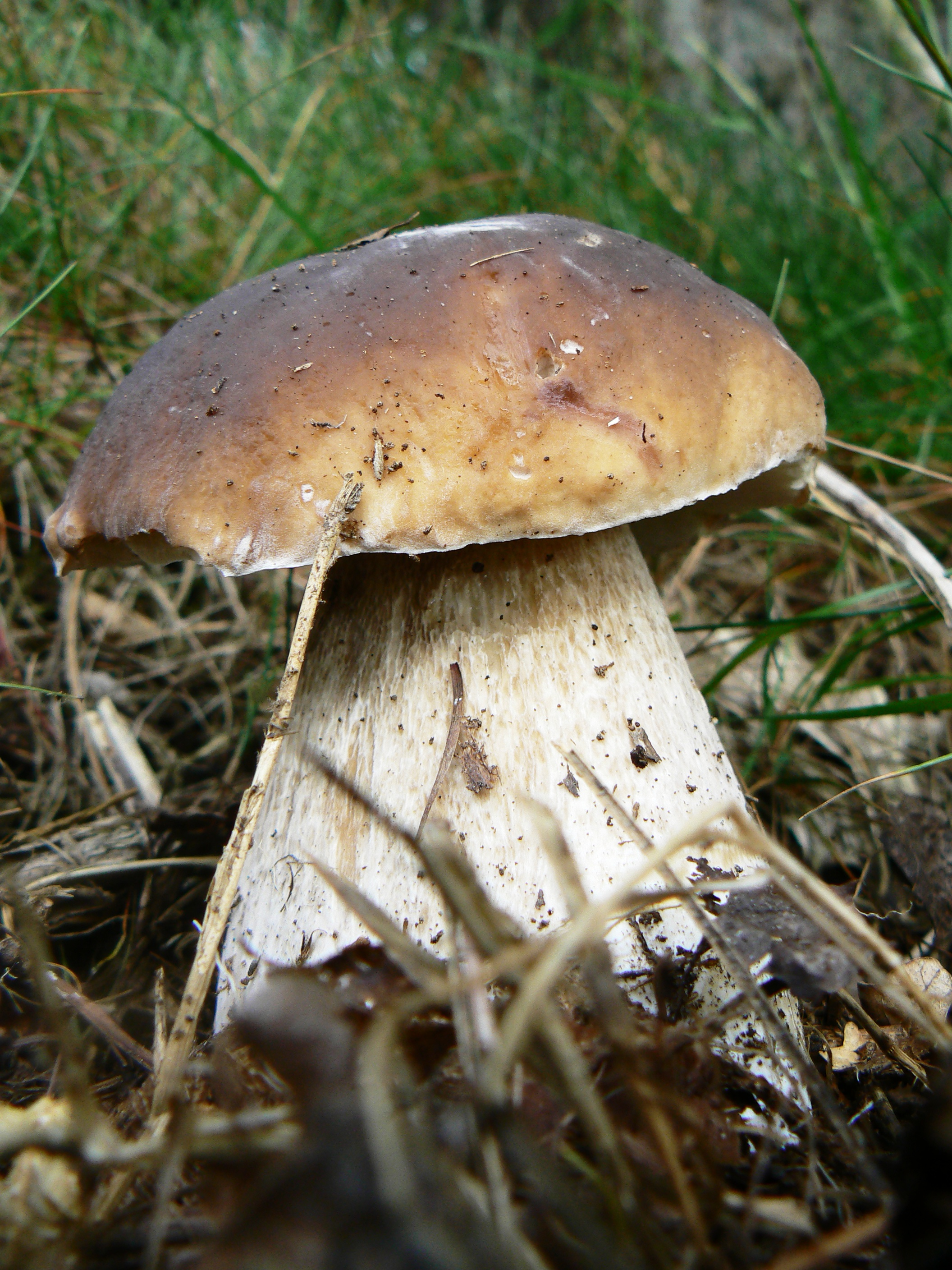
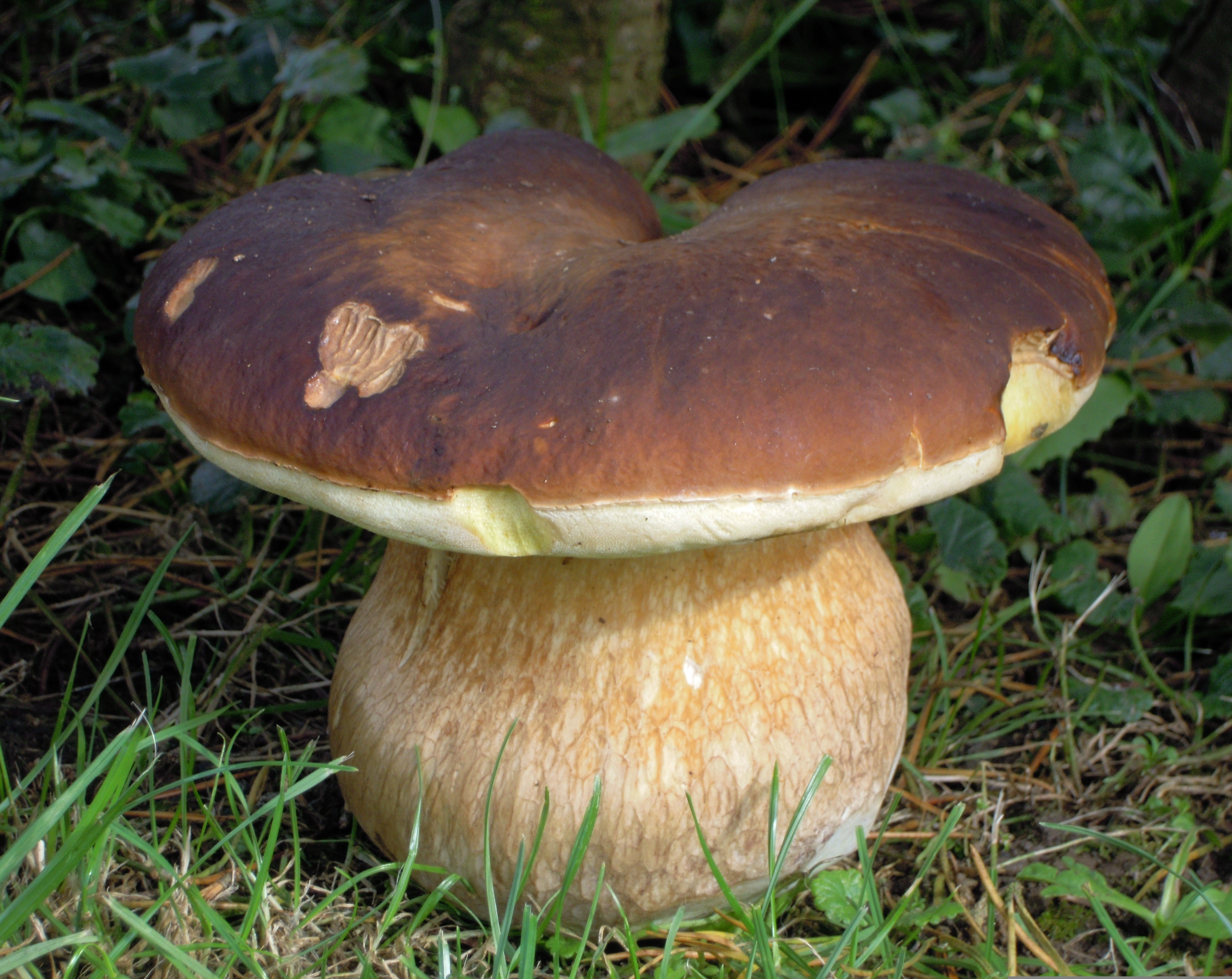
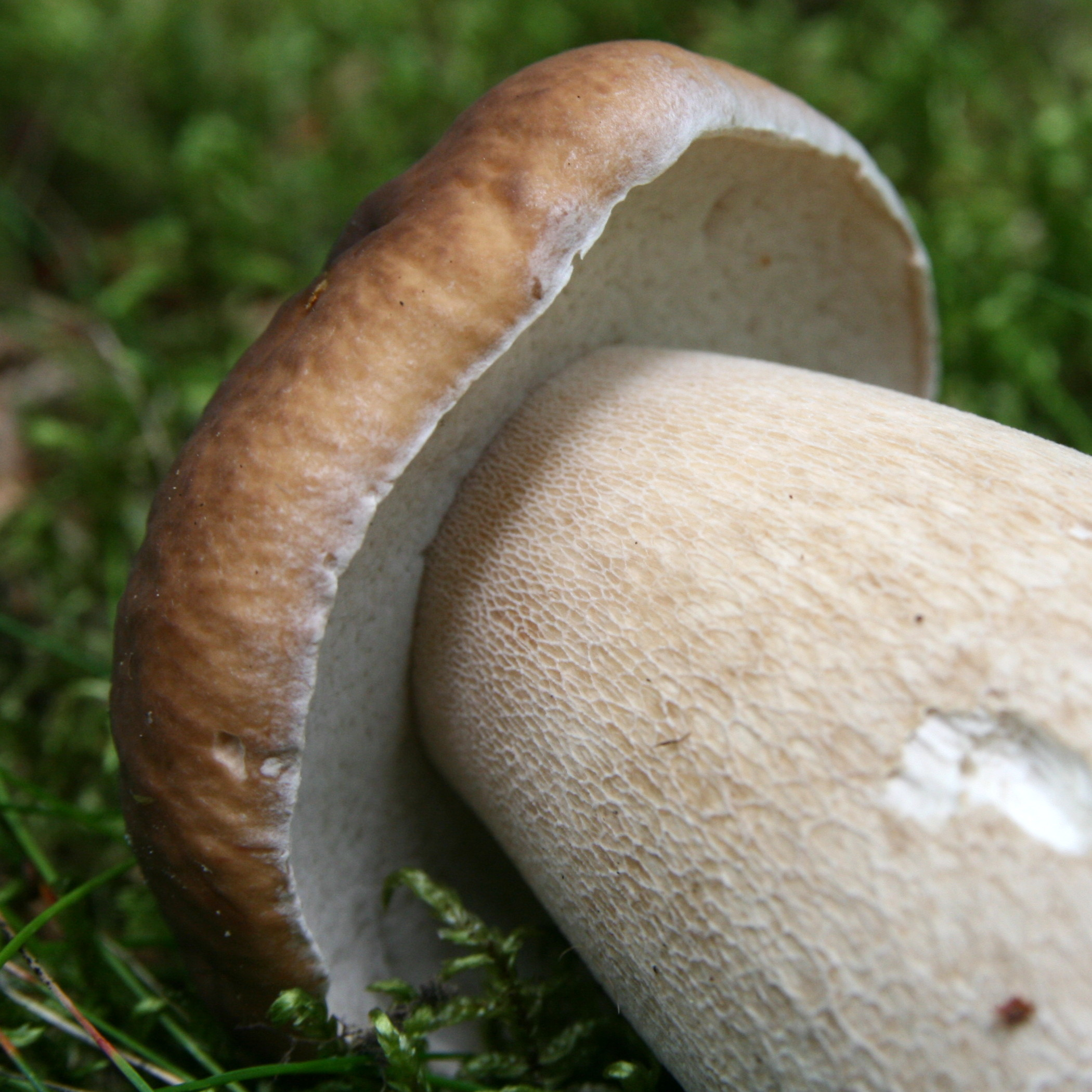
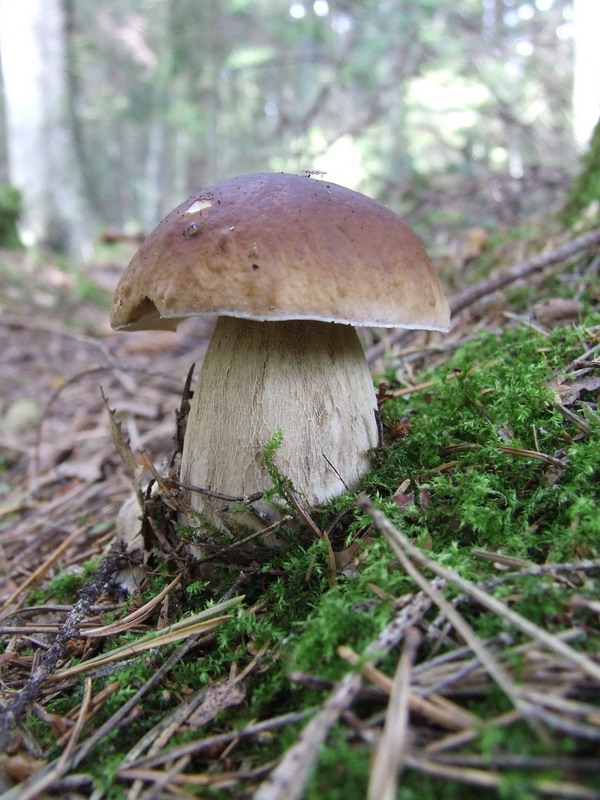
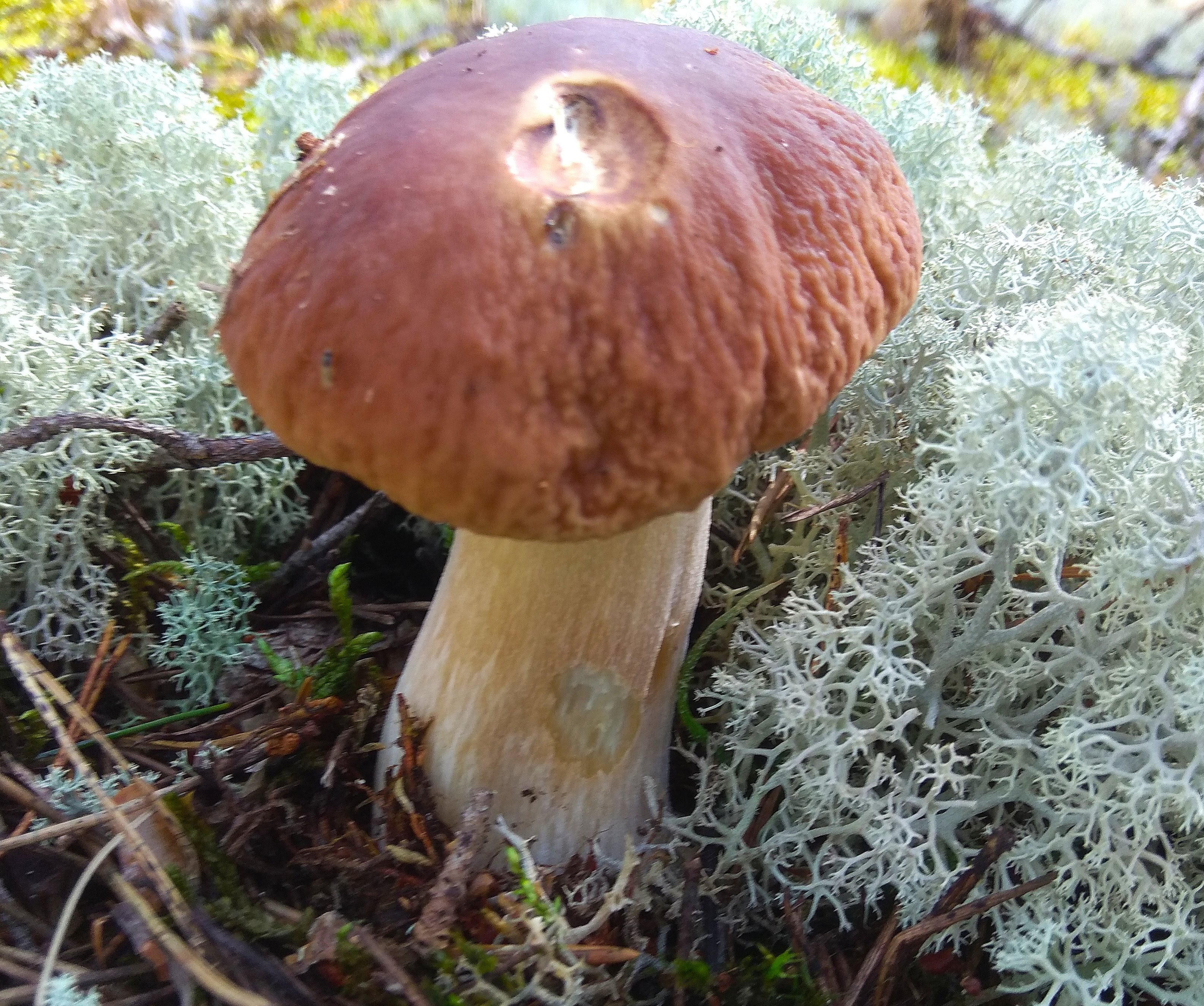
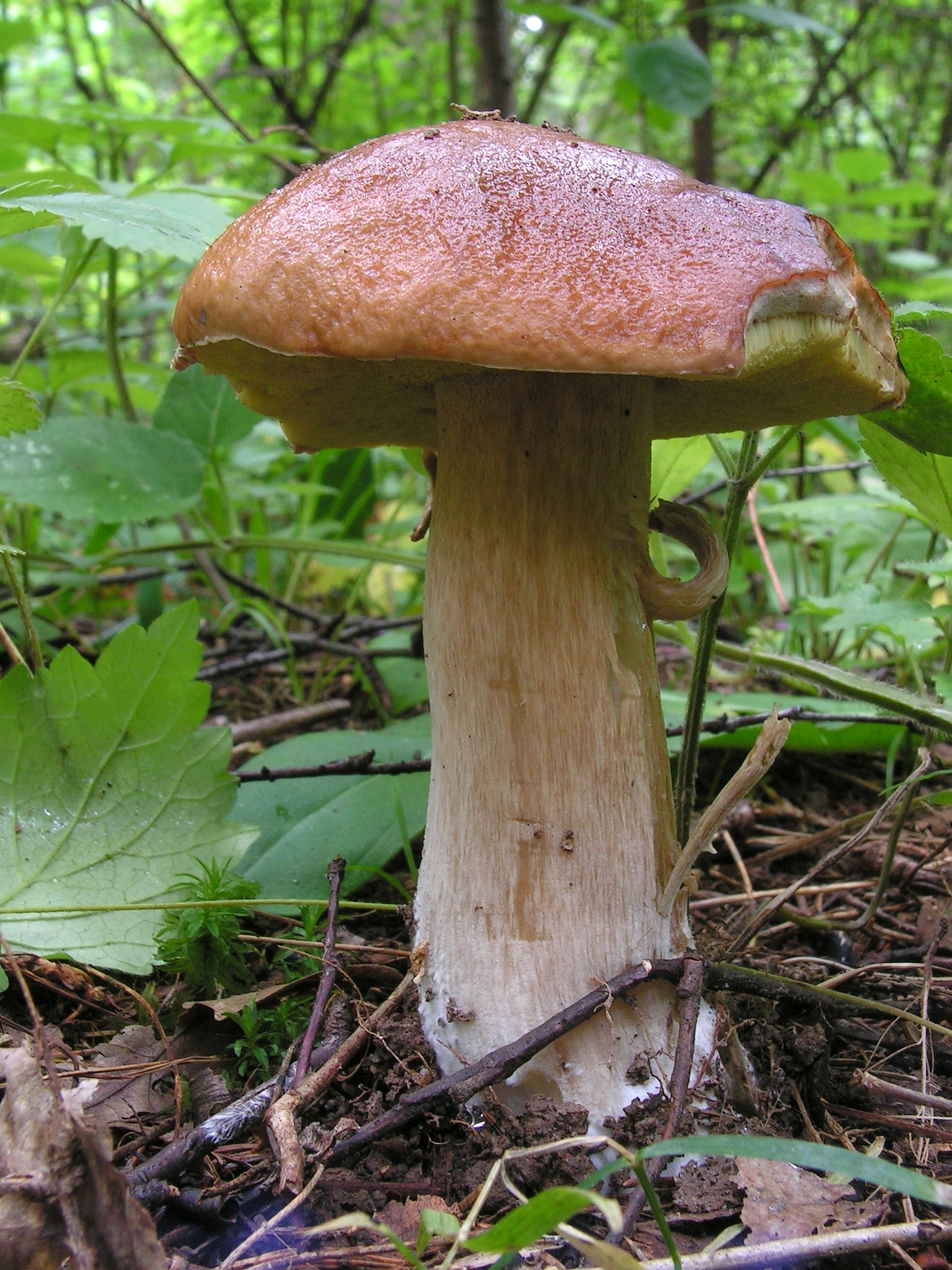
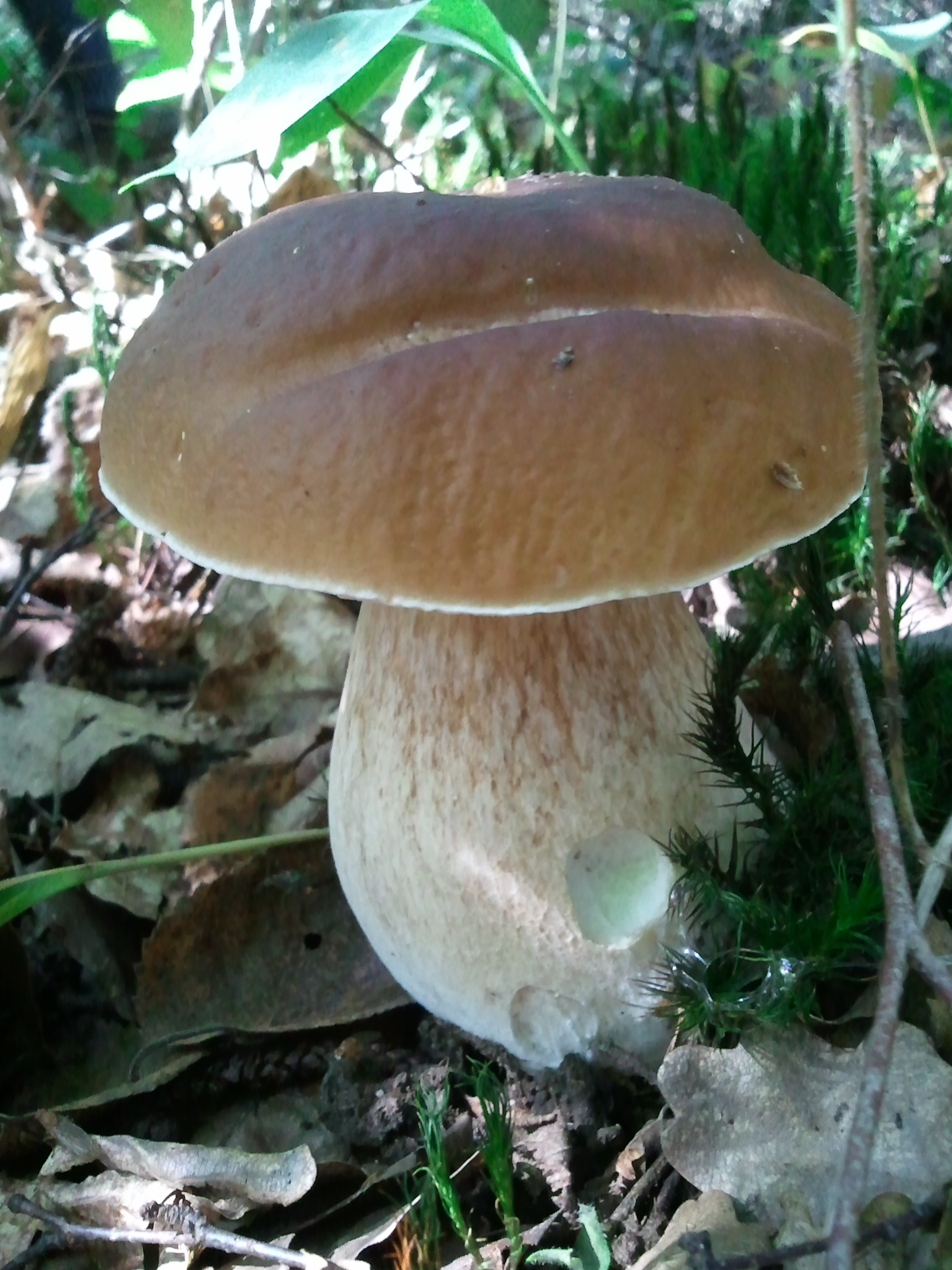
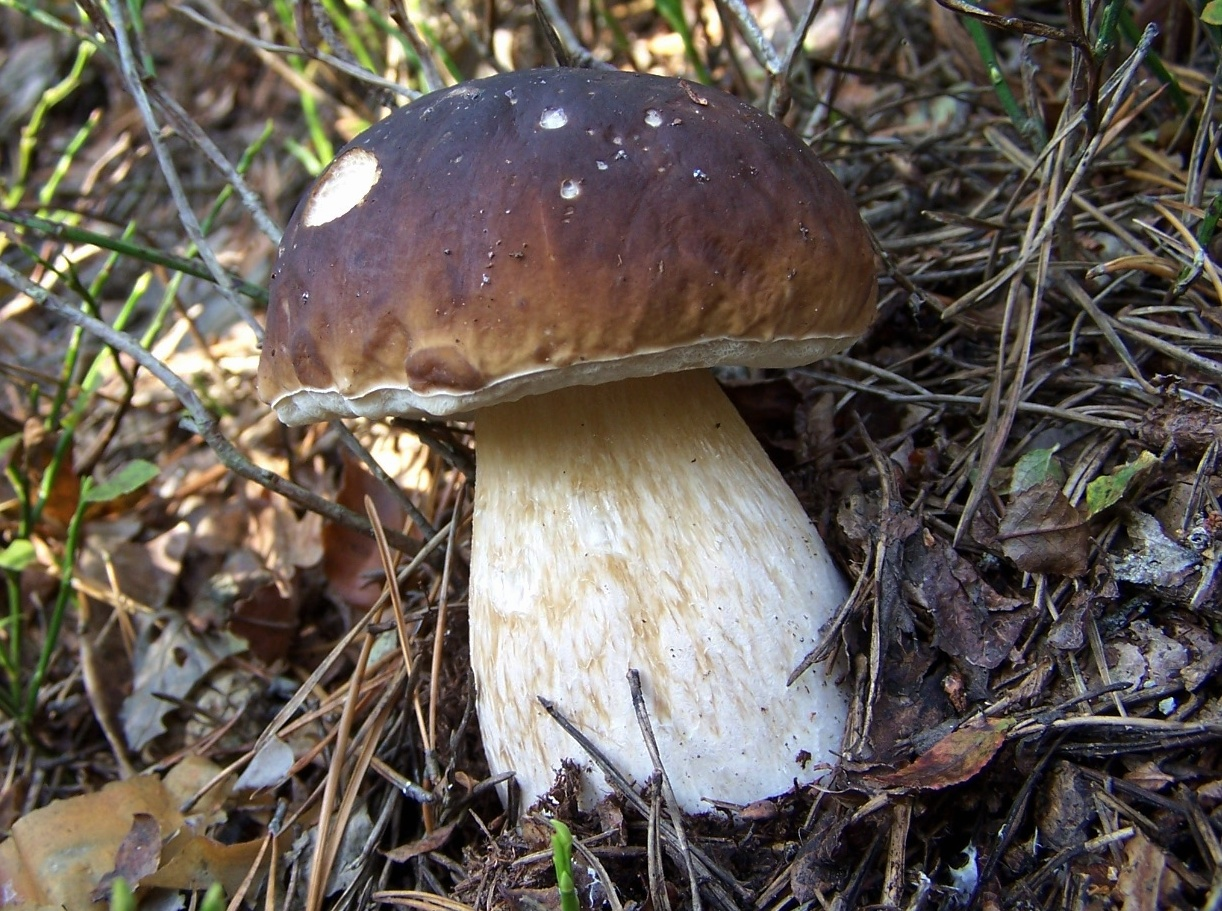
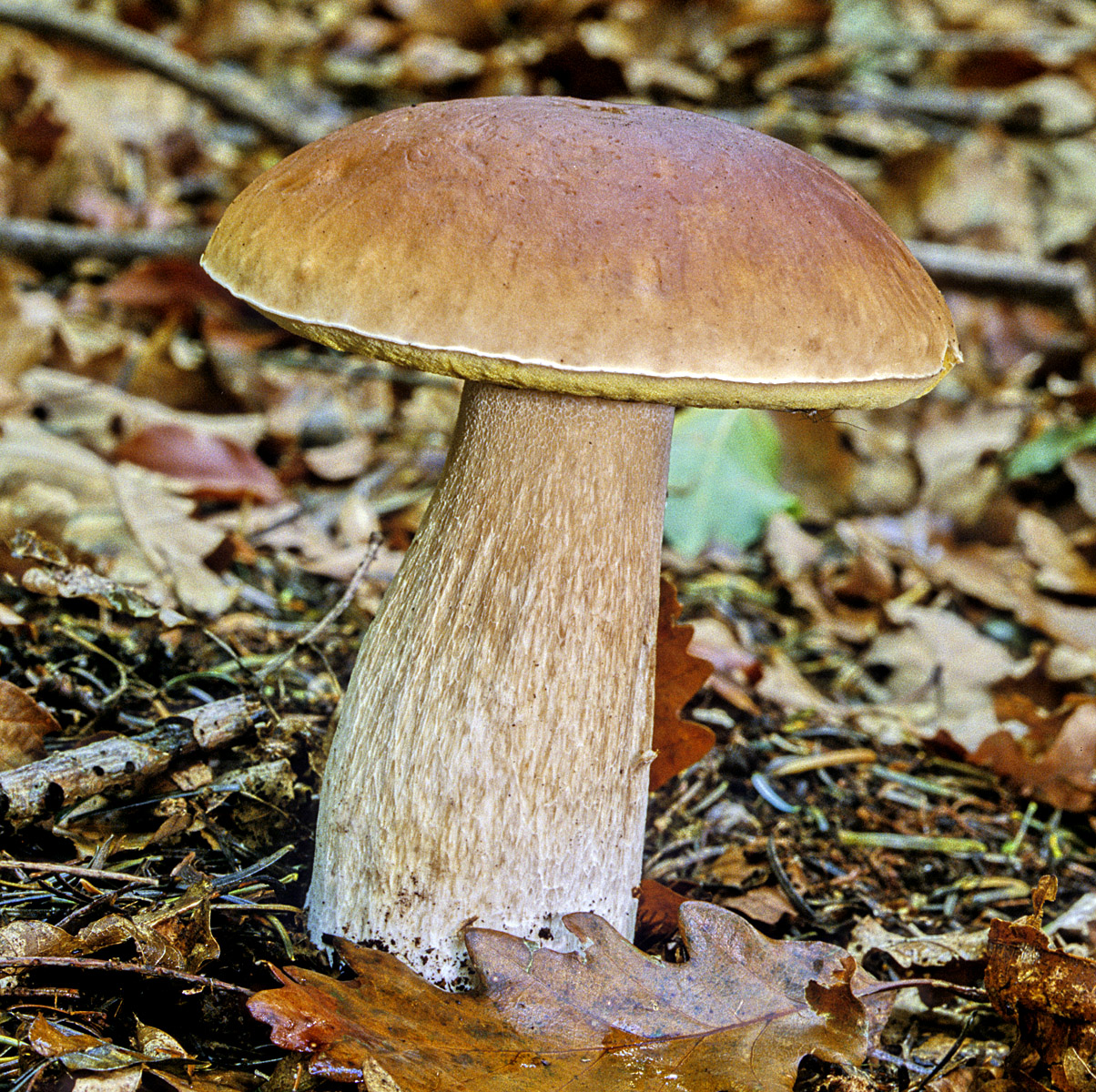
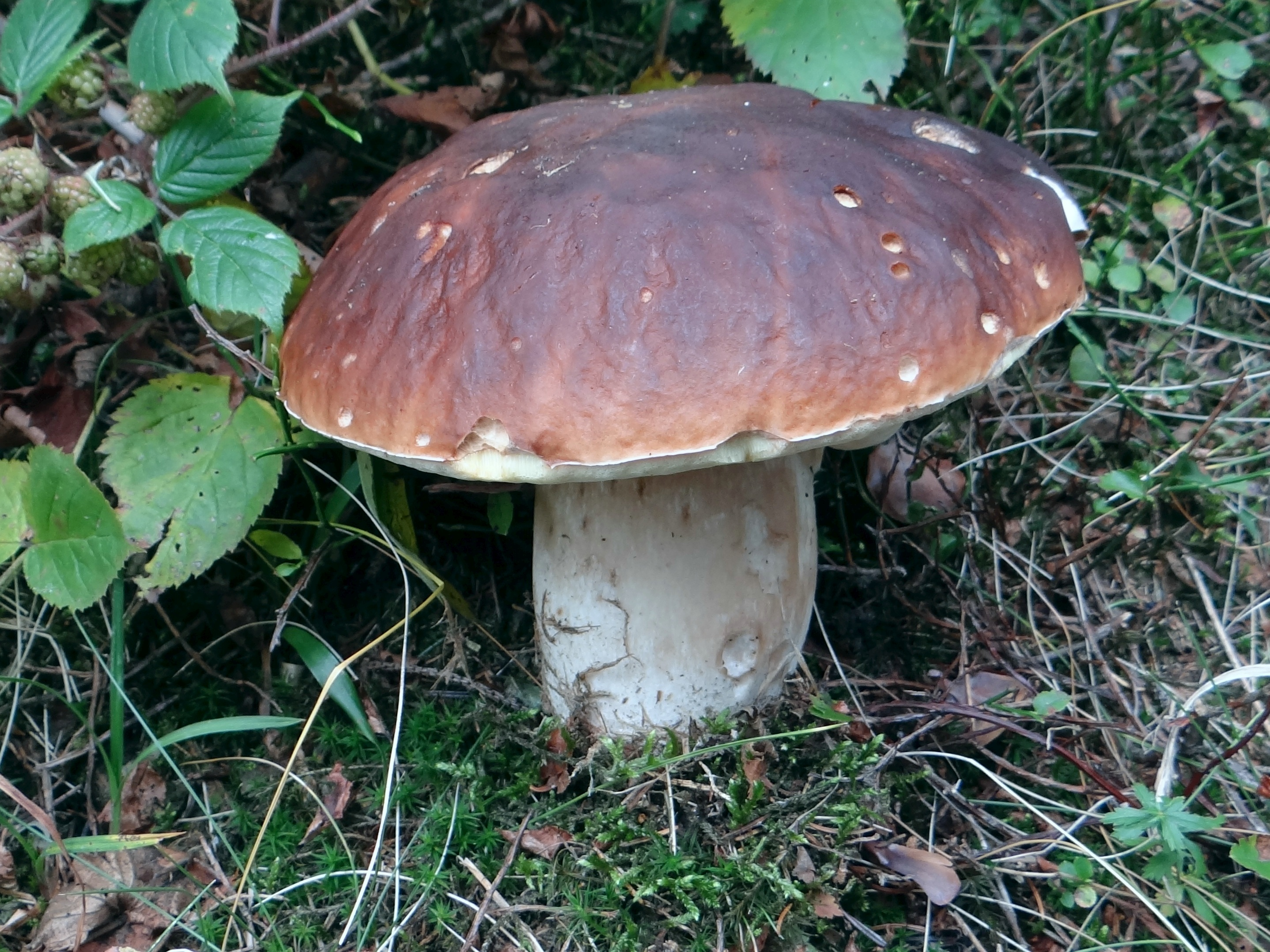
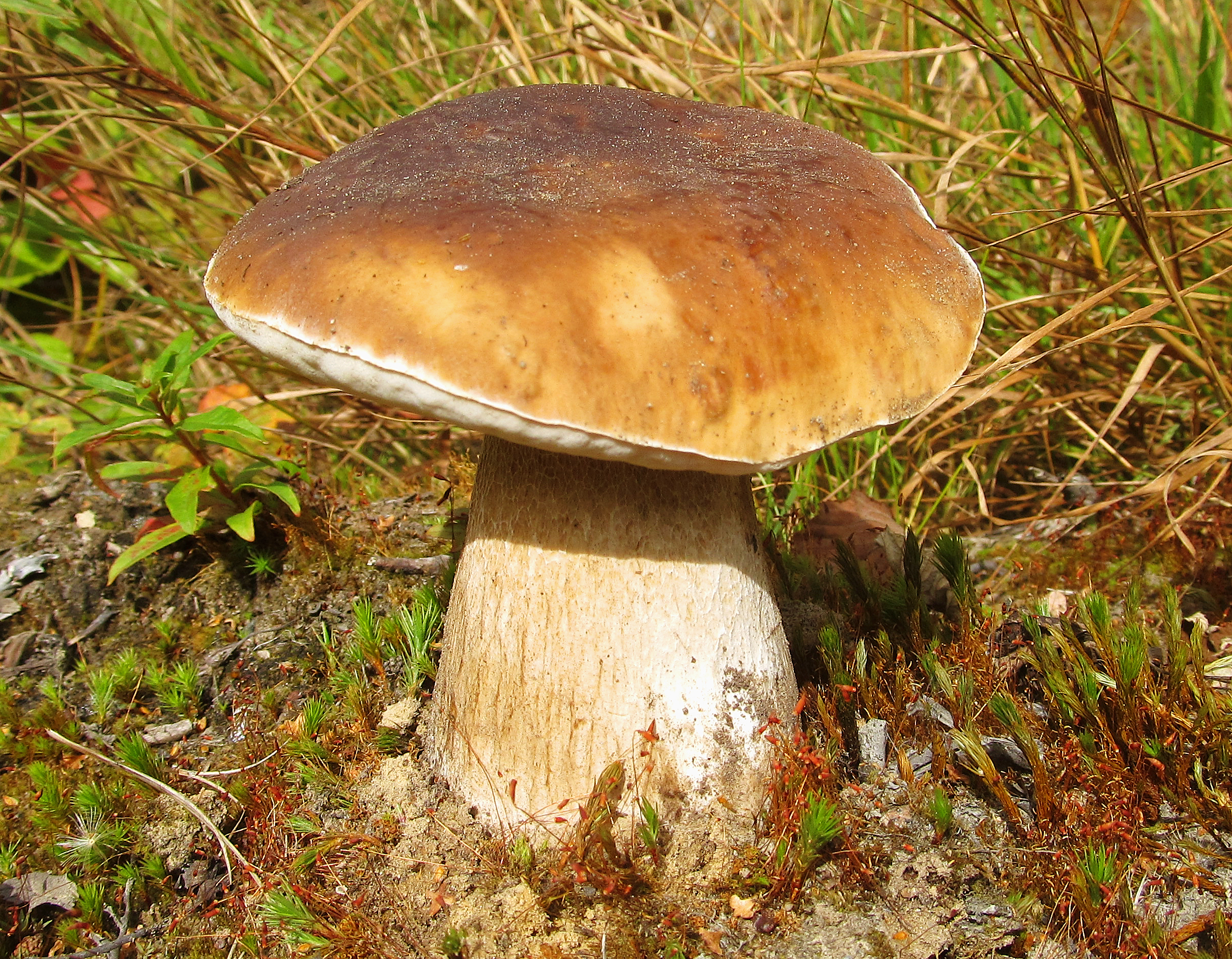
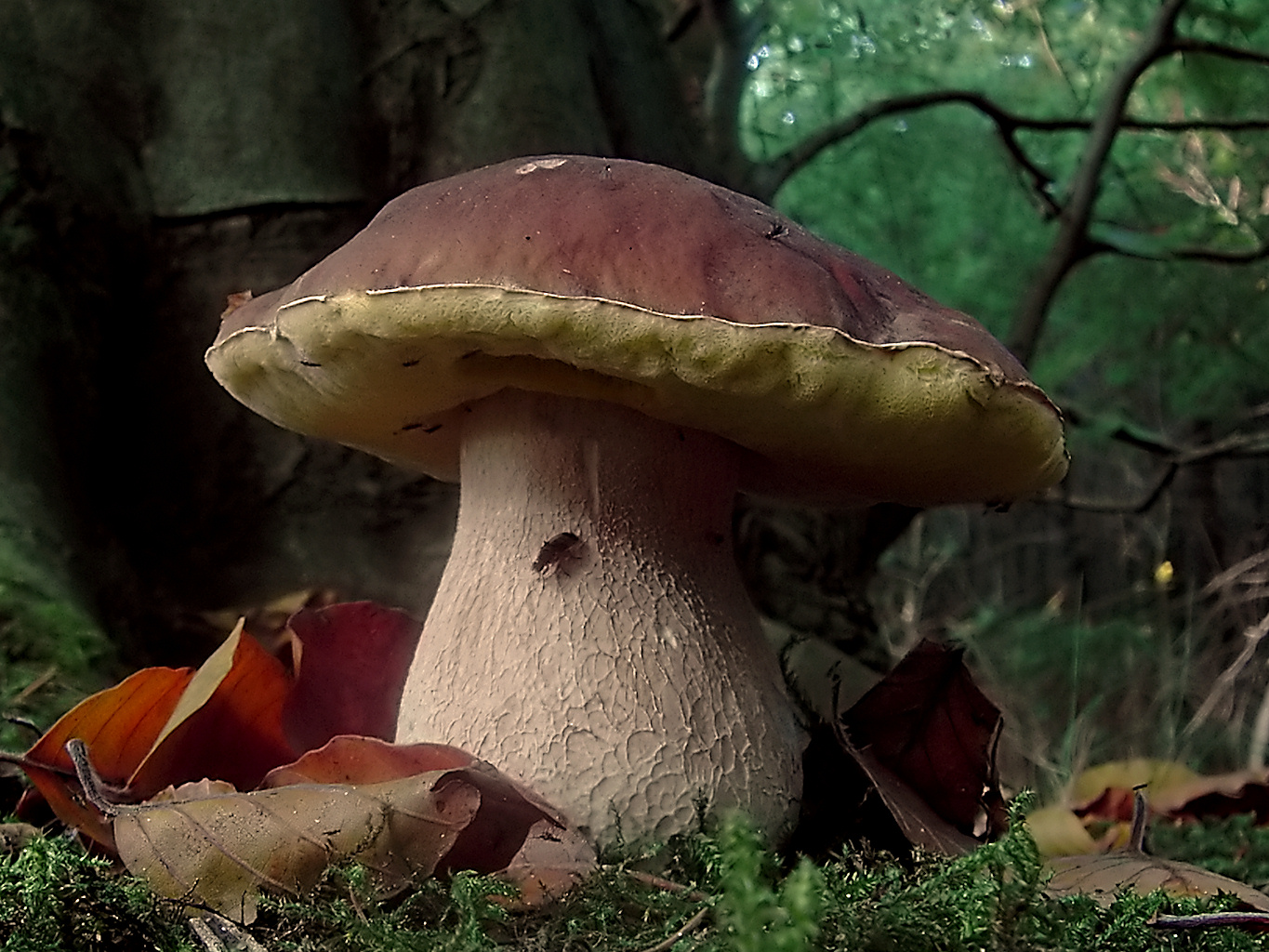
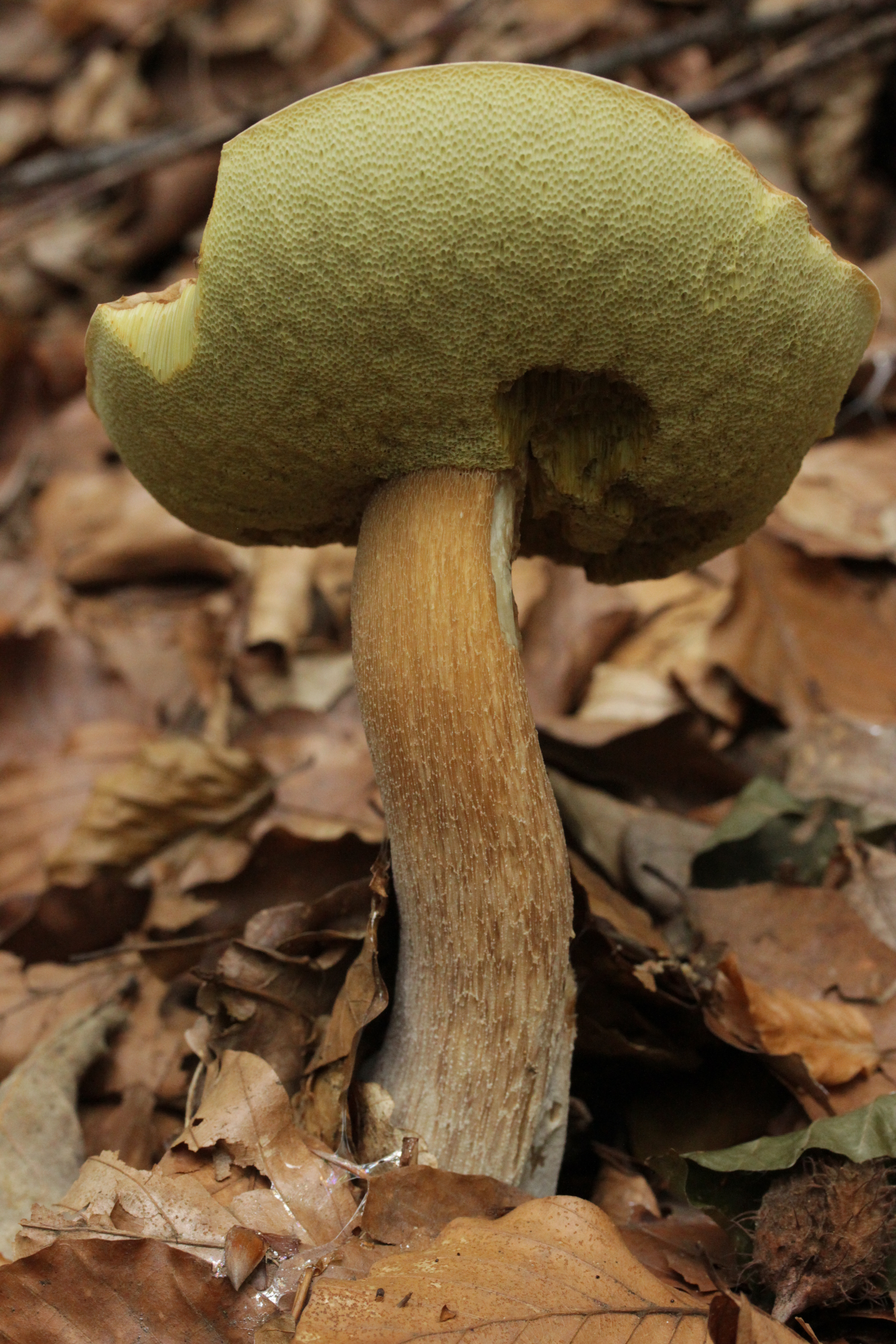
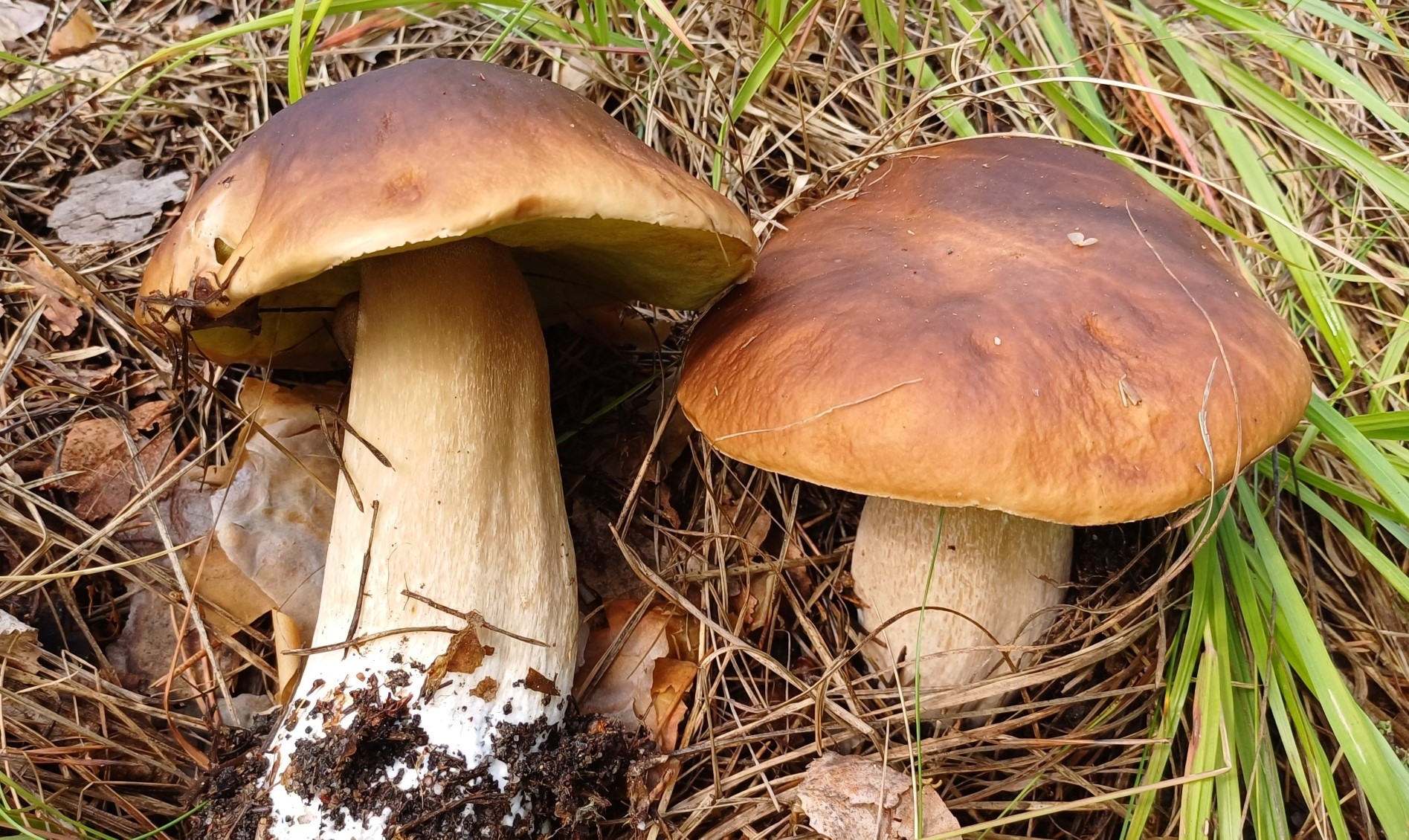
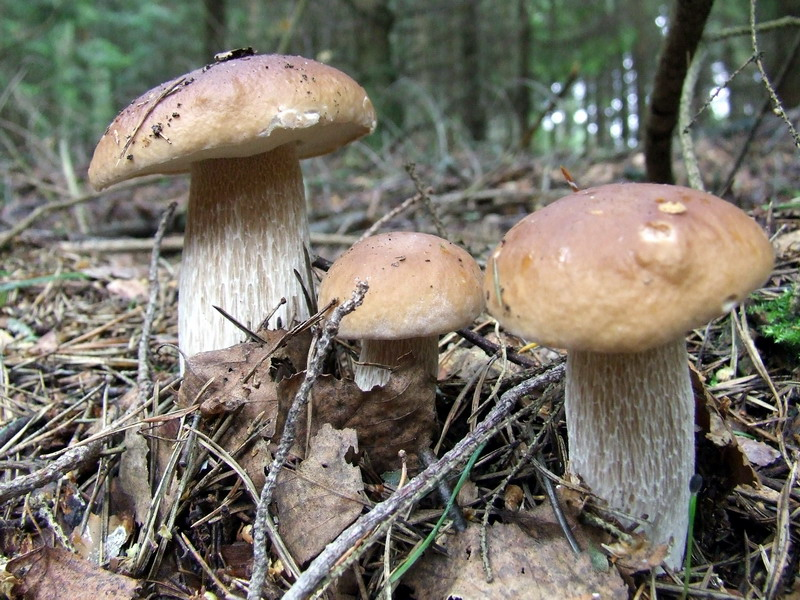

## Variétés et formes
Boletus edulis possède différentes formes ou variétés, ces taxons inférieurs à l'espèce ne sont que des variations de cette dernière, mais ils restent des Cèpes de Bordeaux, même si on leur a parfois attribué d'autres noms vernaculaires car certains ont été considérés durant un moment comme des espèces distinctes.

### Europe
D'anciennes classifications parlaient de variétés, par exemple Boletus edulis var. pinicola. Ces variétés sont devenues des espèces à part entière comme Boletus pinicola, etc. Plusieurs champignons européens et américains qui étaient autrefois considérés comme des variétés de Boletus edulis se sont révélés par l'analyse phylogénétique moléculaire des espèces distinctes. L'inverse est aussi vrai, des espèces rares considérées comme espèces à part entière se sont retrouvées à nouveau considérées comme de simples formes de Boletus edulis.
- Boletus edulis f. albus, forme albinique - le Cèpe blanc

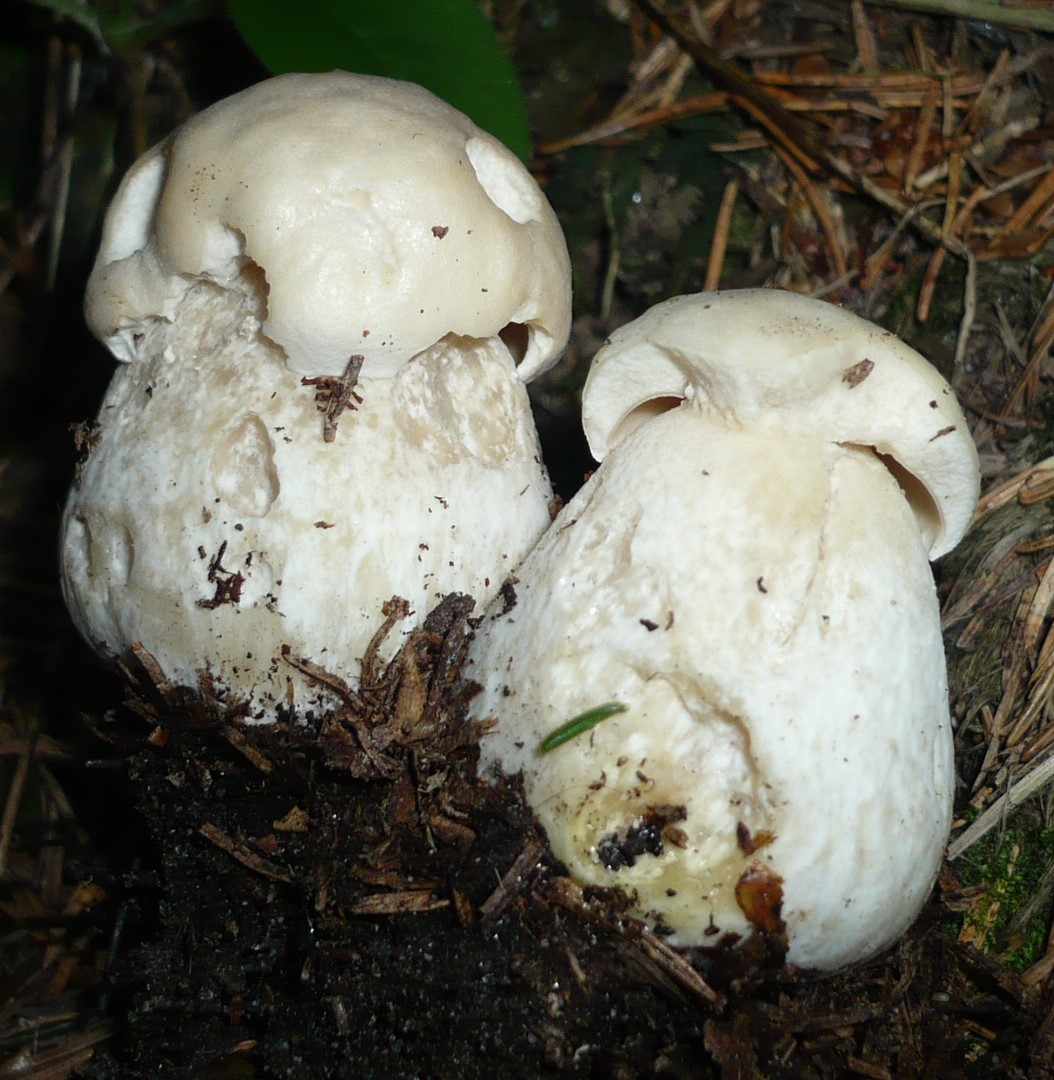
Cèpe blanc, Boletus edulis f. albus ou Boletus persoonii

Boletus persoonii, le Cèpe blanc, entièrement blanc, très rare. Autrefois érigé en tant qu'espèce, il est maintenant considéré comme une forme de Boletus edulis, sous le taxon Boletus edulis f. albus. 
Une espèce ressemblante existe aux États-Unis, nommée Boletus barrowsii.
- Boletus edulis f. citrinus, forme citrine - le Cèpe citron

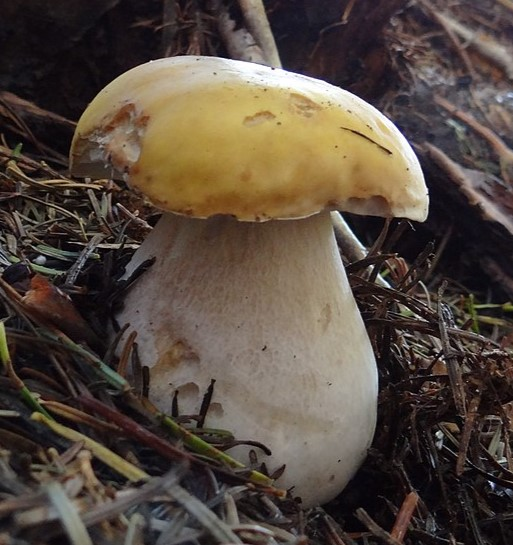
Cèpe citron, Boletus edulis f. citrinus ou Boletus venturii

Boletus venturii, le Cèpe citron, au chapeau jaune citrin, rare. Autrefois érigé en tant qu'espèce, il est maintenant considéré comme une forme de Boletus edulis, sous le taxon Boletus edulis f. citrinus.
- Boletus edulis f. betulicola, variété bétulicole - le Cèpe des bouleaux

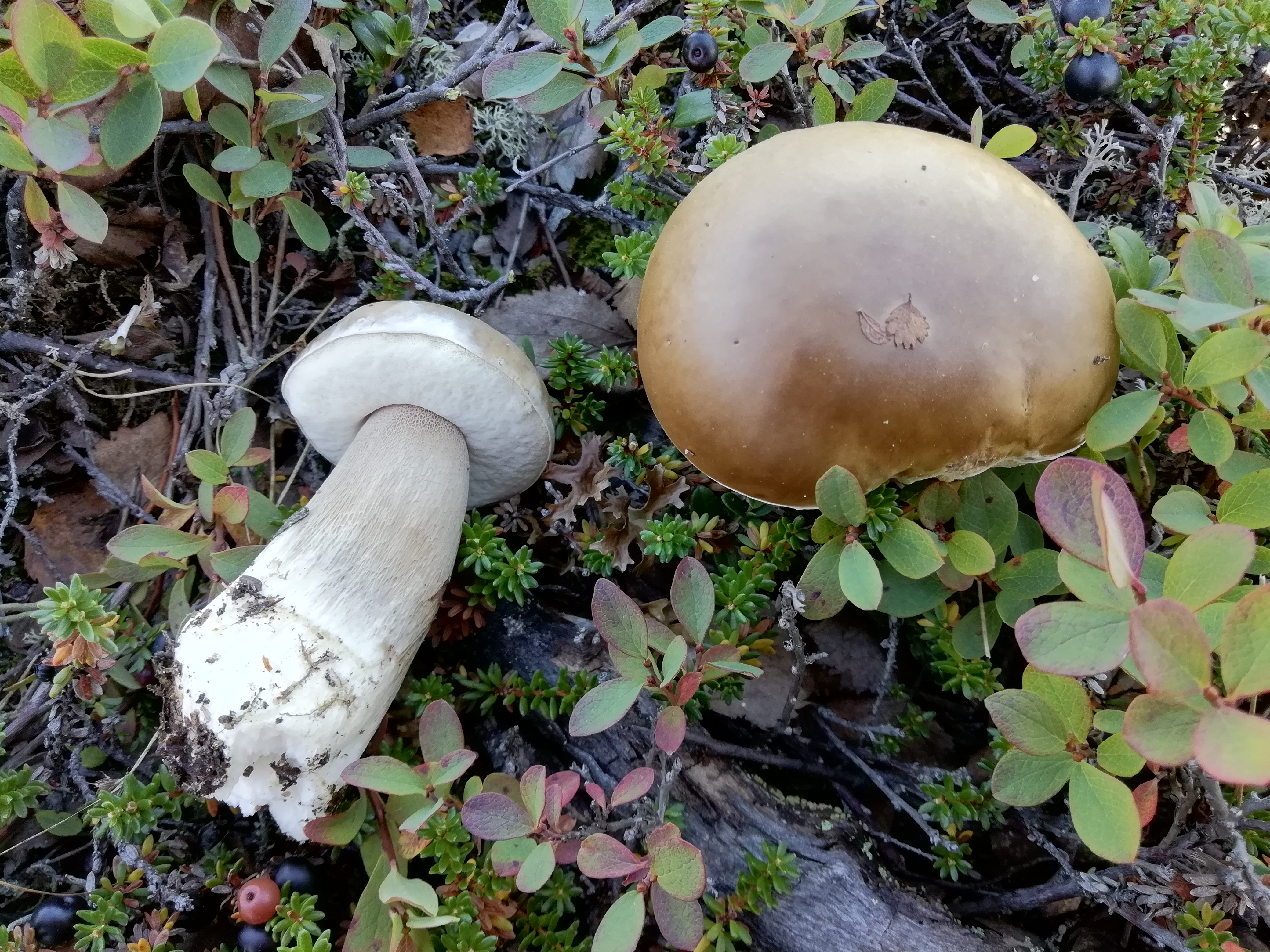
Cèpe des bouleaux, Boletus edulis f. betulicola ou Boletus betulicola

Boletus betulicola, le Cèpe des bouleaux, aux mycorhizes spécifiques aux bouleaux, au chapeau grisâtre, au stipe pâle et au réseau limité au haut du stipe, dans les zones nordiques ou montagnardes, rare. Autrefois érigé en tant qu'espèce, il est maintenant considéré comme une forme de Boletus edulis, sous le taxon Boletus edulis f. betulicola.
- Boletus edulis var. pusteriensis, forme du Val Pusteria - le Cèpe du Val Pusteria

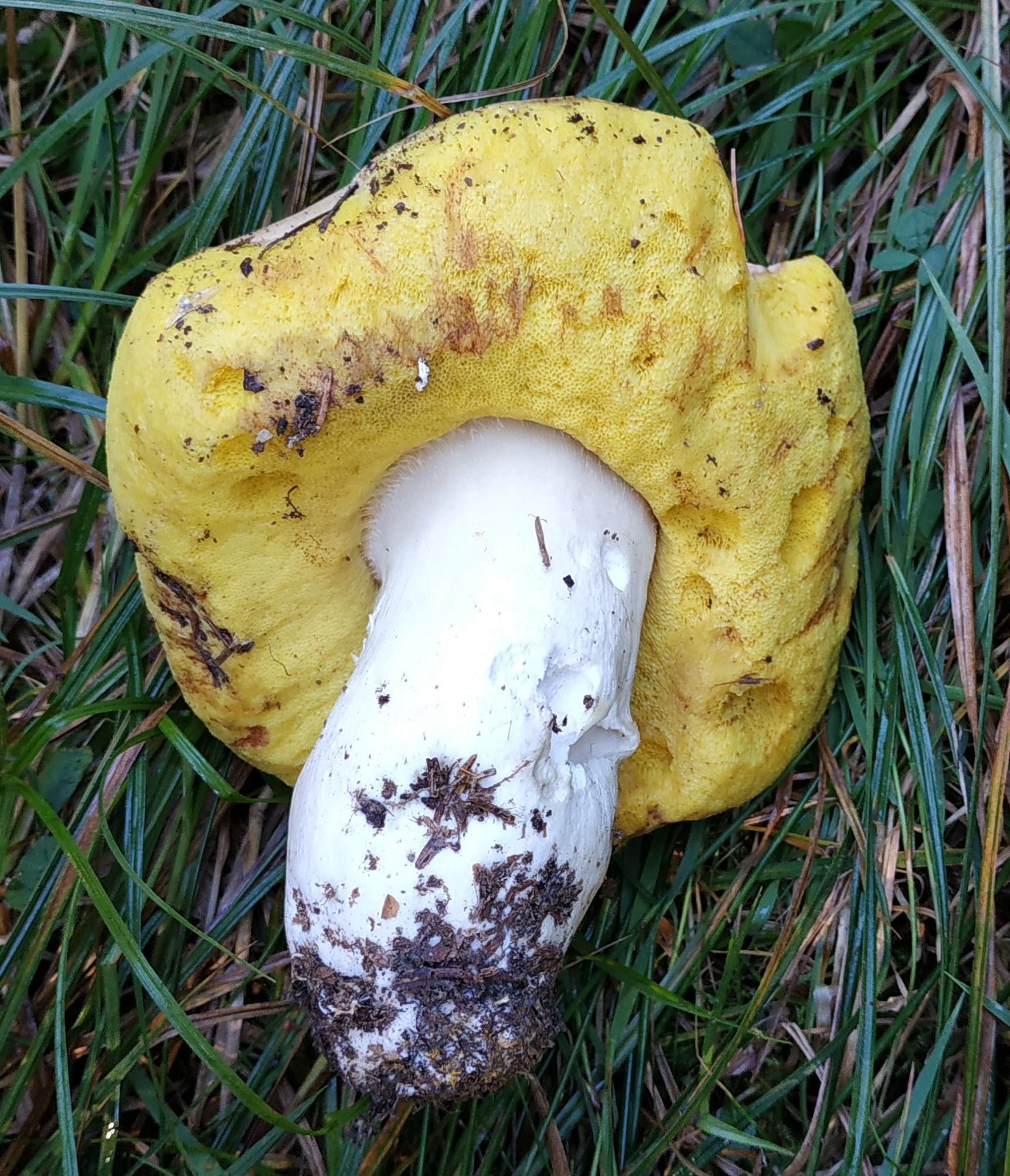
Cèpe du Val Pusteria, Boletus edulis var. pusteriensis ou Boletus pusteriensis

Boletus pustenriensis, le Cèpe du Val Pusteria, aux pores jaunes citrin vif bleuissants au toucher ou à la coupe, très rare. Autrefois érigé en tant qu'espèce, il est maintenant considéré comme une forme de Boletus edulis, sous le taxon Boletus edulis var. pusteriensis.
- Boletus edulis var. clavipes, variété à long pied

Boletus clavipes le Cèpe à pied clavé, d'origine américaine mais déjà retrouvé en Europe et de couleur plus chaude que le B.edulis type, jaune orangé à la marge et possédant des couleurs roussâtres à la base du stipe. Chapeau bicolore, stipe en massue, claviforme, très rare. Son pied n'est pas obèse, même lorsqu'il est jeune, et son réseau est un peu plus proéminent que chez le type et il pousse exclusivement dans les chênaies-hêtraies. Autrefois érigé en tant qu'espèce, il est maintenant considéré comme une forme de Boletus edulis, sous le taxon Boletus edulis var. clavipes.
- Boletus edulis f. quercicola, forme quercicole

Boletus quercicola, le Cèpe des chênes, de couleur plus jaune et moins coloré que le B.edulis type, poussant exclusivement sous les chênes, rare. Autrefois érigé en tant qu'espèce, il est maintenant considéré comme une forme de Boletus edulis, sous le taxon Boletus edulis f. quercicola.
- Boletus edulis f. fulvomaculatus, forme tachée de fauve

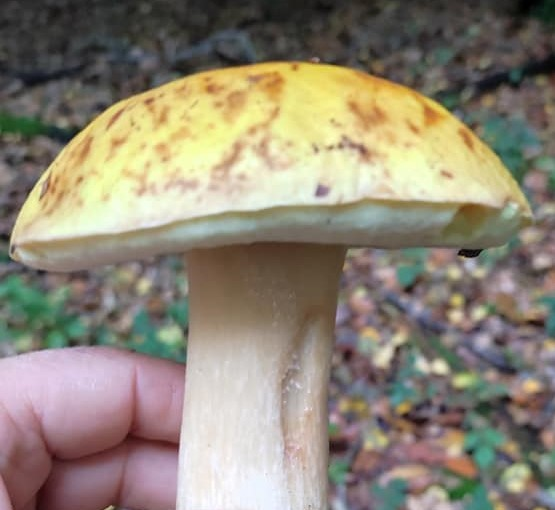
Cèpe maculé de fauve, Boletus edulis f. fulvomaculatus ou Boletus fulvomaculatus

Boletus fulvomaculatus, le Cèpe maculé de fauve, au chapeau jaune clair taché de brun ou de roux, surtout sur les parties plus en relief, au revêtement chagriné-ridé, très rare. Autrefois érigé en tant qu'espèce, il est maintenant considéré comme une forme de Boletus edulis, sous le taxon Boletus edulis f. fulvomaculatus. Cette forme est considérée comme synonyme Boletus edulis var. citrinus par certains mycologues.
- Boletus edulis var. arenarius, variété arénicole

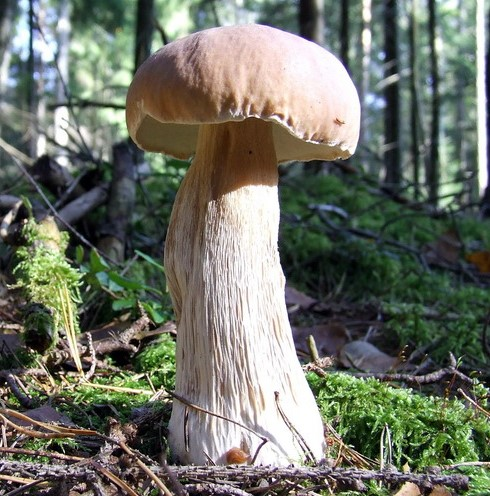
Variété arénicole, Boletus edulis var. arenarius ou Boletus arenarius

Forme tératologique diffèrant du B.edulis type par son stipe clavé diforme, venant sous pin, à tendance sabulicole. Chapeau jaune pâle à brun pâle. Stipe 10-20 x 2-4 (10) cm, clavé, déformé, à base tubériforme, veinée, concolore au chapeau, finement réticulé en haut et strié en dessous, très rare.
- Boletus edulis f. roseipes, forme à pied rosé

Possède des tons nettement rosés sur le stipe. Chapeau souvent de couleur inégale avec des taches ocres brunes, très rare.
- Boletus edulis f. arcticus, forme de l'Arctique

Plus petit que le B.edulis type, plus pâle, poussant dans la toundra, jusqu'en pelouse alpine, sous Betula nana. Chapeau irrégulier vers la marge, blanchâtre, ochracé brunâtre plus ou moins pâle, brunâtre à brun jaunâtre; revêtement mat, glabre. Pores et tubes longtemps très fins, à nuance grisâtre. Stipe concolore au chapeau, à réseau très net (surtout en haut), concolore. Chair pâle, blanchâtre, avec plus ou moins de rosâtre dans le stipe. Spores 10-12 x 5-6 μm, très rare.
- Boletus edulis f. laevipes, forme à pied nu

N'a pas de réseau sur son stipe. Sous bouleaux. Très rare.
- Boletus edulis f. praecox, forme précoce

Forme précoce trouvée de mais à juin. Chapeau relativement petit, souvent fissuré, de couleur brunâtre pâle ou ocre clair sans teinte rouge, très rare.
- Boletus edulis f. pseudopurpureus, forme purpurine

Chapeau de couleur brun-pourpre, hyménophore ayant une teinte rose-rouge, très rare.
- Boletus edulis f. tardus, forme tardive

Plus petit que le B.edulis type, chapeau brun foncé à brun noir, marge blanchâtre ou jaunâtre. Dans la toundra arctique sous Betula nana et sur les hauts plateaux, à une altitude de 2200. Elle pousse en août par temps froid, très rare.
- Boletus edulis f. subaereus, forme presque bronzée

Semblable au Cèpe bronzé, mais avec un chapeau gris-brun clair, parfois avec des taches jaune-ocre. Dans les forêts de hêtres, de chênes et de charmes, très rare.
- Boletus edulis f. edulis, forme type

La forme type, la plus commune, celle que l'on trouve habituellement et celle à laquelle on se réfère lorsque l'on parle d'un Cèpe de Bordeaux "standard". Utilisé surtout lorsque l'on veut faire comprendre que l'on ne parle que de l'aspect commun de Boletus edulis, en excluant ses différentes formes. Très commun.

### Amérique du Nord
- Boletus edulis var. grandedulis, une sous-espèce de l'Ouest nord-américain, de son nom vernaculaire Bolet roi de Californie, est une grande variété de couleur foncée qui a été publiée en 2008[46]. Il s'agit probablement une autre espèce[47], mais elle n'a pas encore été analysée par la phylogénétique.

D'autres espèces sont également proposées en Amérique du Nord. Le Cèpe d'Amérique, Boletus chippewaensis est fort proche par son aspect du Boletus edulis européen.

## Habitat et Écologie

### Habitat
Le cèpe de Bordeaux est un champignon mycorhizien, c'est-à-dire qu'il vit en symbiose avec certains arbres hôtes comme le chêne, le châtaignier, le hêtre, l'épicéa et le sapin pectiné (mais pas avec le sapin de douglas, dont les plantations en masse constituent une menace pour le cèpe). Il pousse le plus souvent sur sols acides, dans les endroits dégagés ou aérés, les clairières, les talus bordés d'arbres et les bords des chemins. Cependant, il affectionne également les sous-bois denses et peu exposés à la lumière, comme ceux formés par les jeunes plantations d'épicéas.

### Développement

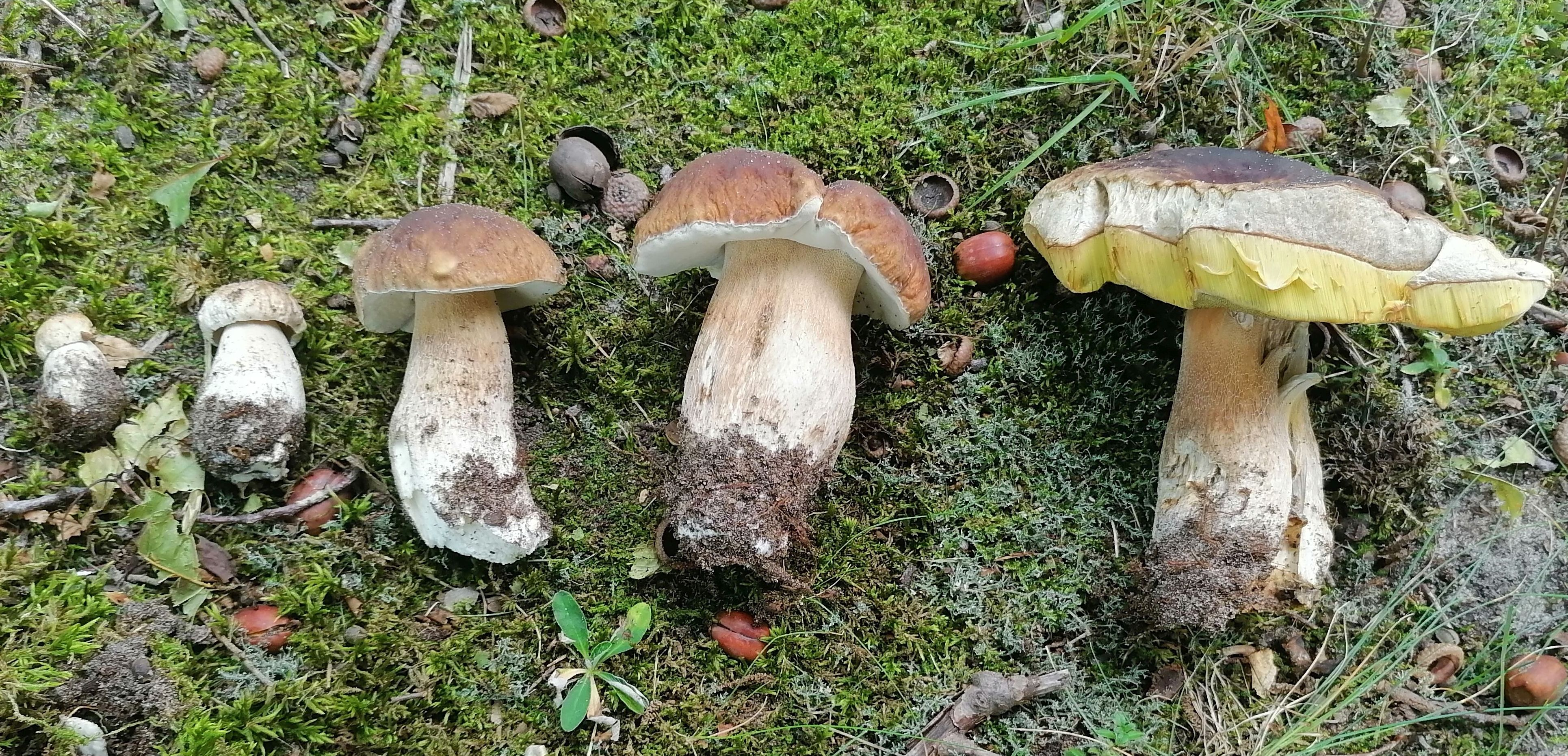
Cèpe de Bordeaux à différents stades de croissance. On notera surtout le chapeau s'étalant et les tubes d'abord blancs devenant olivâtres.

Au printemps, le mycélium commence à pousser dans le sol à partir des mycorhizes.
En été, les filaments se développent de façon plus ou moins importante selon le niveau des précipitations.
À la fin de l'été et jusqu'à la fin de l'automne, les chocs thermo-hydriques (chute rapide de la température sous 15 °C et grosse pluie) permettent de concentrer les filaments en paquets qui donnent naissance dix jours plus tard aux sporophores, qui est la partie cueillie pour être consommée. Pour que les champignons se développent bien, la température ne doit pas être trop chaude lors de la semaine suivant le choc thermo-hydrique.

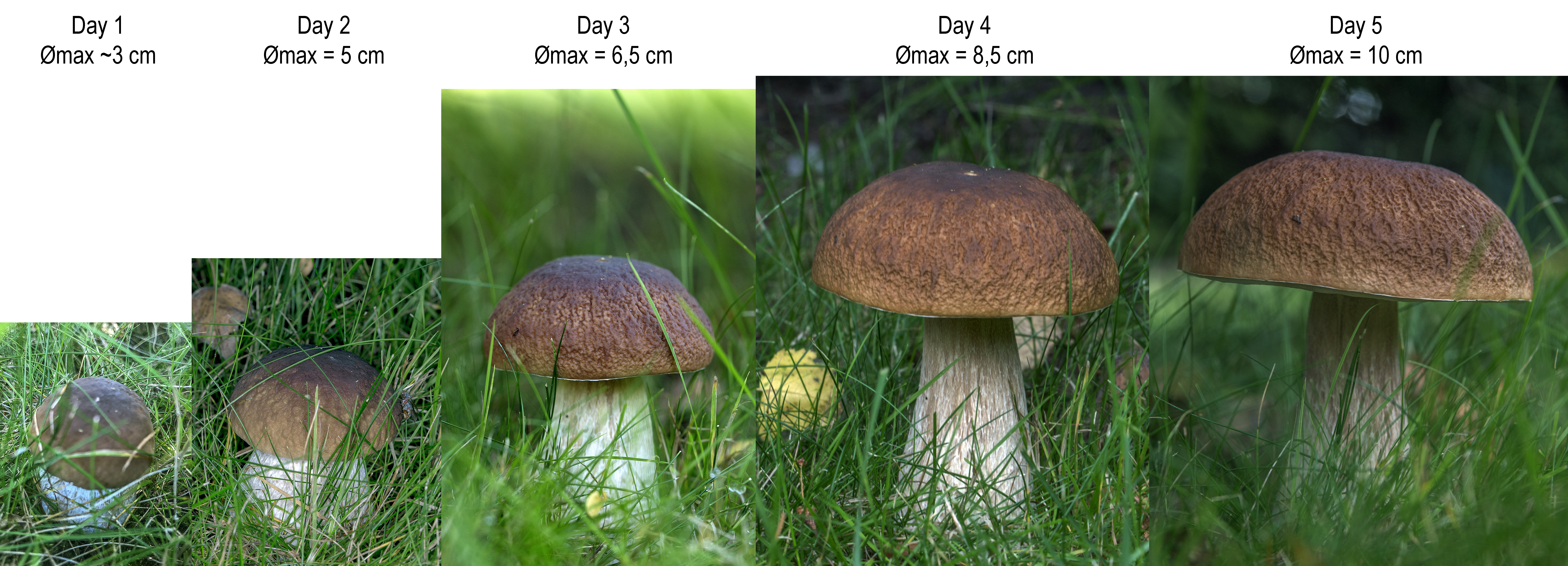
Evolution de taille et de morphologie d'un sporophore en 5 jours.

C'est pour cette raison que l'on trouve souvent les cèpes sous leurs arbres hôtes dix jours après une pluie importante.
Le sporophore pousse jusqu'à épuisement du mycélium. Suivant les conditions climatiques, dans le Nord de la France par exemple, ils peuvent apparaître en fin d'été et développer de nouveaux sporophores fin d'automne.

### Espèces associées
La poussée du cèpe de Bordeaux comme celle des chanterelles est fréquemment précédée, de quelques jours, de celle de l'Amanite tue-mouches ou l'Amanite rougissante qui appartiennent à la guilde écologique des champignons ectomycorhiziens.

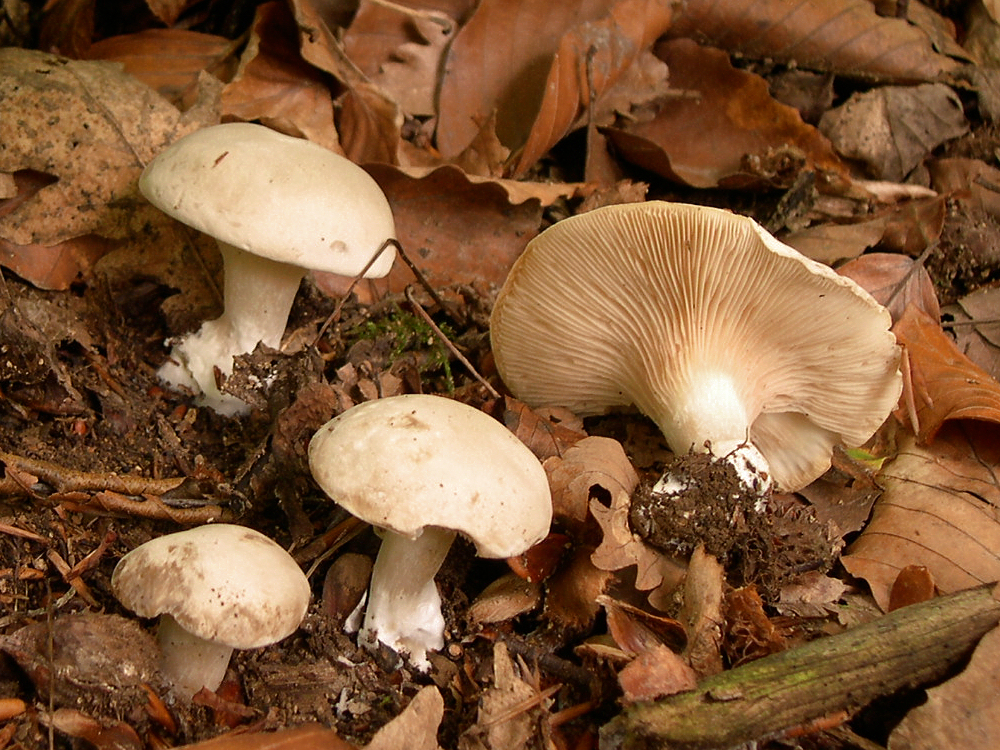
Clitopilus prunulus, bon comestible à l'odeur de farine fraiche, pousse souvent quelques jours avant Boletus edulis

Boletus edulis est aussi souvent associé à Clitopilus prunulus, de son nom vernaculaire le Meunier ou mère des cèpes qui peut soit le précéder, soit lui succéder, et qui pousse dans les bois clairs de feuillus ou de conifères (notamment les jeunes plantations d'épiceas).

### Légendes urbaines
Un cèpe ne pousse pas du jour au lendemain. Du petit bouchon de champagne visible jusqu'à maturité (tubes verts, marge relevée), on compte généralement 5 à 6 jours.
Contrairement aux croyances populaires, les phases lunaires n'influencent pas l'apparition des cèpes et ils ne poussent pas plus vite pendant la nuit.

## Paramètres climatiques observés

### Analyse des paramètres climatiques dans le Sud de la France
Il est évident, pour tout observateur qu’il y a de bonnes et de mauvaises années pour le développement des sporophores. Parmi les explications parfois originales avancées par les ramasseurs de champignons, la relation avec le climat local ressort comme une constante. Pour aller plus loin dans l’analyse du phénomène, un dispositif de collecte de données agro-météorologiques a été mis en place en Aquitaine, Midi-Pyrénées, Limousin, Poitou-Charentes. Une cinquantaine de parcelles ont été choisies d’abord pour être des sites connus de pousse de Boletus edulis, Boletus aereus ou de Boletus reticulatus. Elles sont équipées de matériel d’agro-météorologie, pluviomètres, thermomètres (sol et air) et de tensiomètres. À côté des relevés climatiques et des analyses de sols, les pousses de champignons sont notées (dates et quantités, identification, localisation). Le contexte (précédent cultural, flore du sous-bois, autres espèces de champignons, état du peuplement forestier…) fait l’objet de relevés réguliers.

### Développement en période pluvieuse chezBoletus aereusetBoletus reticulatus
Les événements qui ont conduit au développement de ces deux espèces apparaissent assez nettement dans une chênaie des Landes. En juillet, une période pluvieuse (80 mm) d’une semaine est suivie d’une baisse de température du sol (à –10 cm); les premiers sporophores apparaissent 7 jours après, la pousse se prolongeant pendant 12 jours (avec une pluviométrie importante). Un scénario voisin se reproduit à la fin août. Dans les deux cas, une remontée des températures coïncide avec l’arrêt du développement des sporophores. Les données collectées dans d’autres régions françaises (Dordogne, Lot, Gironde, Tarn et Garonne) confirment ces observations pour Boletus edulis. Toutefois, pour cette espèce un peu plus tardive, une baisse de la température pendant la phase de développement des sporophores peut arrêter définitivement la production.

### Nécessité d'un choc thermique par cumul d’heures “froides” chezBoletus edulis
Les résultats actuellement connus peuvent être résumés comme suit :
- une pluviométrie forte, supérieure à 50 mm sur une décade, assure une humidité persistante dans le sol (tensiomètre saturé plus de 5 jours) ;
- une chute des températures, air et sol, entraîne un refroidissement du sol dans les 10 premiers centimètres; le plus souvent, l’induction du développement des sporophores est liée à un écart de 5 °C environ par rapport à la température moyenne initiale ; le nombre d’heures pendant lequel cet écart se manifeste doit être, en cumulé, de 20 heures pouvant se répartir sur 3 à 5 nuits ; l’analyse des situations conduit à la notion de cumul d’heures “froides” ;
- aucun sporophore n’apparaît si les températures du sol sont supérieures à 20 °C ou inférieures à 10 °C pour Boletus edulis, à 12 °C pour les autres espèces ;
- en général, le choc thermique a lieu pendant ou après la période de pluie; il a cependant été observé quelques cas où la pluie a eu lieu 3 à 5 jours après la baisse de température ;
- les premiers sporophores sont observés 6 à 10 jours après le choc thermique si la température est supérieure à 15 °C, 8 à 15 jours si elle est inférieure;
- un nouvel abaissement de la température du sol d’au moins 3 °C pendant la période de développement arrête le processus.

Pendant la période de développement de fin d’été ou d’automne, il n’est pas encore possible de distinguer nettement les événements inducteurs selon les espèces de cèpes et leur éventuelle thermophilie.
Cependant, Boletus aereus et Boletus aestivalis commencent à se développer plus tôt, de juin à mi-août, le rôle du choc thermique semble moindre, avec effet majeur de l’eau que ce soit des pluies ou des arrosages.

## Confusions possibles

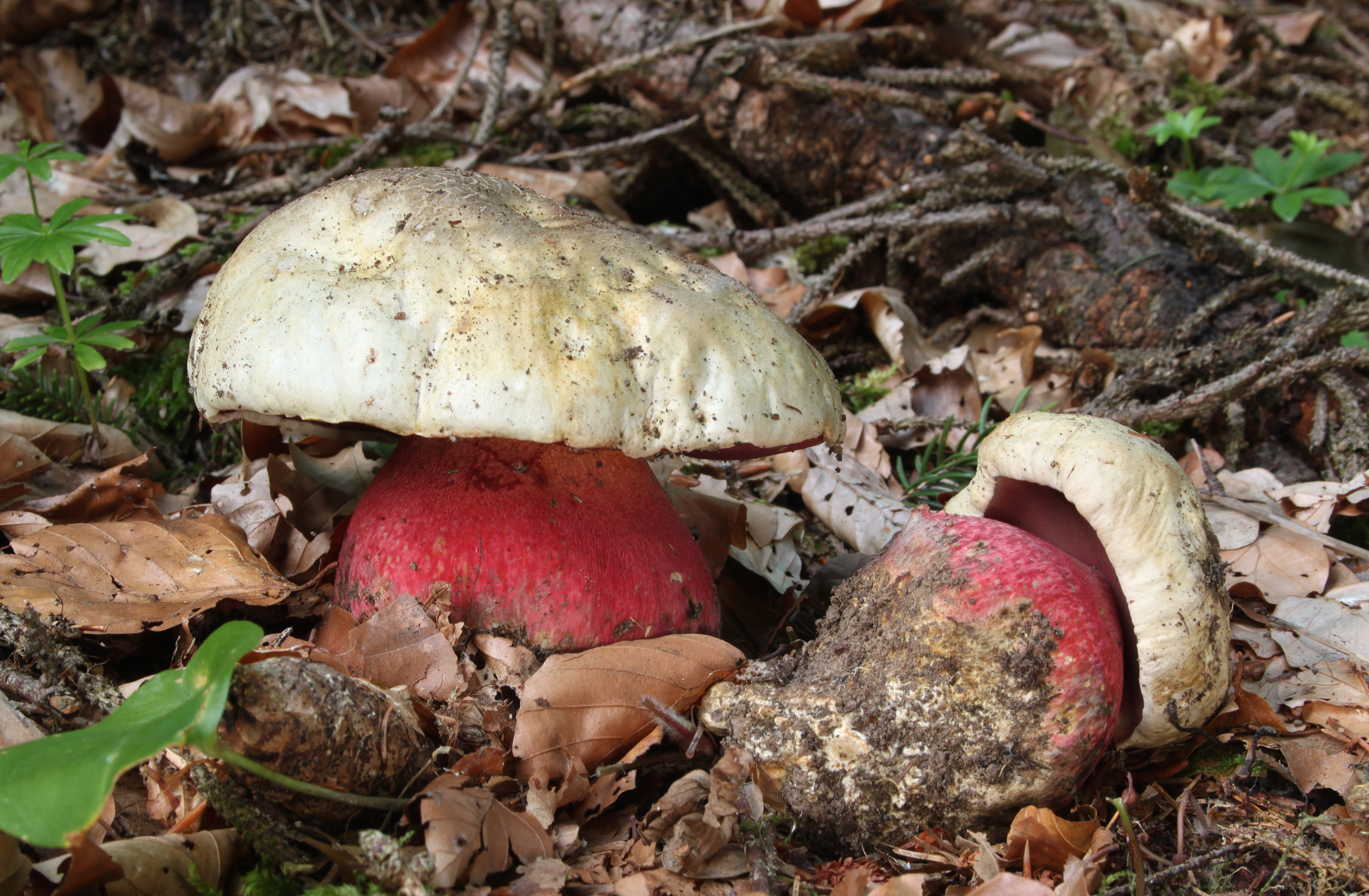
Le malfamé Bolet Satan (Rubroboletus satanas), finalement très caractéristique et bien difficile à confondre avec Boletus edulis.

La confusion la plus crainte pour B. edulis est le Bolet Satan (Rubroboletus satanas) dont la consommation provoque une intoxication gastrointestinale, mais qui est peu probable car il a des pores rouges, un pied rougeâtre, un chapeau blanc et une chair bleuissante. Elle origine plutôt d'une frayeur dans l'inconscient collectif venant de la diabolisation de ce champignon en tant qu'espèce de Bolet toxique la plus connue par les ramasseurs, elle est finalement plutôt rare et très facile à distinguer des Cèpes. Cependant il faut rappeler qu'il ne s'agit pas de la seule espèce de bolet toxique en Europe ; on en dénombre une douzaine, ce sont généralement les espèces du genre Rubroboletus ainsi que les espèces du genre Imperator. Heureusement, toutes ces espèces toxiques ne ressemblent en rien au Cèpe de Bordeaux.
Cependant, il existe bien des espèces qui sont plus ou moins souvent confondues avec B. edulis par les cueilleurs de par leur ressemblance avec ce dernier, quelques-unes étant à éviter, mais la plupart étant heureusement comestibles, avec différents degrés de valeur gustative. Il convient de les connaître afin de savoir identifier en toute sûreté le fruit d'un cueillette. Concernant les espèces ressemblantes pouvant être confondues avec le Cèpe de Bordeaux, on notera les suivantes :
- Le Cèpe des pins (Boletus pinophilus), qui est également hygrophile comme B. edulis et vient à la même période, cependant, ils vient presque exclusivement sous conifères, il est plus montagnard et son chapeau est de texture ridée-grumeleuse, de couleur uniforme bordeau-acajou. Comestible réputé.
- Le Cèpe d'été (Boletus aestivalis), qui vient généralement plus tôt dans la saison, de la fin du printemps au début de l'automne. Celui-ci est thermophile. Son chapeau sec est brun terne uniforme, il ne possède pas de chair sous cuticulaire rosée et son réseau descent typiquement bien plus sur le pied que celui de B. edulis. Comestible réputé.
- Le Cèpe bronzé (Boletus aereus), qui est également thermophile et vient aux mêmes périodes que B. aestivalis. Sans chair sous-cuticulaire rose. Il a un chapeau brun sombre à noirâtre, un pied brun sombre et un réseau peu développé. Comestible réputé.
- Le Bolet amer (Tylopilus felleus), qui est souvent confondu avec les Cèpes. Ses pores deviennent rosés avec l'âge, son pied moins obèse est orné d'un gros réseau sombre saillant et grossier (alors que celui de B.edulis est fin et blanc), et sa saveur est amère. Amer, non comestible, potentiellement émétique.
- Le Bolet des chênes verts (Leccinellum lepidum) et son cousin  le Bolet de Corse (Leccinellum corsicum), aux pores jaunes dès le début, au pied jaunâtre orné de squabrosités et à la chair rosissante-grisonnante. Comestibles.
- Le Bolet dépoli (Hemileccinum impolitum), au chapeau brunâtre à blanchâtre feutré, aux pores jaunes dès le début, au pied jaunâtre orné de squabrosités et à l'odeur iodée. Comestible.
- Le Bolet bai (Imleria badia), généralement plus petit, mais qui peut parfois être trapu. Cependant son pied reste lisse, sans réseau, et ses pores sont nettement bleuissants. Comestible réputé.
- Le Bolet appendiculé (Butyriboletus appendiculatus), comestible réputé, et son cousin  le Bolet des sapins (Butyriboletus subappendiculatus), comestible, aux pores jaunes dès le début plus au moins bleuissants et au pied jaune-jaunâtre.
- Le Bolet châtain (Gyroporus castaneus), plus petit, au pied cylindrique à la surface lisse, sans réseau, dont l'intérieur est caverneux à la coupe. Comestible cuit, jeune, après évaluation approfondie de l'état de conservation.
- Le Bolet chauve (Hemileccinum depilatum), au chapeau cabossé, aux pores jaunes dès le début, au pied jaunâtre orné de squabrosités et à l'odeur iodée. Sans interêt alimentaire.
- Le Bolet odorant (Lanmaoa fragrans), aux pores jaunes dès le début nettement bleuissants, au pied radicant lisse sans réseau, à la chair bleuissante et à l'odeur fruitée de chicorée. Comestible.
- Le Bolet rude des trembles (Leccinum duriusculum), surtout son aspect trapu, au pores blancs puis gris, au pied fibreux orné de squamules noires et à la chair grisonnante à la coupe, tachée de bleu à sa base. Chapeau comestible.
- Le Bolet des sables (Gyroporus ammophilus), au pied cylindrique à la surface lisse, sans réseau, dont l'intérieur est caverneux à la coupe, à l'aspect torturé et aux couleurs chaudes, poussant dans les terrains sableux du littoral. Suspecté de toxicité.
- Le Bolet radicant (Caloboletus radicans), surtout lorsqu'il perd ses couleurs avec la sécheresse, au chapeau blanchâtre à brunâtre, aux pores jaunes dès le début nettement bleuissants, aux pied orné d'un fin réseau disparaissant parfois, à la chair bleuissante et à la saveur amère. Amer, non comestible, potentiellement émétique.

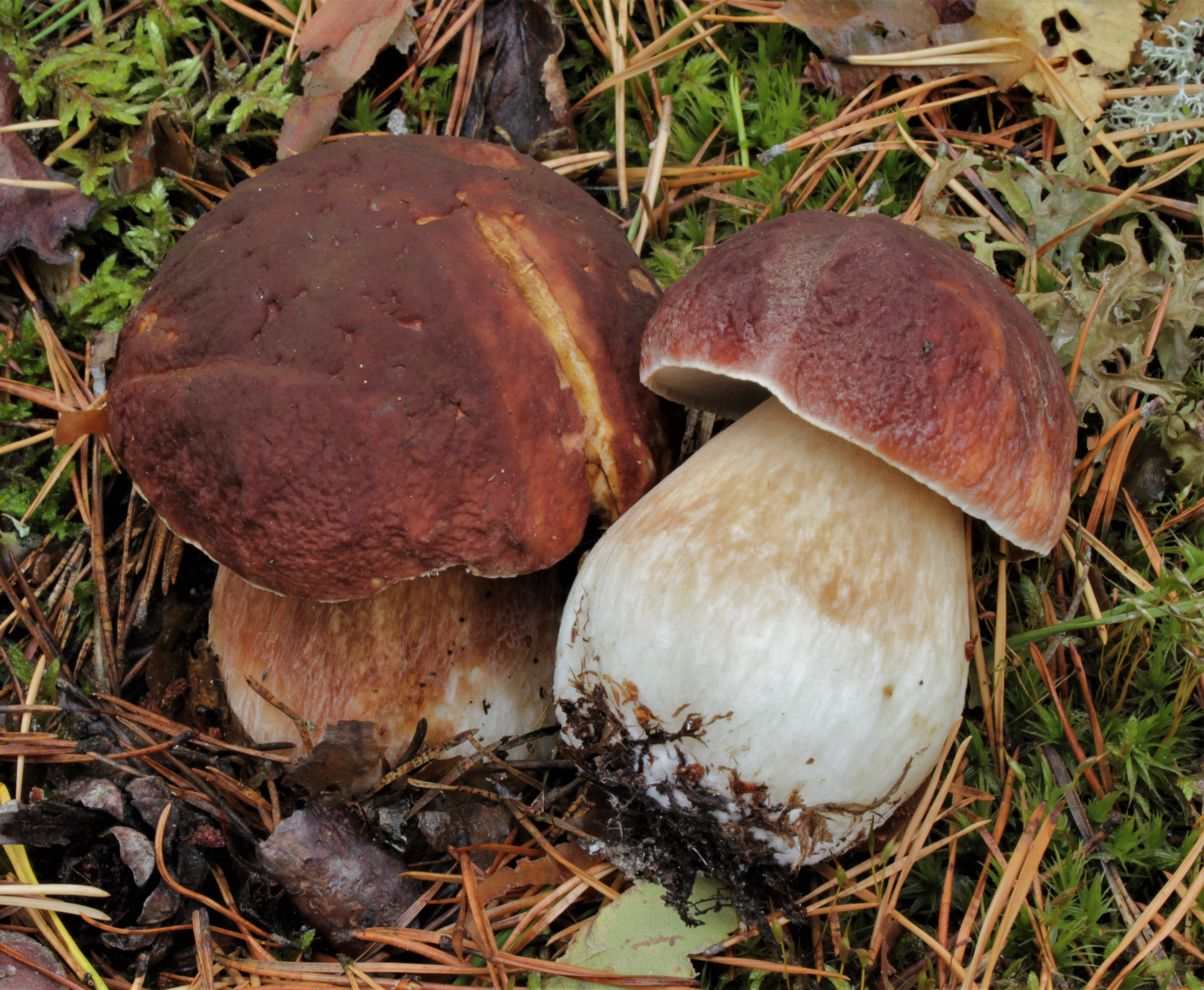
Le Cèpe des pins (Boletus pinophilus)
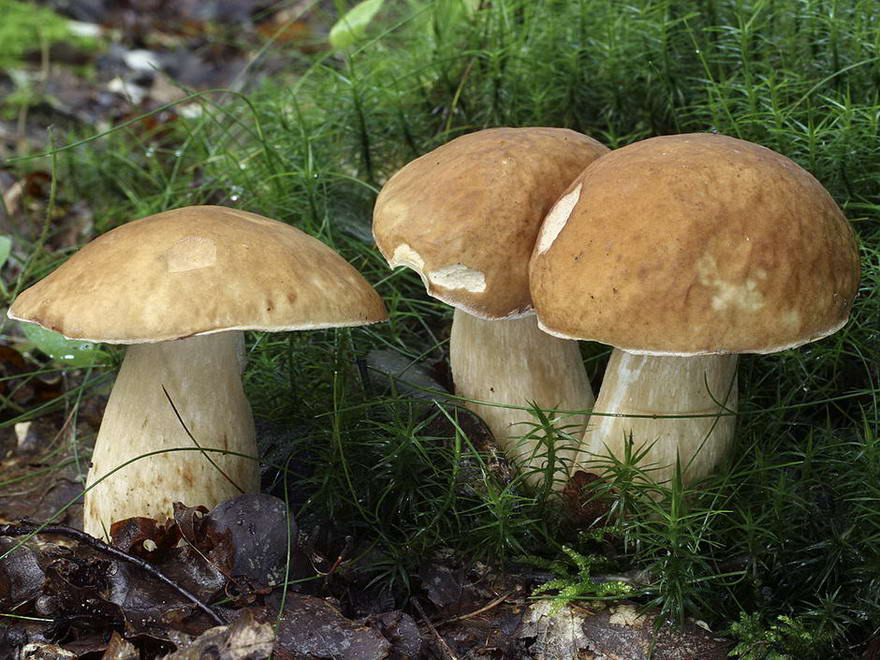
Le Cèpe d'été (Boletus reticulatus)
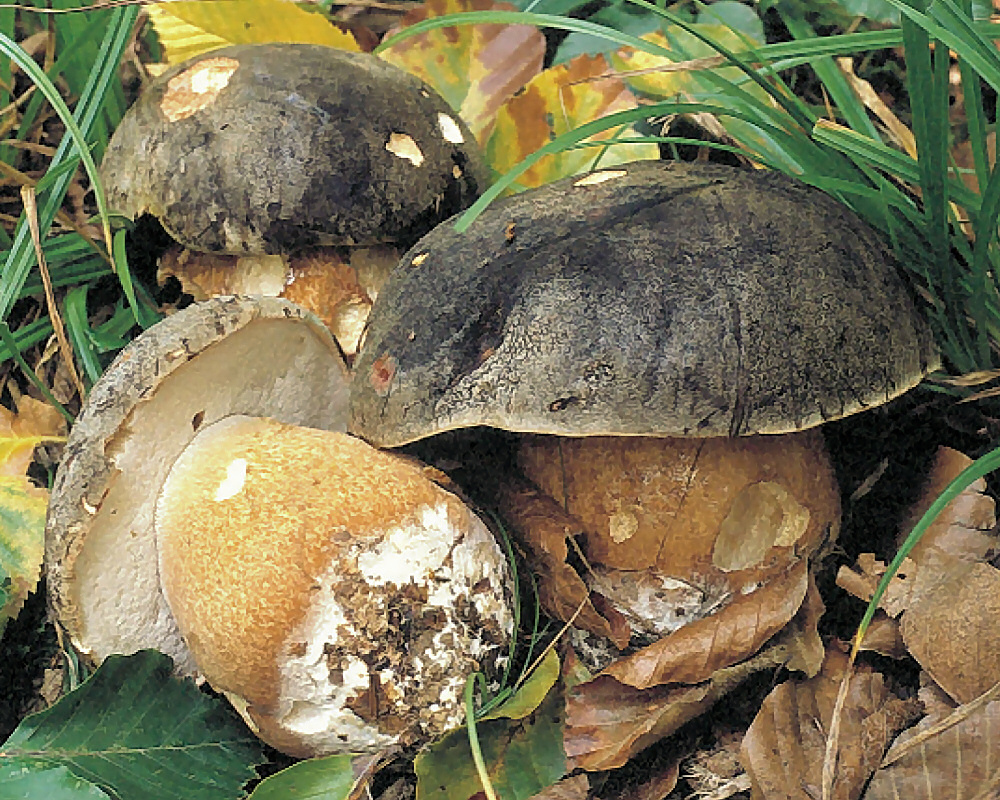
Le Cèpe bronzé (Boletus aereus)
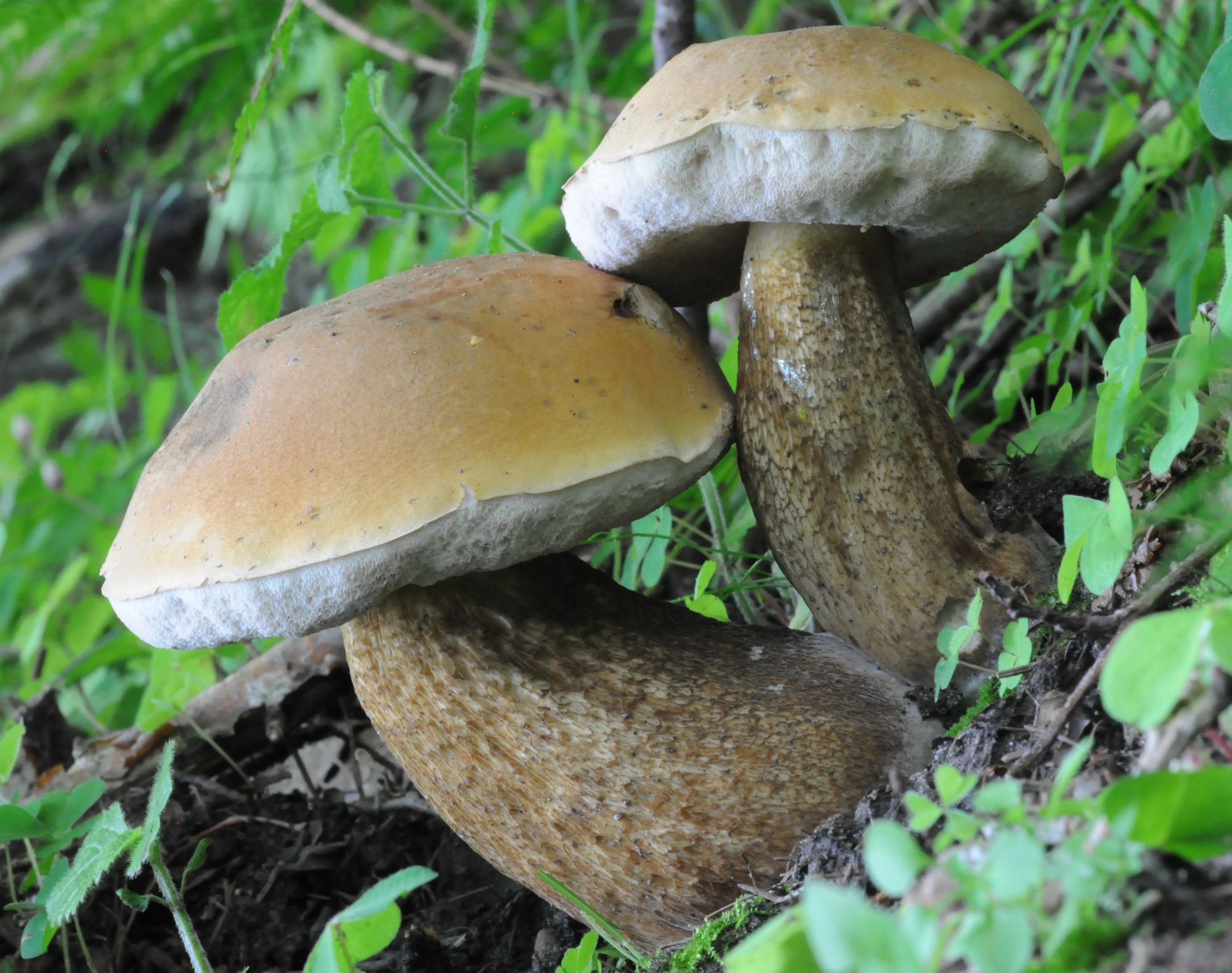
Le Bolet amer (Tylopilus felleus)
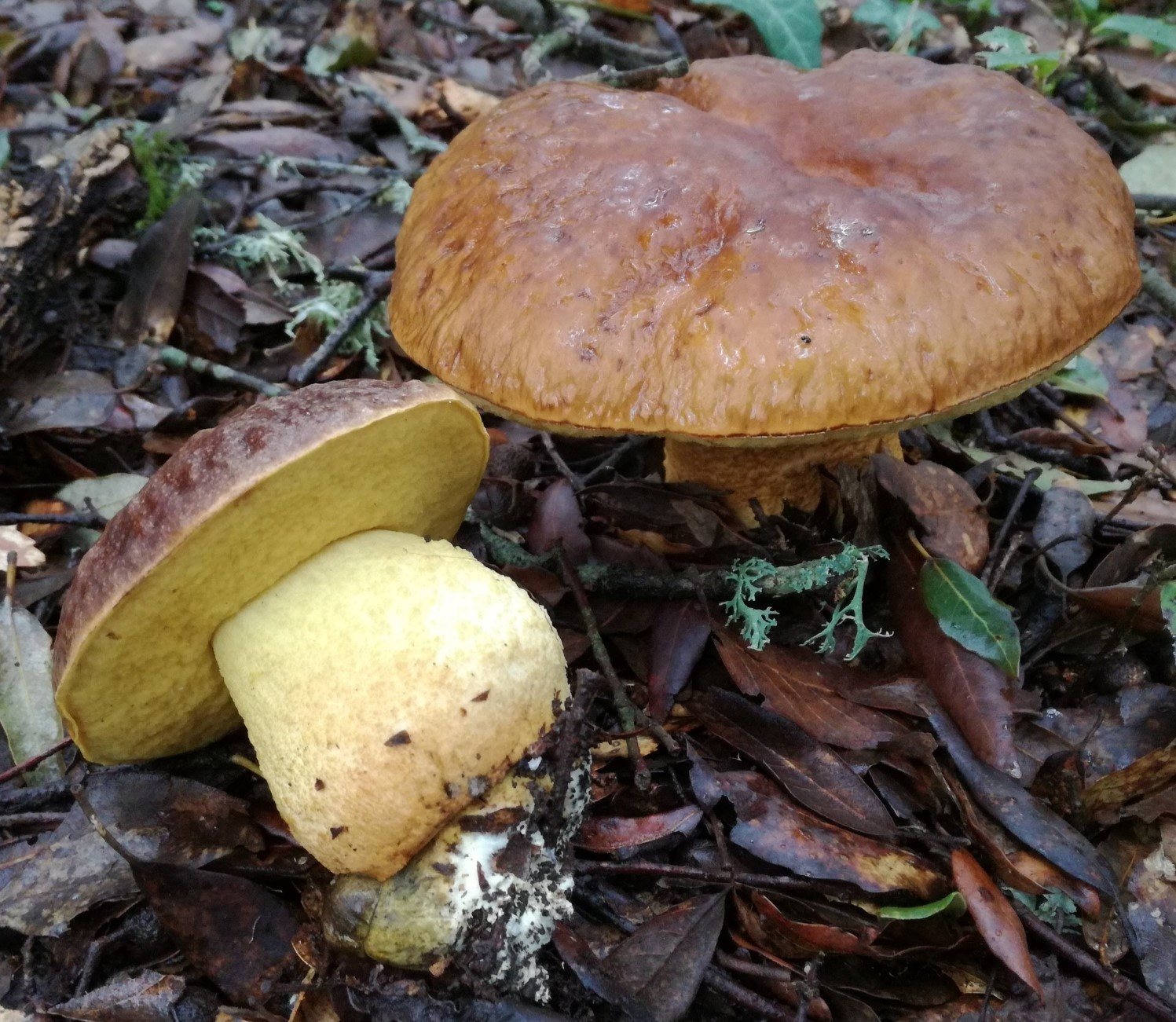
Le Bolet des chênes verts (Leccinellum lepidum)
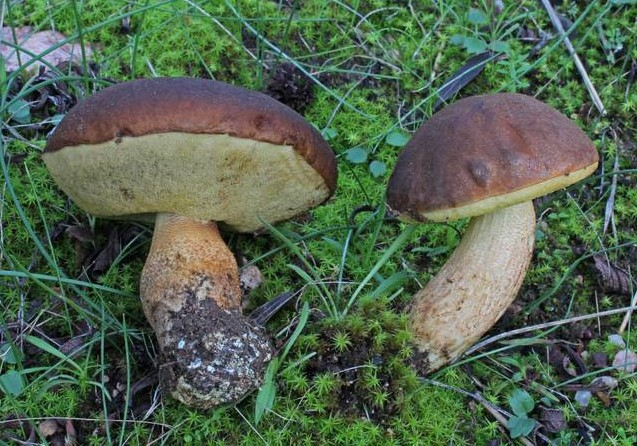
Le Bolet de Corse (Leccinellum corsicum)
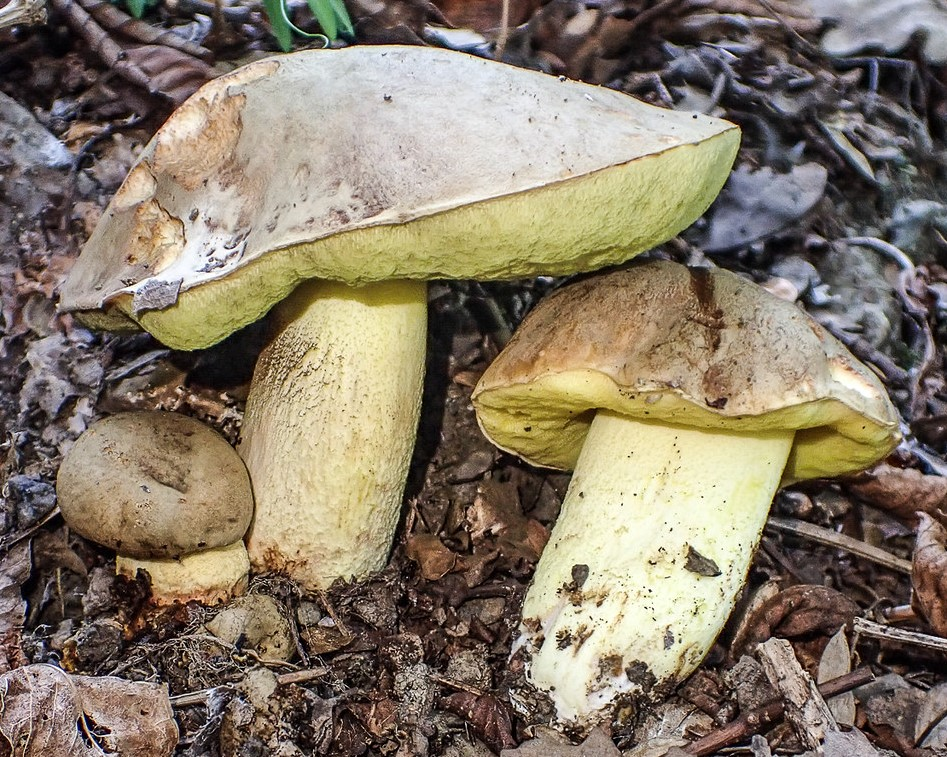
Le Bolet dépoli (Hemileccinum impolitum)
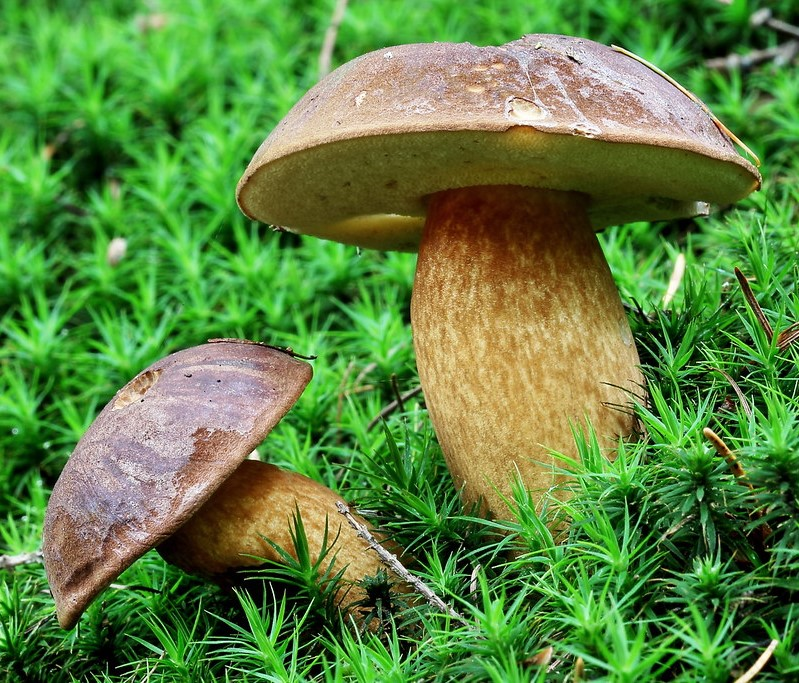
Le Bolet bai (Imleria badia)
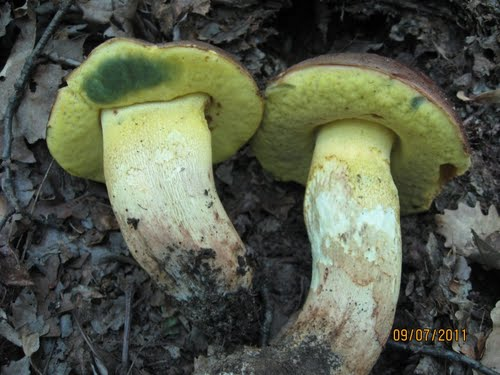
Le Bolet appendiculé (Butyriboletus appendiculatus)
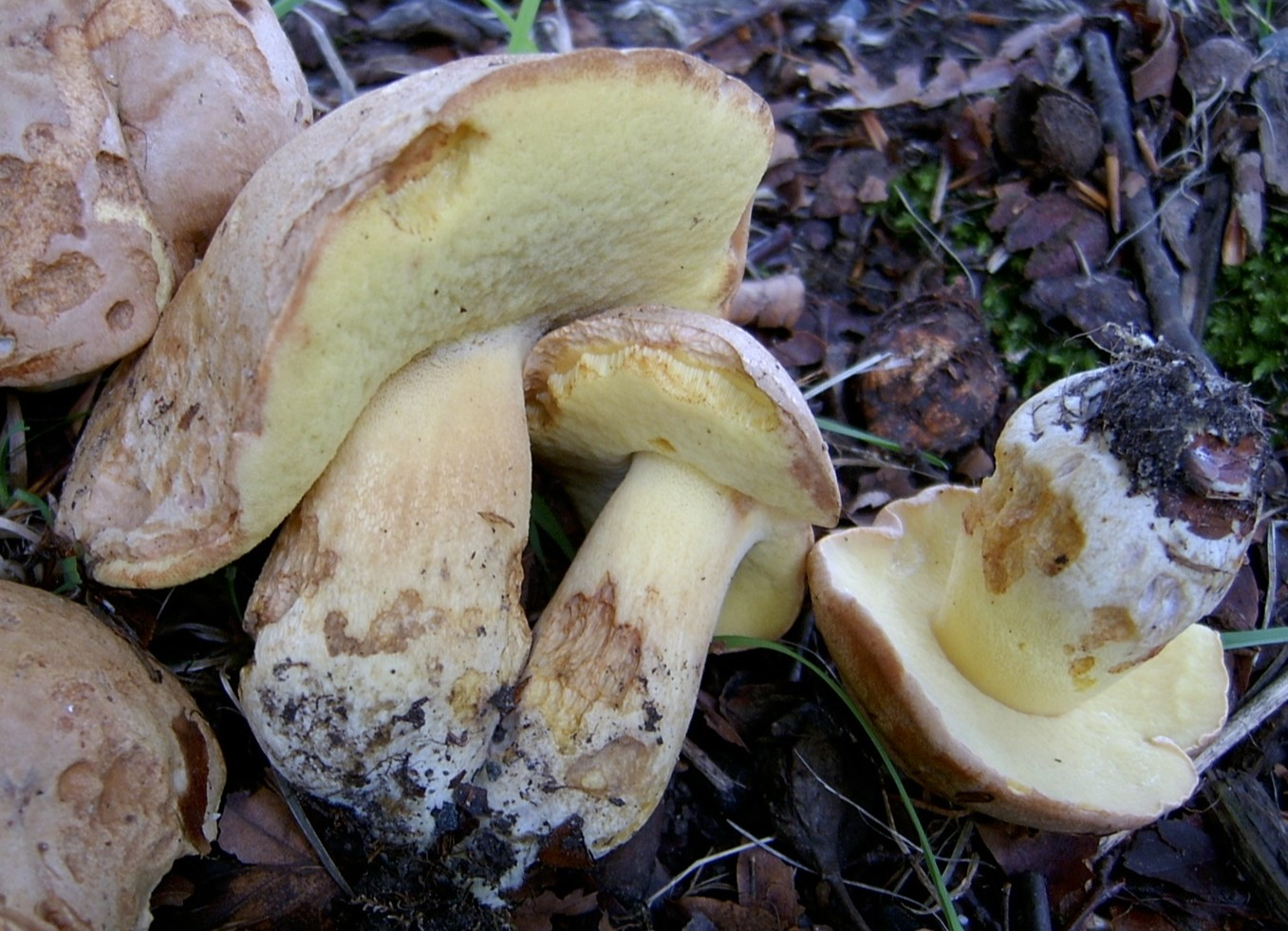
Le Bolet des sapins (Butyriboletus subappendiculatus)
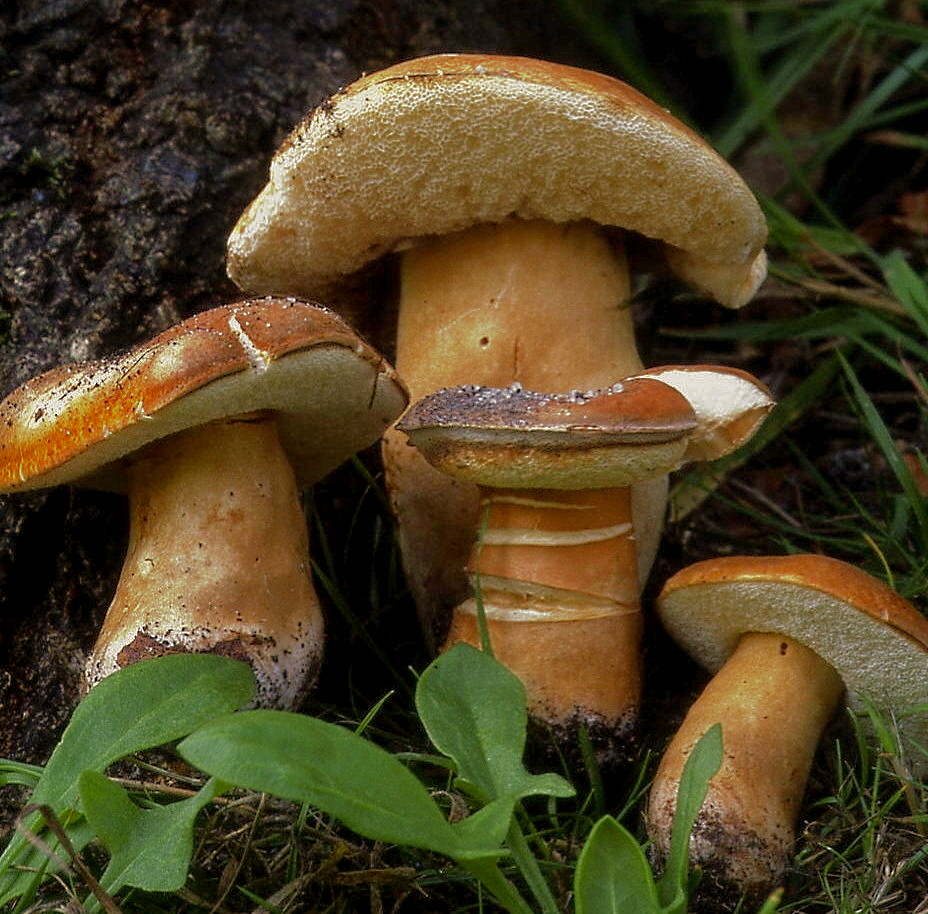
Le Bolet châtain (Gyroporus castaneus)
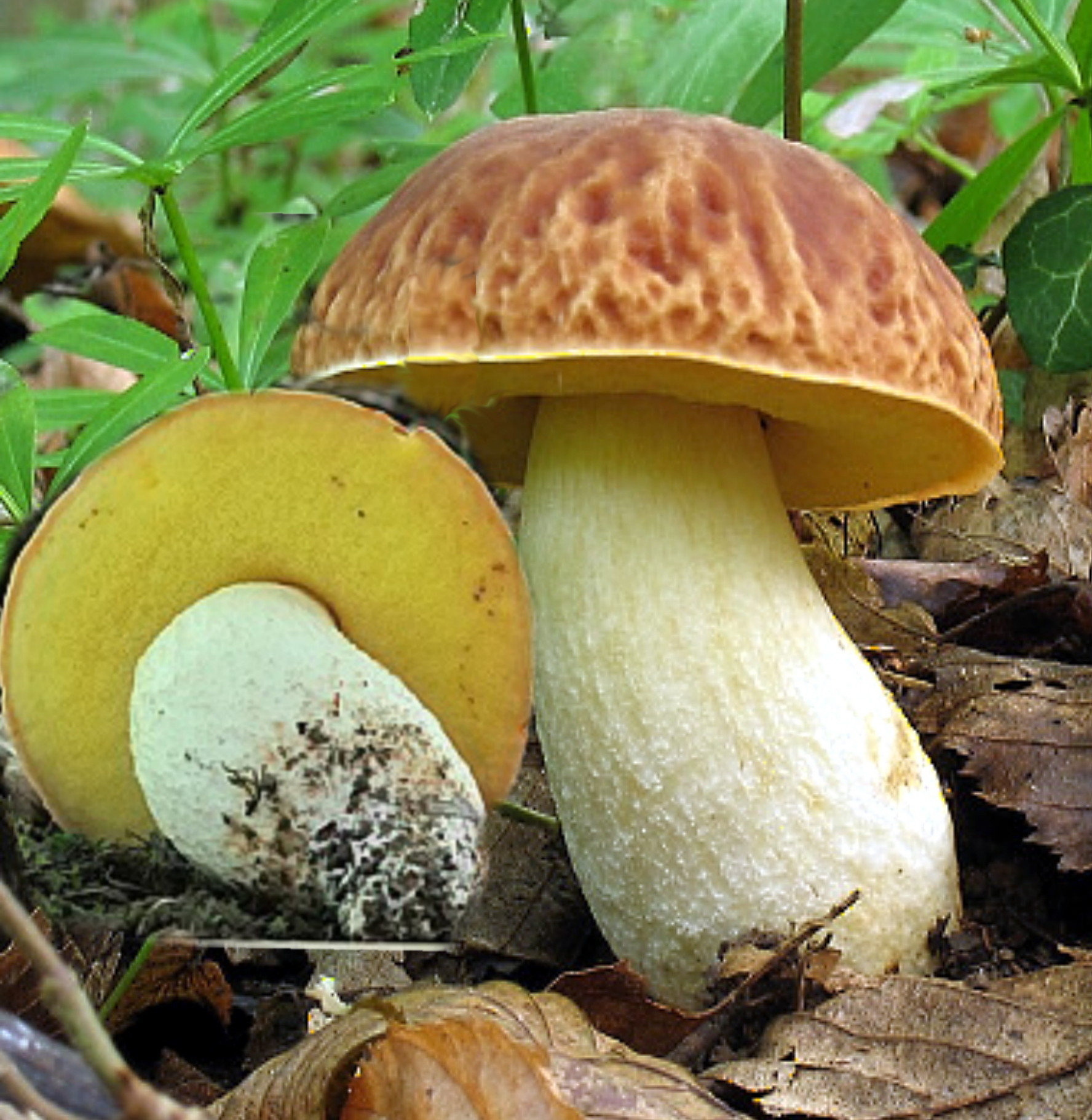
Le Bolet chauve (Hemileccinum depilatum)
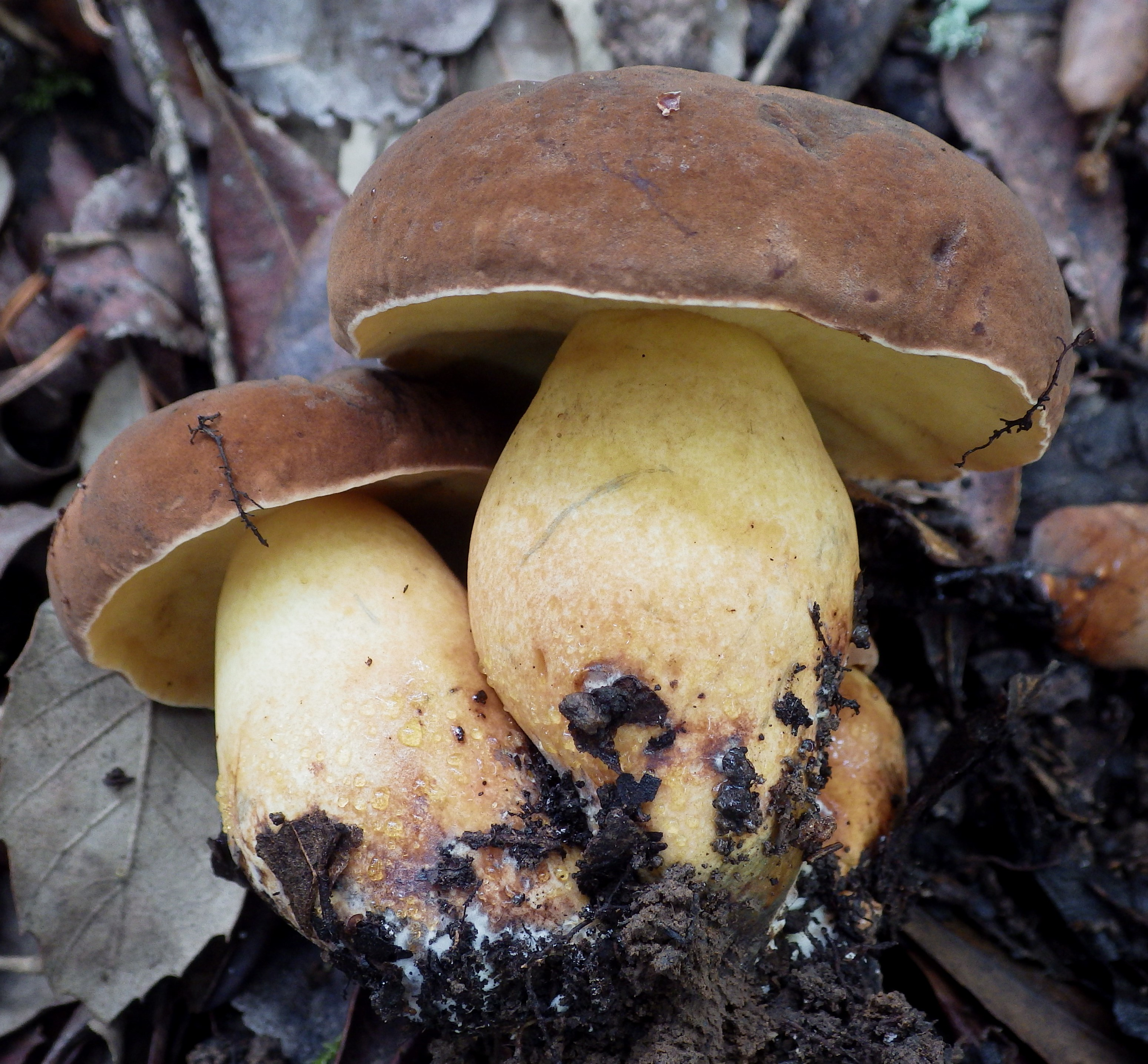
Le Bolet odorant (Lanmaoa fragrans)
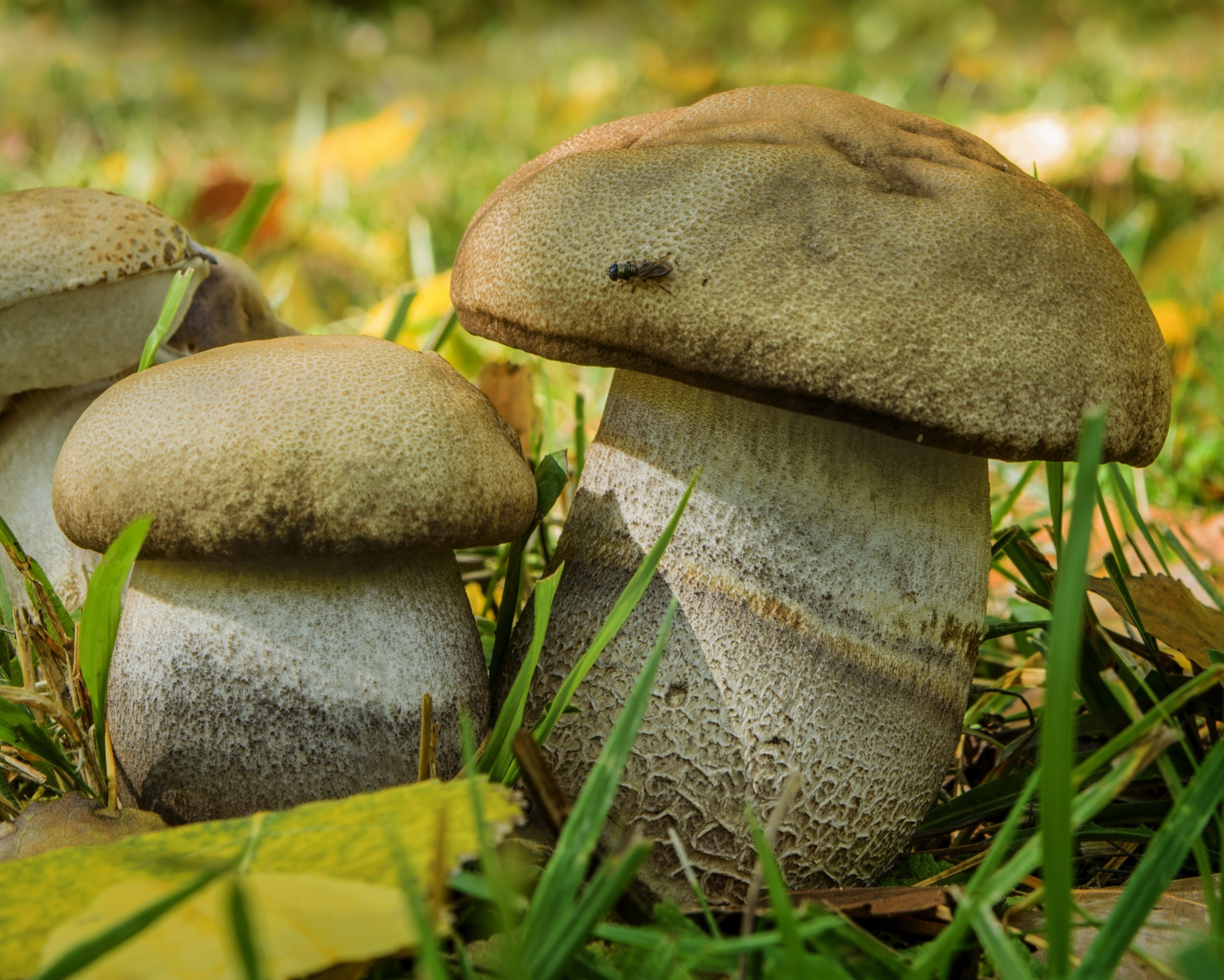
Le Bolet rude des trembles (Leccinum duriusculum)
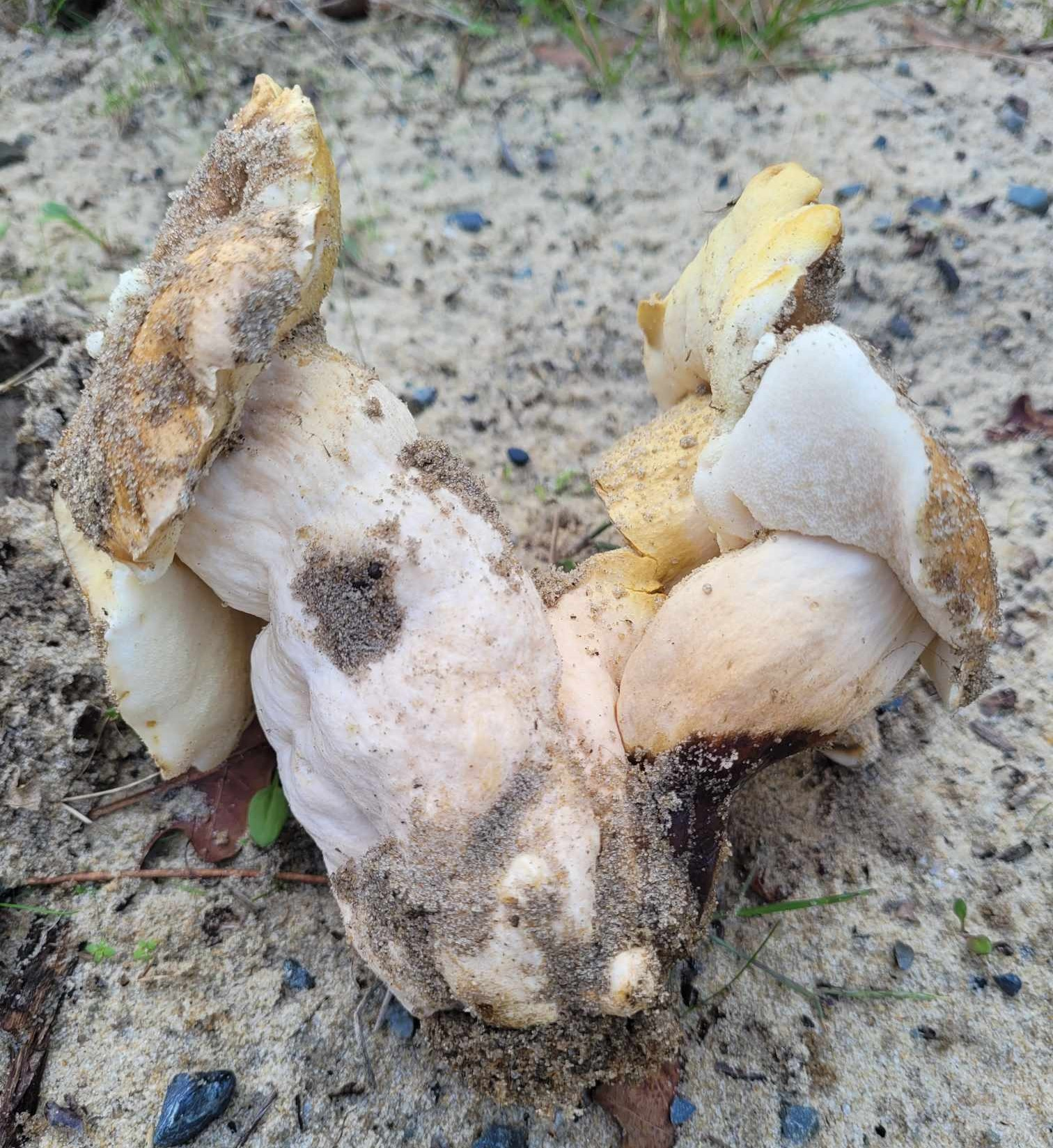
Le Bolet des sables (Gyroporus ammophilus)
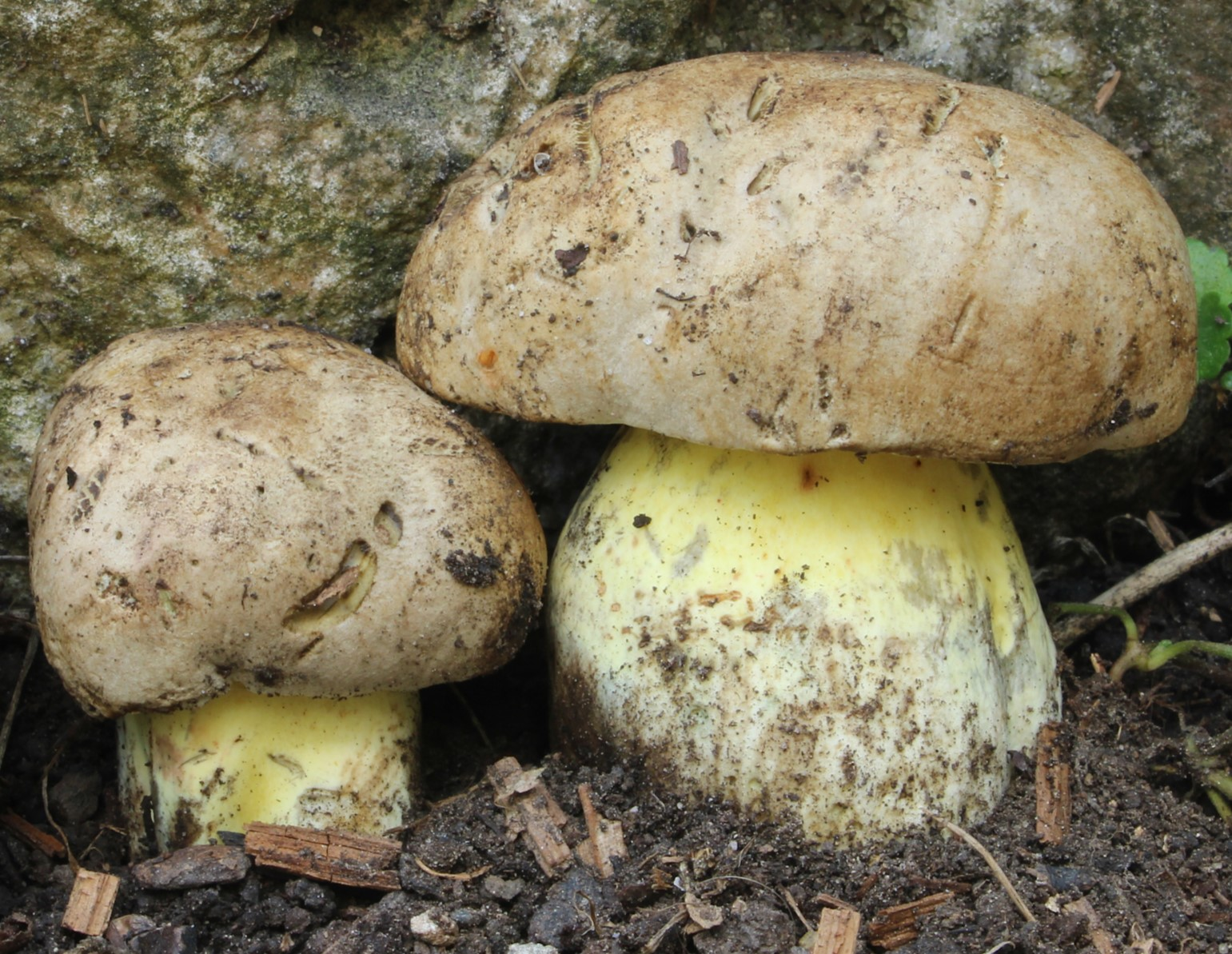
Le Bolet radicant (Caloboletus radicans)

## Culture et récolte

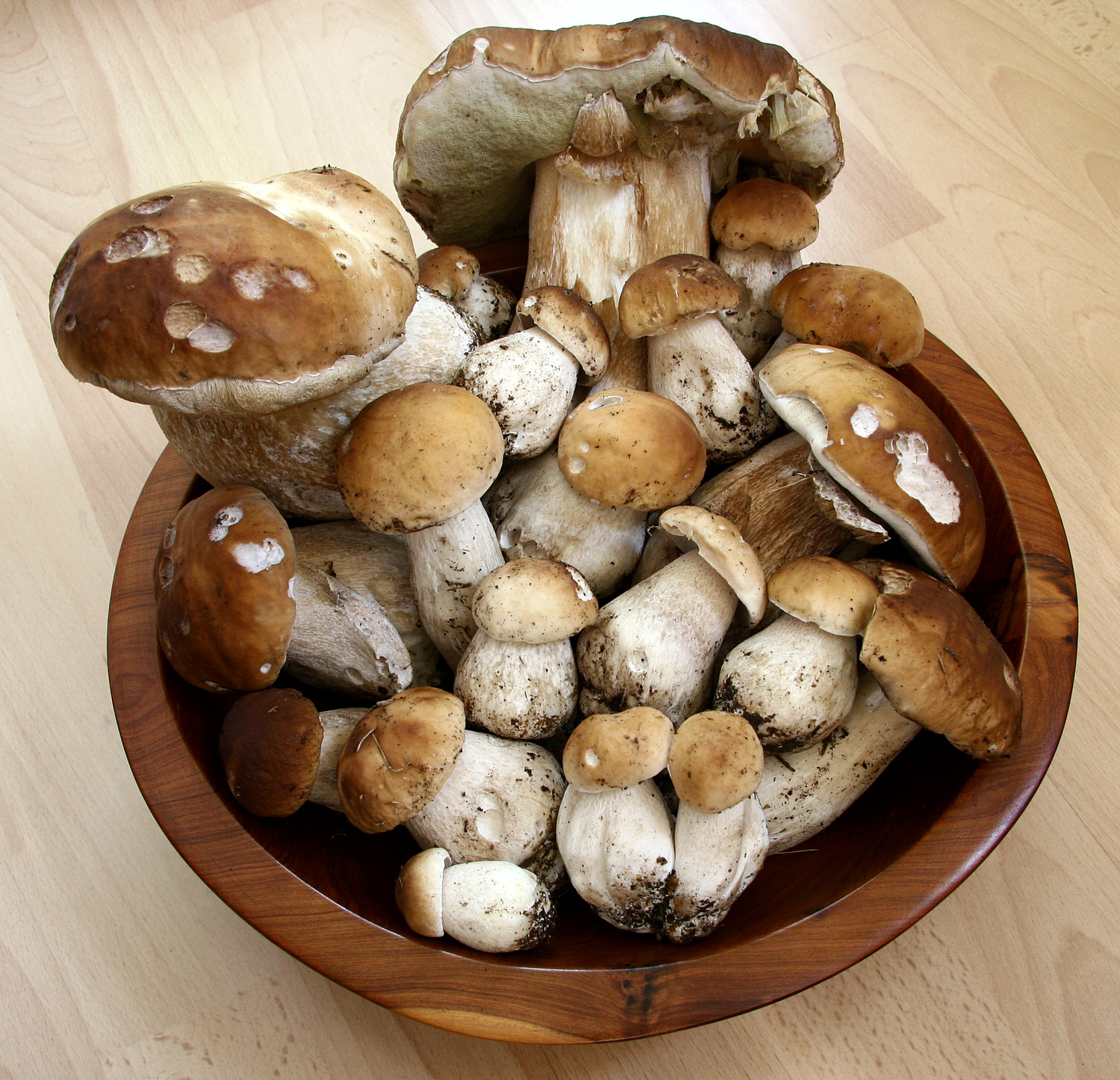
Une cueillette de cèpes. Au premier plan des « bouchons de champagne ».

### Tentative de culture
Comme d'autres champignons à mycorhize stricte, Boletus edulis a échappé aux tentatives de culture,. Les résultats de certaines études suggèrent que des composantes inconnues de la microflore du sol pourraient être nécessaires à Boletus edulis pour réussir à développer sa relation mycorhizienne avec la plante hôte,,.

### En France
L’état de la situation amène à une certaine prudence en matière de prévision sur la domestication des cèpes. L’acquisition de données écologiques et physiologiques plus précises va certainement aider à prendre en compte la composante mycologique dans la gestion de territoires à forte vocation forestière, comme le Limousin, l’Auvergne, le Morvan et les Vosges… La plantation d’arbres mycorhizés demeure du domaine expérimental. Les rendements de mycorhization obtenus par les différents auteurs restent assez faibles, même si chaque laboratoire progresse dans une certaine discrétion vers des résultats plus applicables sur le plan économique. De toute façon, le choix des souches, la qualité de l’inoculum, les conditions de réalisation de l’association restent des éléments à améliorer. Les éventuelles relations avec les micro-organismes de la rhizosphère n’ont pas été précisées pour les cèpes. Enfin, pratiquement rien n’est connu sur les relations entre le champignon introduit précocement et le développement fongique qui s’établit après la plantation. Or, la domestication du cèpe n’a d’intérêt qu’avec le développement des sporophores, attendue 10, 15, voire 20 ans après la plantation.

### Culture aléatoire et récolte

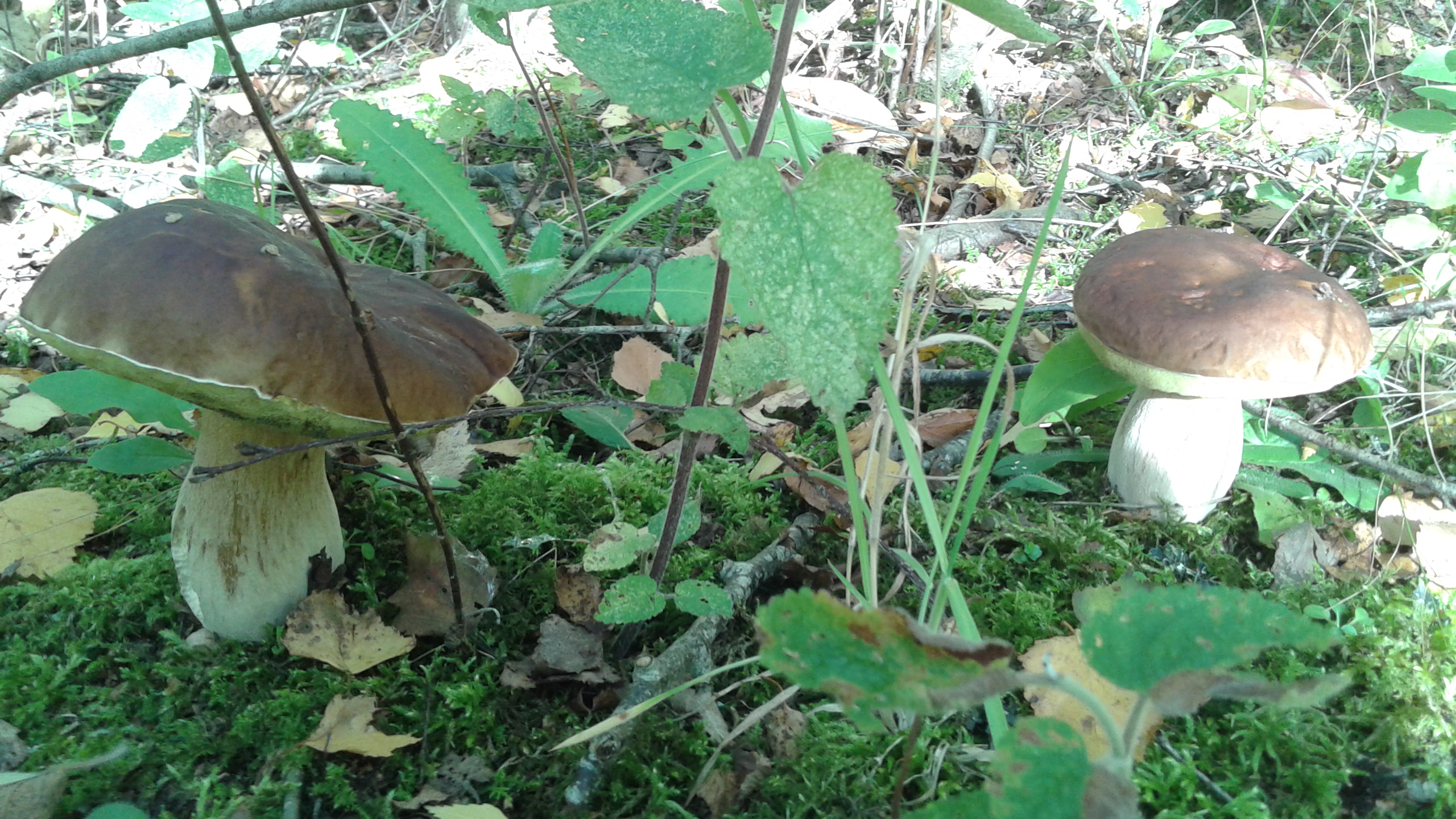
Deux cèpes de Bordeaux

Les cèpes sont donc toujours des champignons sauvages impossibles à cultiver de façon industrielle. L'amateur peut simplement se contenter de composer un environnement favorable à leur développement. Les récoltes se font dans les bois composés de chênes et châtaigniers vieux d'au moins 15 ans.
Si le terrain ne donne pas naturellement des cèpes, il est possible de tenter de l'ensemencer en disséminant de vieux cèpes sur le sol ou en mettant des épluchures dans une taupinière en s'abstenant de faire la chasse aux taupes car elles propagent le mycélium.

## Intérêt culinaire

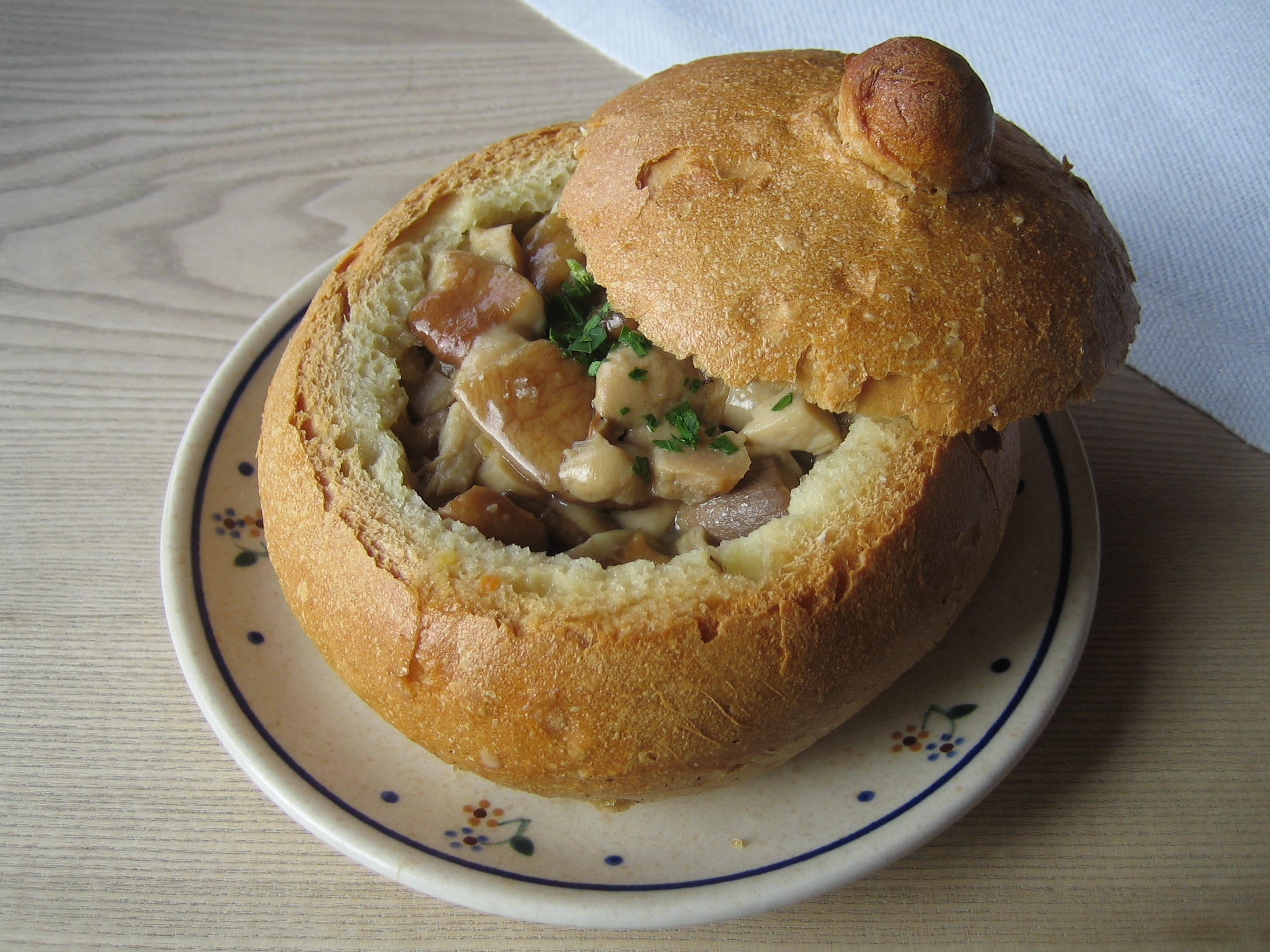
Soupe de cèpes aux nouilles en Pologne

### Conservation
Disponible frais à l'automne, Boletus edulis est un excellent champignon comestible à la douce saveur de noisette que l'on peut consommer aussi bien frais que conservé, surgelé, en boîte ou bocal, en saumure ou dans l'huile et même séché.
Sa consistance est très bonne en conserve. Les Italiens le conservent dans de l'huile. Boletus edulis est aussi l'un des rares champignons qui peuvent être confits au vinaigre.
Il est aussi séché et garde sa saveur après séchage, il est alors reconstitué et utilisé en cuisine, mais devient un peu fibreux.

### Richesse nutritive et risques pour la santé
Boletus edulis est pauvre en glucides digestibles et lipides mais riche en protéines, vitamines, sels minéraux et fibres alimentaires. Séché, on peut aussi l'utiliser au moulin.
Ce champignon produit une variété de composés organiques à large spectre d'activité biologique, comme l'ergostérol, une lectine, protéine de liaison spécifique à un sucre, des composés antiviraux, des antioxydants et des phytochélatines, qui lui confèrent une grande résistance aux éléments-traces métalliques à des doses mortelles pour de nombreux autres organismes. Comme les autres macrochampignons, il concentre plus fortement ces élément toxiques dans son carpophore. Ce pourquoi, comme tous les champignons, il ne devrait jamais être récolté dans les zones polluées ou à teneurs naturellement hautes en métaux lourds et métalloïdes toxiques.
Tous les macrochampignons sont en effet connus pour facilement bioaccumuler des métaux et des métalloïdes toxiques, dont le mercure, notamment dans les zones polluées (par l'activité minière par exemple), plus ou moins selon le substrat surlequel ils se nourrissent. Une étude a comparé les teneurs des carpophores de Boletus edulis  mercure total (HgT) et en méthylmercure (MeHg, beaucoup plus toxique) selon de leur stade de développement (stade bouton, jeune-blanc, grand-blanc et grand-jaune). Pour chaque stade, on a comparé les teneur de mercure (méthylé et non méthylé) dans le champignon cru et une fois cuit (braisés dans ce cas).  Le mercure pur est un métal très volatil quand on le chauffe (mais sa vapeur est hautement toxique). Cette étude a cherché à évaluer l'effet de la cuisson (braisage) sur ces teneurs, et d'estimer l'apport en mercure et méthylmercure pour une personne consommant un seul repas de bolets (sur la base du poids total (humide) (ww) et poids sec (dw). Elle a montré que dans les carpophores braisés, les taux de HgT variaient de 0,2668 ± 0,0090 à 0,5434 ± 0,007 1 mg kg−1 ww selon le stade de développement du champignon... et de 0,1880 ± 0,0247 à 0,2929 ± 0,003 0 mg kg−1 en poids humide cru (ww).  Les jeunes carpophores bruts (au stade bouton) présentaient les teneurs les plus hautes en mercure total (par rapport aux stades ultérieurs de développement), mais la part du MeHg y était plus faible. Et, après braisage, le jeune carpophore présentait plus de MeHg qu'aux stades de maturité plus avancés. Le MeHg comptait pour 1,9 ± 0,7 % du mercure total (HgT) dans les champignons crus et pour 1,4 ± 0,3 % dans le champignon cuit (braisé). La cuisson augmente les teneurs moyennes en HgT et MeHg dans les farines de champignons frais de 52 ± 31 % et 53 ± 122 % respectivement, mais une réduction de 40 ± 14 % et 40 ± 49 % respectivement est observée sur une base sèche. Concernant le seul mercure, selon les auteurs, dans ce contexte, « Les apports potentiels de THg et de MeHg provenant des repas braisés de B. edulis étudiés étaient donc faibles peuvent être considérés comme sûrs ». Mais une étude de risque complète doit aussi tenir compte des autres métaux lourds et des métalloïdes que ce champignon peut bioconcentrer.

## Propriétés

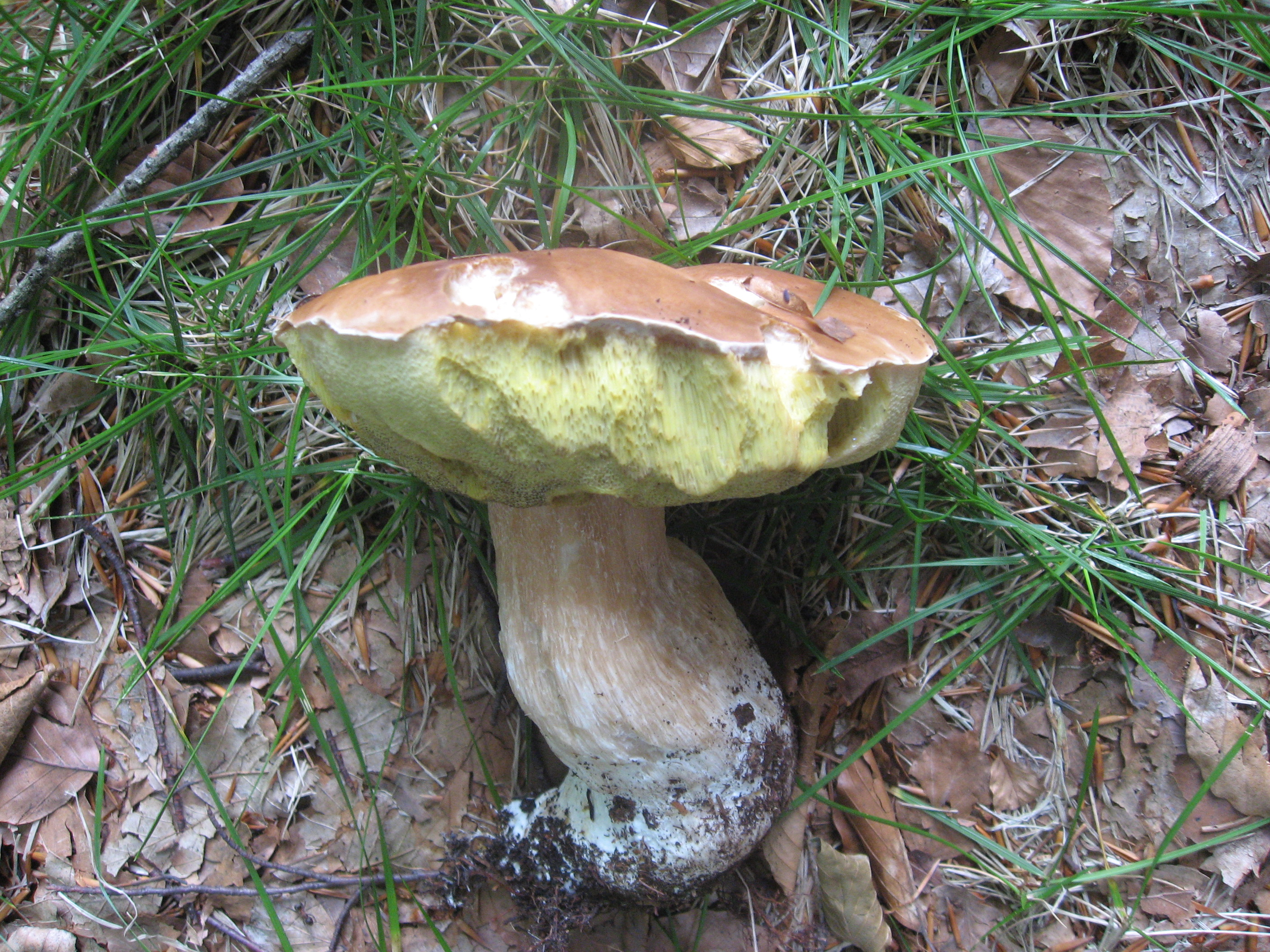
Vieux l'hyménophore est pulviné, l'hyménium, le foin, ou les tubes deviennent jaunes puis verts, spongieux, la marge est appendiculée

### Source nutritionnelle
Boletus edulis constitue une source nutritionnelle qui, bien que n'étant pas riche en glucides ou en lipides facilement absorbables, contient des vitamines, des minéraux et des fibres alimentaires. Les champignons frais contiennent plus de 80 % d'eau. Bien que les valeurs déclarées aient tendance à différer quelque peu, la teneur en eau peut être affectée par la température ambiante et l'humidité relative pendant la croissance et le stockage, ainsi que la quantité relative d'eau qui peut être produite à la suite des processus métaboliques normaux pendant le stockage.

### Composition biochimique
Boletus edulis frais présente les valeurs nutritives suivantes basées sur des analyses biochimiques
Valeur nutritive par 100 g :
- Énergie : 342,4 kJ (81,8 kcal)
- Lipides : 1,70 g
- Protéines : 7,39 g
- Thiamine (vitamine B1) : 0,105 mg (9 %)
- Riboflavine (vitamine B2) : 0,092 mg (8 %)
- Niacine (vit. B3) : 6,07 mg (40 %)
- Acide pantothénique (B5) : 2,64 mg (53 %)
- Vitamine B6 : 0,051 mg (4 %)
- Folate (Vitamine B9) : 290 mg (73 %)
- Vitamine C : 4,21 mg (5 %)
- Calcium : 1,195 mg (0 %)
- Fer : 0,739 mg (6 %)
- Phosphore : 22,26 mg (3 %)
- Potassium : 203,3 mg (4 %)
- Zinc : 4,172 mg (44 %)

Les pourcentages sont relatifs à des recommandations américaines spécifiques aux adultes.

### Glucides
Les glucides constituent la majeure partie des organes du sporophore, comprenant 9,23 % du poids frais comme la liste le présente, et 65,4 % du poids sec. Le volet contient les glucides glucoses monosaccharides, le mannitol et de l'α-tréhalose, le polysaccharide de glycogène, et insoluble dans l'eau des polysaccharides structuraux comme la chitine, qui représente jusqu'à 80-90 % de matières sèches des parois cellulaires du champignon. La chitine, l'hémicellulose et la pectine - comme les glucides non digestibles - par les humains, contribuent à la proportion nutritionnellement souhaitable, renforcée de fibres insolubles chez Boletus edulis.

### Lipides
Le total des lipides,, ou matières grasses brutes, représente 2,6 % des matières sèches du champignon. La proportion d'acides gras (exprimée en % du total des acides gras) sont :
- l'acide linoléique, 42,2 %
- l'acide oléique, 36,1 %
- l'acide palmitique, 9,8 %
- l'acide stéarique, 2,7 %
- l'acide linolénique, 0,2 %

### Acides aminés
Une étude comparative de la composition des acides aminés de onze espèces portugaises de champignons montre que Boletus edulis possède la plus haute teneur totale en acides aminés, d'environ 2,3 g par 100 g de champignons séchés. Ce total comprend un échantillonnage complet d'une vingtaine d'acides aminés essentiels et non essentiels. L'analyse des acides aminés libres (c'est-à-dire ceux non liés en protéines) ont révélé que la glutamine et l'alanine en sont les principaux acides aminés (chacun pour environ 25 % des composés du total) ; une analyse séparée a conclu que la lysine est un autre composé prédominant

### Métaux et minéraux
Les valeurs rapportées sur la composition et les concentrations de traces de métaux et des minéraux chez Boletus edulis ont tendance à différer considérablement, tout comme dans le sporophore s'accumule différents éléments à différents degrés. Comme c'est généralement le cas pour les autres champignons, cette concentration des éléments dans le sporophore reflète souvent la concentration du sol en ces éléments bio disponibles, là où le champignon a été récolté.
En général, Boletus edulis contient des quantités appréciables de sélénium (13-17 ppm), un oligo-élément essentiel pour une bonne santé. Cependant, la biodisponibilité du sélénium présent dans le champignon est faible.

### Vitamines D
Les sporophores entiers et frais contiennent également environ 200 mg de vitamine D2 pour 100 g de poids sec. La teneur relativement élevée en ergostérol contenu (voir prochaine section) par les sporophores peut en faire un champignon nutritionnellement intéressant pour les végétariens et les végétaliens, qui ne pourrait pas autrement recevoir un apport limité de vitamine D.

### Ergostérol
Les sporophores de Boletus edulis contiennent environ 500 mg d'ergostérol par 100 g de champignons séchés. L'ergostérol est un stérol composé commun dans les champignons. De plus, les sporophores ont environ 30 mg de peroxyde d'ergostérol par 100 g de champignons séchés. Le peroxyde d'ergostérol est un stéroïde dérivé avec un large spectre d'activité biologique, y compris d'activités antimicrobiennes et anti-inflammatoires, et une cytotoxicité de lignées de cellules de diverses tumeurs cultivées en culture en laboratoire.

### Résistance aux métaux lourds
La phytochélatine confère au Boletus edulis une résistance aux métaux lourds toxiques comme le cadmium.

### Lectine
Le champignon contient également un sucre à protéines contraignantes, appelée lectine, qui a une affinité pour les sucres xylose et mélibiose. La lectine est mitogène - c'est-à-dire qu'elle peut stimuler les cellules pour démarrer un processus de division cellulaire, d'où résultera la mitose. En outre, la lectine a des propriétés antivirales. Elle inhibe l'immunodéficience humaine du virus enzyme transcriptase inverse.

### Activité antivirale
D'autres études suggèrent que Boletus edulis a également une activité antivirale contre les virus et le virus de la mosaïque du tabac cultivé dans la culture. Ces composés antiviraux de champignons sont un sujet d'intérêt de la recherche biomédicale pour leur potentiel à faire progresser la connaissance de la réplication virale, et de la mise au point de nouveaux médicaments dans le traitement de maladies virales.

### Capacités antioxydantes
Les sporophores ont une haute capacité antioxydante, dont la raison probable est la combinaison de différents acides organiques (comme les acides oxalique, citrique, malique, succinique et fumarique), composés phénoliques et des alcaloïdes. L'activité antioxydante la plus élevée se trouve dans l'hyménophore des champignons. Par ailleurs, les sporophores contiennent 528 mg d'ergothionéine par kilogramme de champignons frais de ce composé antioxydant. Cette valeur est la plus élevée parmi les nombreux produits alimentaires testés dans une étude.

### Propriétés anti-cancéreuses
On pensait avoir trouvé des propriétés anti-cancéreuses en fonction des résultats de recherches hongroises menées dans les années 1950, mais d'autres études, menées plus tard aux États-Unis n'ont malheureusement pas confirmé ces résultats.

### Allergies
De très rares cas d'allergies par inhalation et ingestion de Boletus edulis ont été signalées, créant des réactions anaphylactiques manifestes et confirmées par des tests cutanés avec Boletus édulis cru, démontrant in vivo la capacité des mastocytes cutanés à réagir au contact de cet allergène spécifique à travers la liaison à l'immunoglobuline E (IgE), les symptômes étaient reproductibles après un test par inhalation. Il n'a pas encore été déterminé quelle était la molécule responsable.